# Imperio austríaco
El Imperio austríaco, oficialmente el Imperio de Austria (en alemán: Kaisertum Österreich; en ortografía del s. XIX, Kaiserthum Oesterreich), fue una gran potencia europea multinacional que existió entre 1804 y 1867, creada por proclamación a partir de los reinos de los Habsburgo. Durante su existencia, fue la tercera monarquía más poblada de Europa, después del Imperio ruso y el Reino Unido, y geográficamente, el tercer imperio más extenso de Europa, después del Imperio ruso y el Primer Imperio francés. 
Como denominación oficial de los territorios gobernados por la monarquía de los Habsburgo, el nombre de «Imperio austríaco» data de 1804, cuando Francisco II, el último emperador del Sacro Imperio Romano Germánico, se autoproclamó emperador de Austria como Francisco I, en respuesta a la declaración de Napoleón Bonaparte del Primer Imperio francés, unificando así todas las posesiones de los Habsburgo bajo un gobierno central.  Para mantener su título imperial, Francisco elevó a Austria de la categoría de archiducado a la de imperio. El Imperio austríaco permaneció como parte del Sacro Imperio Romano Germánico hasta la disolución de este durante la reorganización napoleónica de Alemania en 1806. El Imperio continuó luchando contra Napoleón durante las guerras napoleónicas, excepto entre 1809 y 1813, cuando Austria se alió inicialmente con Napoleón durante la invasión de Rusia y posteriormente se mantuvo neutral durante las primeras semanas de la Guerra de la Sexta Coalición. Austria y sus aliados salieron victoriosos de la guerra, lo que condujo al Congreso de Viena, que reafirmó al imperio como una de las grandes potencias del siglo XIX.
Tras la caída de Napoleón (1814-1815), Austria volvió a ser la líder de los estados alemanes. No obstante, en 1848, ocurrieron un conjunto de revoluciones contra los Estados en poder de los Habsburgo.  En particular, el Reino de Hungría, que había existido como un estado al margen del Sacro Imperio Romano Germánico, se alzó nuevamente durante este periodo durante la llamada Revolución húngara de 1848, que enaltecía el nacionalismo y la independencia de los Estados europeos y que rechazaba al poder austríaco de los Habsburgo. Las revueltas húngaras fueron sofocadas gracias a la intervención del zar ruso, quien acudió en ayuda del emperador austríaco, poniendo nuevamente a la nación húngara bajo el dominio Habsburgo. El fracaso de la revolución desencadenó una serie de ejecuciones de generales y dignatarios húngaros que se habían sublevado contra los austríacos, y el nivel de autonomía del que había gozado el Estado húngaro se vio reemplazado por un gobierno absolutista desde Viena. Esto aumentó el resentimiento contra el dominio de los Habsburgo.
En la década de 1860, el Imperio austríaco se enfrentó a dos serias derrotas: una en la segunda guerra de Independencia italiana, que puso fin a su dominio sobre una amplia porción del norte de Italia (Lombardía y Véneto, Módena y Reggio, Toscana, y Parma y Plasencia), y otra en la guerra austro-prusiana de 1866, en la cual el Imperio fue derrotado junto a Baviera por Prusia, lo que llevó a la disolución de la Confederación Germánica (de la cual el emperador Habsburgo era el presidente hereditario) y a la exclusión de Austria de los asuntos germanos.  Estas derrotas impulsaron al emperador Francisco José a reorientar su política hacia el este y a consolidar su heterogéneo imperio, reconociendo la necesidad de llegar a un acuerdo con los húngaros rebeldes. Estos, sin embargo, vieron esto como un momento de debilidad idóneo para sus aspiraciones autonomistas y dignatarios del reino de Hungría enviaron una comitiva que exigía el establecimiento de un parlamento en Hungría, junto a mayor libertad y un marco de autonomía. Consciente de la necesidad de ceder ante Hungría para poder retener su estatus de gran potencia, el gobierno central en Viena accedió a estas negociaciones. El resultado de las negociaciones fue el Compromiso austrohúngaro, concluido el 8 de febrero de 1867, por el que se creó la monarquía dual austrohúngara, poniendo fin efectivamente al Imperio austríaco.

## Historia

### Creación del Imperio austríaco

Imperio austriaco en 1812, en plenas guerras napoleónicas, cuando perdió acceso al mar adriático.

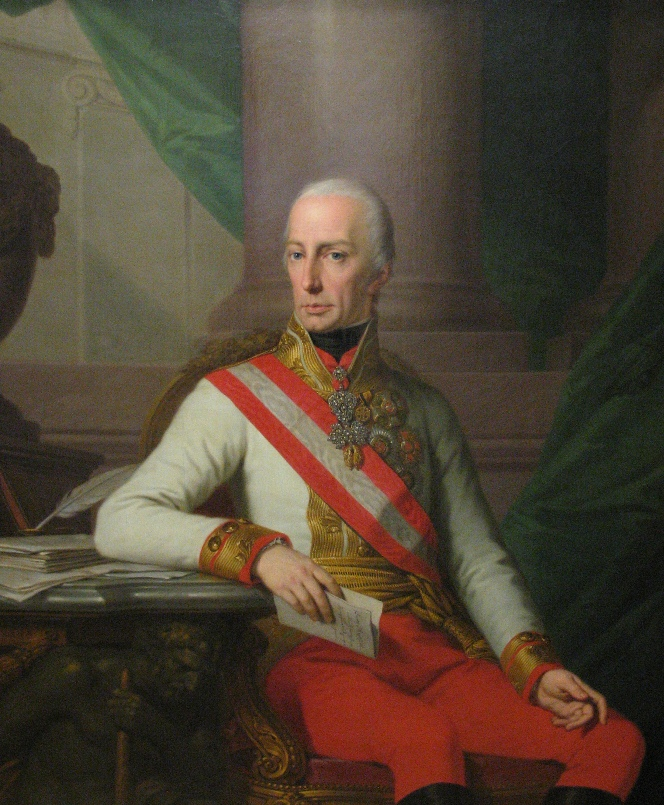
Francisco I de Austria

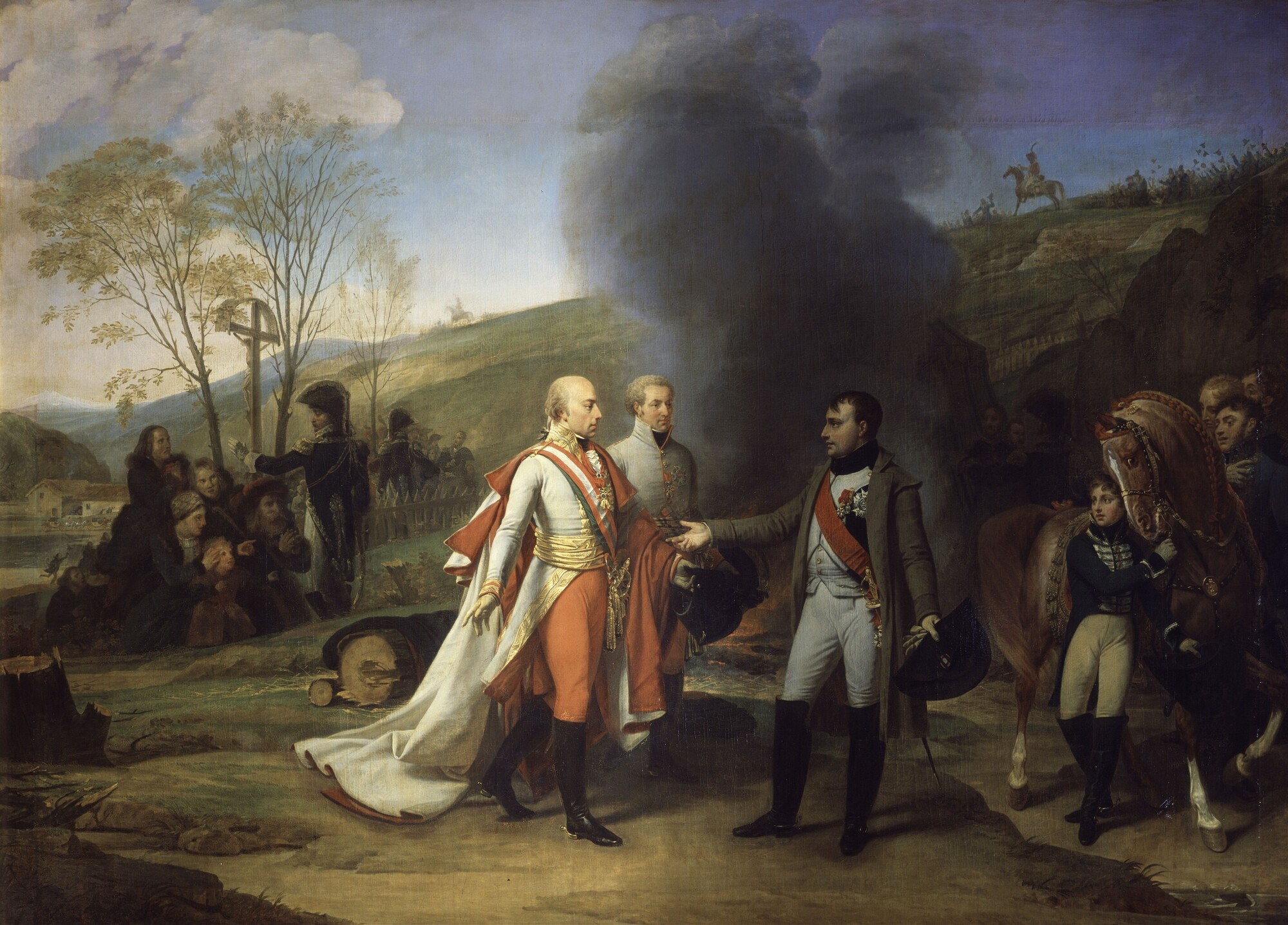
Entrevista entre el emperador Francisco II y Napoleón tras la batalla de Austerlitz

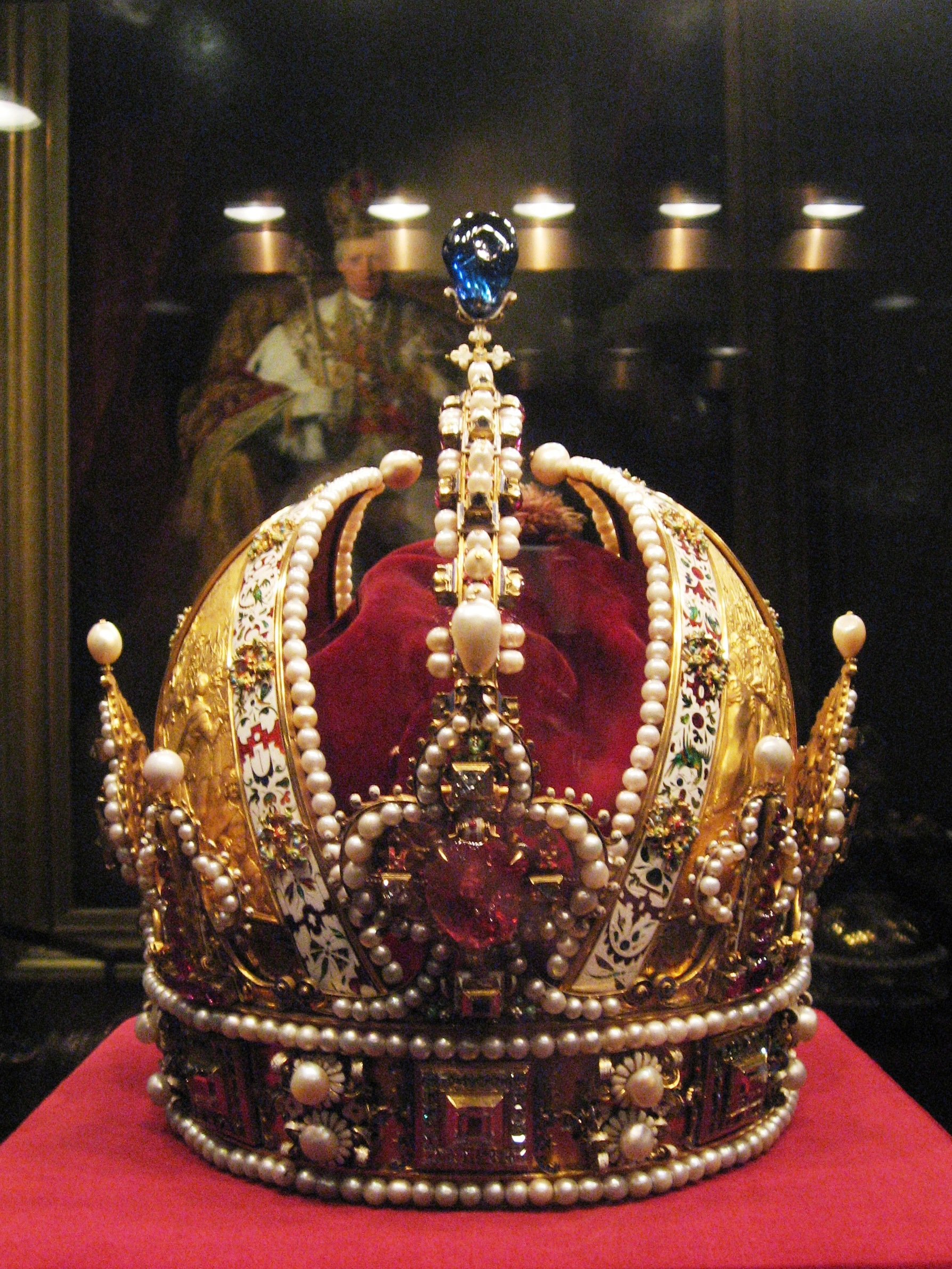
La Corona Imperial, antigua propiedad de Rodolfo II.

Para el siglo XVIII, el Sacro Imperio Romano Germánico era considerado por sus contemporáneos, tanto dentro como fuera del imperio, como una monarquía sumamente «irregular» y «enfermo», con una forma de gobierno inusual. El imperio carecía tanto de un ejército permanente central como de un erario central, y sus monarcas—nominalmente electivos en lugar de hereditarios—, no podían ejercer un control central efectivo, a pesar de lo cual incluso entonces, la mayoría de sus contemporáneos creían que el imperio podía revitalizarse y modernizarse. Sin embargo, a partir de 1792, la Francia revolucionaria estuvo en guerra con varias partes del Sacro Imperio Romano Germánico de manera intermitente. Esto ocurrió a raíz del involucramiento del emperador Leopoldo II, hermano de la reina María Antonieta de Francia. El 27 de agosto de 1791, Leopoldo y el rey Federico Guillermo II de Prusia, en consulta con nobles franceses emigrados, emitieron la Declaración de Pillnitz, que declaraba el interés de los monarcas europeos por el bienestar del rey Luis XVI de Francia y su familia, y amenazaba con consecuencias vagas pero graves si algo les ocurría. Aunque Leopoldo interpretó la Declaración de Pillnitz como un gesto evasivo para aplacar los sentimientos de los monarquistas y nobles franceses, en Francia se consideró una seria amenaza y fue denunciada por los líderes revolucionarios. Francia emitió un ultimátum exigiendo que Leopoldo renunciara a cualquier alianza hostil y retirara sus tropas de la frontera francesa. Tras una votación de la Asamblea Legislativa liderada por los revolucionarios, Francia declaró la guerra a Austria el 20 de abril de 1792, mientras que Prusia, tras haberse aliado con Austria en febrero, declaró la guerra a Francia en junio de 1792, iniciando la llamada guerra de la Primera Coalición. Aunque las fuerzas de la Primera República Francesa invadieron y ocuparon los Países Bajos austríacos en 1792, el Sacro Imperio Romano Germánico se defendió bastante bien hasta que Prusia abandonó el esfuerzo bélico para centrar su atención en sus territorios polacos, llevándose consigo sus recursos y su poderoso ejército.
Los ejércitos franceses repelieron a los invasores y avanzaron más allá de las fronteras de Francia. Francia estableció la República Bátava como república hermana (mayo de 1795) y obtuvo el reconocimiento prusiano del control francés de la orilla izquierda del Rin mediante el primer Tratado de Basilea. Con el Tratado de Campo Formio, Austria cedió los Países Bajos austriacos a Francia y el norte de Italia se convirtió en varias repúblicas hermanas francesas. Como consecuencia, cambios que moldearon la naturaleza del Imperio tuvieron lugar durante las conferencias de Rastatt (1797-1799) y Ratisbona (1801-1803). El ejército imperial austriaco había sido derrotado por Napoleón Bonaparte en la batalla de Marengo el 14 de junio de 1800 y posteriormente por Jean Victor Moreau en la batalla de Hohenlinden el 3 de diciembre. Forzados a pedir la paz, los Habsburgo firmaron en 1801 el Tratado de Lunéville, que los obligaba a reconocer la independencia y soberanía de las repúblicas Cisalpina, Ligur, Bátava y Helvética, además de ceder a Francia toda la orilla izquierda del Rin, incluyendo los Países Bajos Austriacos, y la Italia imperial. Basado en principios generales delineados en el Tratado de Lunéville, el 24 de marzo de 1803, se declaró el llamado «Receso Imperial» (en alemán: Reichsdeputationshauptschluss), una ley que secularizaba casi 70 estados eclesiásticos y abolía 45 ciudades imperiales para compensar a numerosos príncipes alemanes por territorios al oeste del Rin que habían sido anexados por Francia como resultado de las guerras revolucionarias francesas. Así, el receso redujo considerablemente el número de territorios administrativos de 81 a 3 y de las ciudades imperiales de 51 a 6. Esta medida estaba destinada a sustituir la vieja constitución del Sacro Imperio Romano Germánico, pero la consecuencia real del Receso Imperial fue el fin del Sacro Imperio. 
La caída y disolución del Imperio se vio acelerada por la intervención francesa, en septiembre de 1805. El 20 de octubre de 1805, un ejército austríaco encabezado por el general Karl Mack von Leiberich fue derrotado por los ejércitos franceses cerca de la ciudad de Ulm. La victoria francesa resultó en la captura de veinte mil soldados de Austria y de muchos cañones. El ejército de Napoleón obtuvo una nueva victoria en la batalla de Austerlitz, el 2 de diciembre de 1805. A la luz de estos acontecimientos, Francisco se vio obligado a negociar con los franceses del 4 de diciembre al 6 de diciembre de 1805. Estas negociaciones concluyeron con un armisticio el 6 de diciembre de 1805. Ante la asunción por Napoleón del título de «Emperador de los franceses» en 1804 y la derrota austriaca en Austerlitz en 1805, la monarquía de los Habsburgo empezó a plantearse si merecía la pena defender el título imperial y el imperio en su conjunto. Muchos de los estados que nominalmente servían al Sacro Emperador Romano Germánico, como Baden, Württemberg o Baviera, habían desafiado abiertamente la autoridad imperial y se habían puesto del lado de Napoleón. La idea principal tras las acciones de Francisco II en 1806 era sentar las bases necesarias para evitar futuras guerras con Napoleón y Francia. Una de las preocupaciones de la monarquía de los Habsburgo era que Napoleón pudiera aspirar a reclamar el título de Sacro Imperio Romano Germánico. Napoleón se sentía atraído por el legado de Carlomagno, a quien veía como un conquistador franco que había extendido el dominio francés por Europa Central e Italia, algo que Napoleón también aspiraba a lograr. Por ejemplo, se habían hecho réplicas de la corona y la espada de Carlomagno para la coronación de Napoleón como emperador de Francia (aunque no se usaron).  Como fuese, con el Sacro Imperio Romano Germánico disuelto, Francisco II podía centrar su atención en el continuo ascenso y prosperidad de su nuevo imperio hereditario, como emperador Francisco I de Austria.  Francisco II creó el título de emperador de Austria, y sus sucesores fueron abandonando el título de emperador del Sacro Imperio Romano Germánico a partir del 1806.
Las victorias francesas alentaron a gobernantes de ciertos territorios imperiales a hacer valer su independencia formal del Imperio. El 10 de diciembre de 1805, el príncipe elector de Baviera, que era duque, se proclamó rey, seguido por el duque-elector de Wurtemberg, el 11 de diciembre. Finalmente, el 12 de diciembre, al margrave de Baden se le dio el título de Gran Duque. Además, cada uno de estos nuevos países firmó un tratado con Francia y se convirtieron en sus aliados. El Tratado de Presburgo entre Francia y Austria, firmado en Presburgo (hoy Bratislava, Eslovaquia) el 26 de diciembre, amplió el territorio de los aliados alemanes de Napoleón, a costa de la derrotada Austria.
El 12 de julio de 1806, se estableció la Confederación del Rin, que comprendía 16 países. Esta confederación, bajo la influencia francesa, puso fin al Sacro Imperio Romano Germánico. El 6 de agosto de 1806, incluso Francisco tuvo que reconocer el nuevo estado de cosas y proclamó la disolución del Sacro Imperio Romano Germánico.
Cuando, el 11 de agosto de 1804, Francisco II asumió el título de primer emperador de Austria, el imperio se extendía desde la actual Italia a la actual Polonia y los Balcanes. La composición multinacional del Imperio se ilustra por el hecho de que su población se componía de alemanes, checos, polacos, rumanos, húngaros, italianos, ucranianos, croatas, eslovacos, eslovenos, serbios y numerosas nacionalidades más pequeñas. El emperador de Austria no solo gobernaba como tal, sino que también ostentaba el título de rey de Hungría, Bohemia, Croacia, Eslavonia y Dalmacia, y comandaba el ejército multinacional del Imperio, siendo su título Kaiserliche-Königliches Armée (Ejército Real Imperial). El Imperio tenía una estructura centralista, aunque se permitió cierto grado de autonomía a Hungría, que fue gobernado por su propia dieta, y el Tirol.

### Período Biedermaier (1815-1848)

Confederación Germánica.

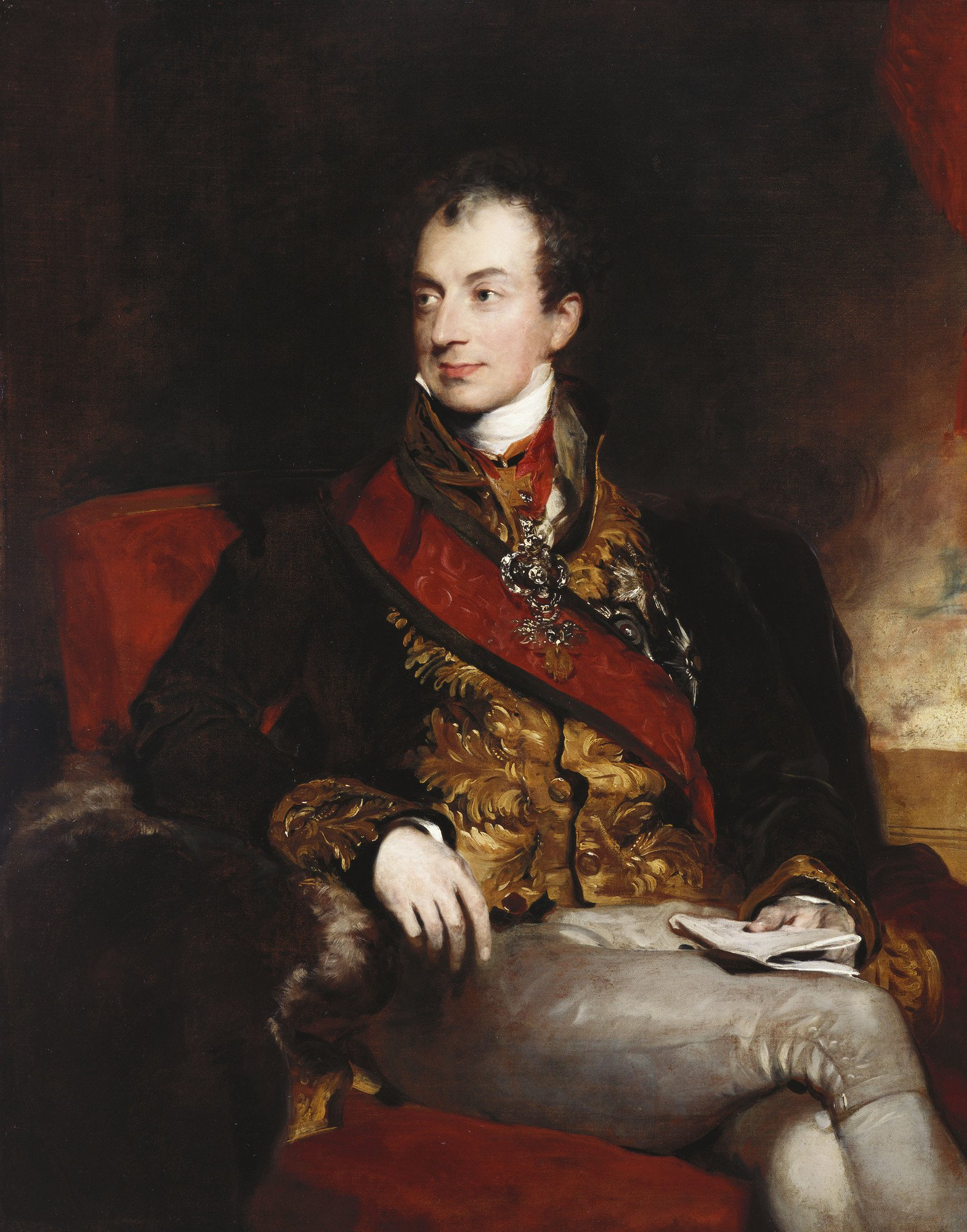
Klemens von Metternich

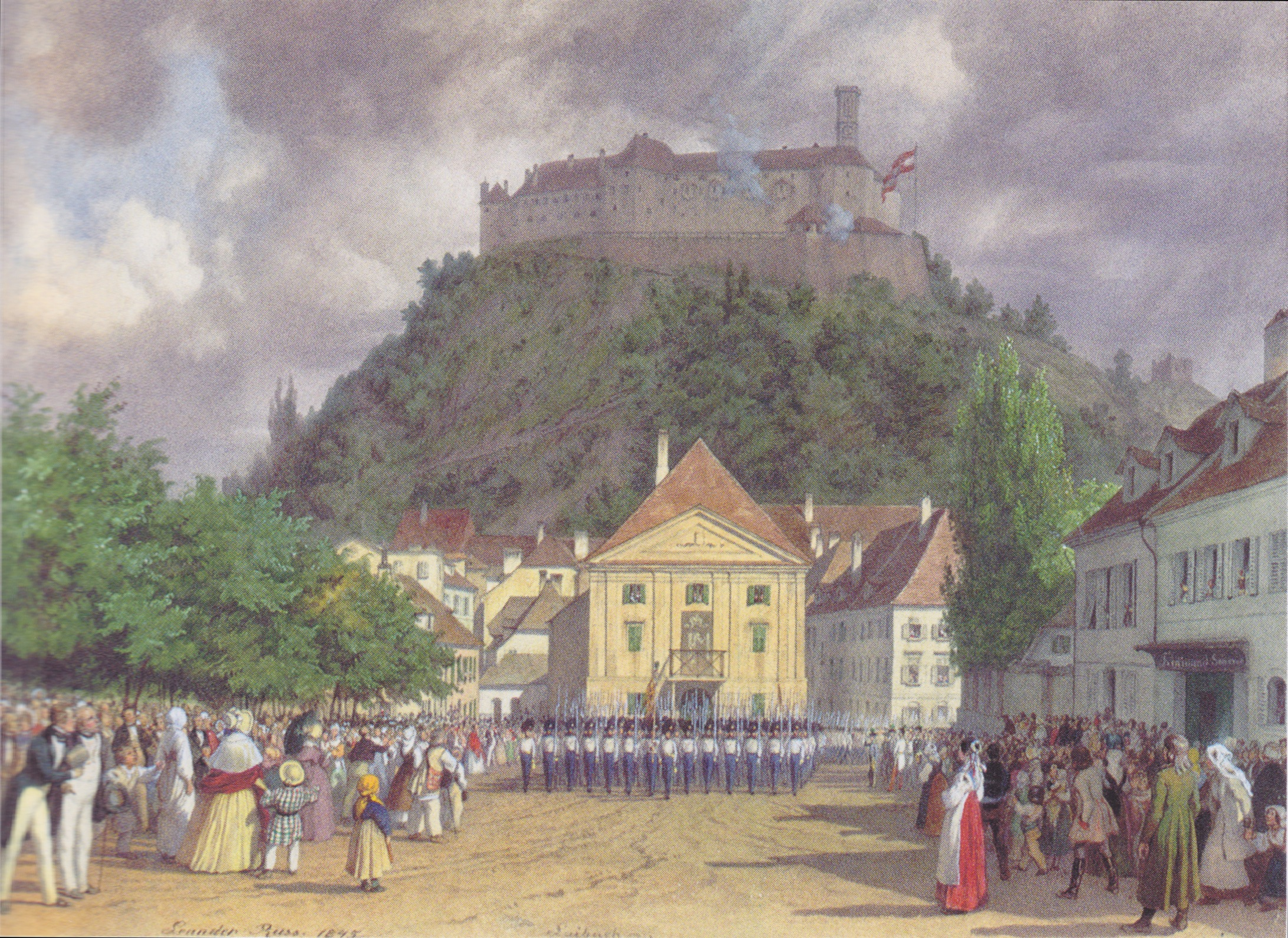
Congreso de Laibach

Klemens von Metternich fue nombrado ministro de Asuntos Exteriores en 1809. También ocupó el cargo de canciller del Estado a partir de 1821 hasta 1848, tanto en el reinado de Francisco I y de su hijo Fernando I. Bajo el control de Metternich, el Imperio austriaco entró en un período de censura y Estado policial entre los años 1815 y 1848, durante los períodos Biedermeier (denominación cultural) y Vormärz (denominación política). Este último término hace referencia al período anterior a la revolución de marzo de 1848. Metternich mantuvo una firme mano en resistir las libertades constitucionales exigidas por los liberales. Se gobernaba por la costumbre y decretos imperiales (Hofkanzleidekrete). Era conocido por sus fuertes puntos de vista conservadores y el enfoque en la política. Las políticas de Metternich estaban fuertemente en contra de la revolución y el liberalismo. En su opinión, el liberalismo era una forma de revolución legalizada. Metternich creía que la monarquía absoluta era el único sistema adecuado de gobierno. Esta noción influyó en su antirrevolucionaria política para asegurar la continuidad de la monarquía de los Habsburgo en Europa.

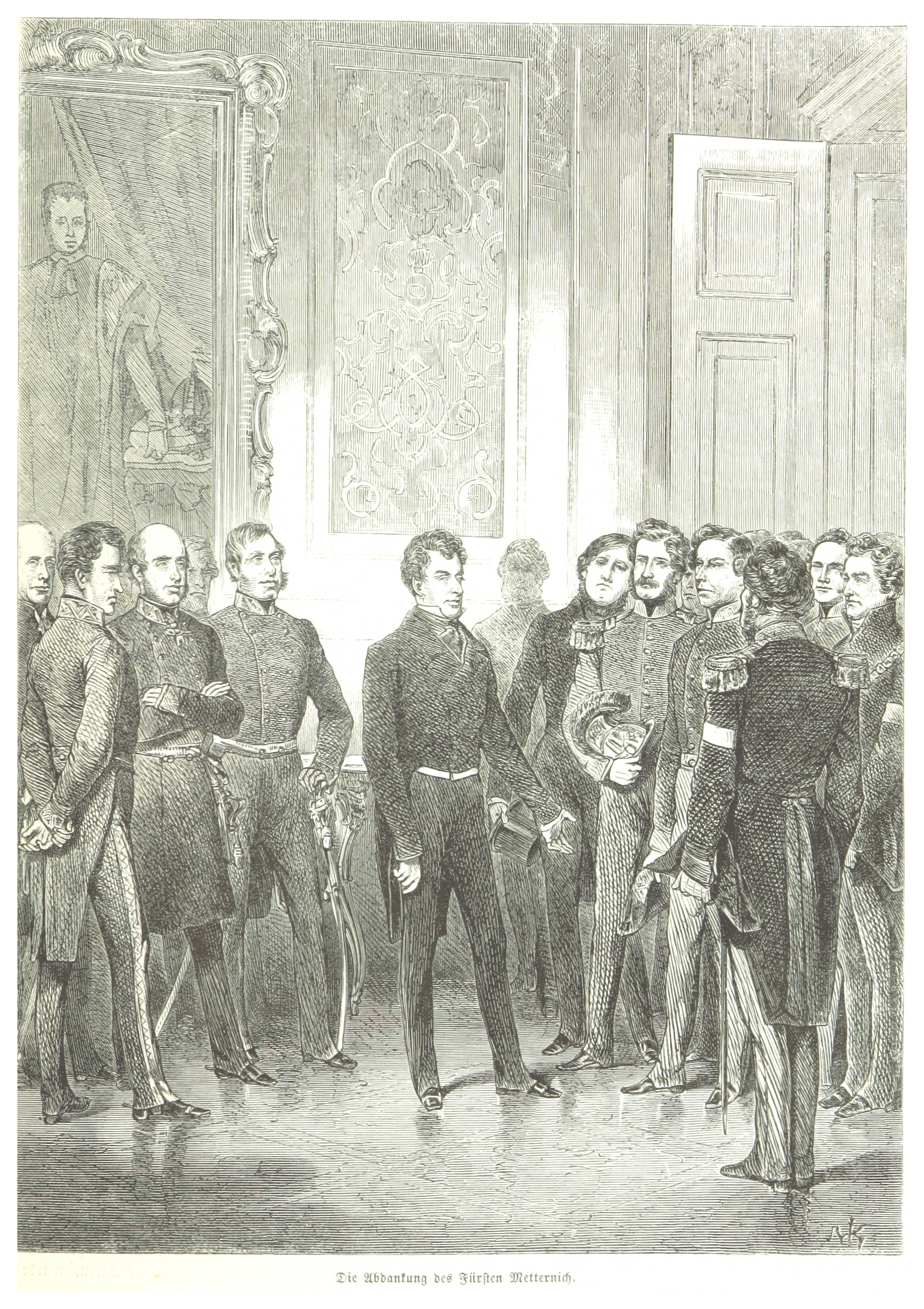
La abdicación de Metternich

Bajo Metternich, revueltas nacionalistas en Austria, el norte de Italia y los estados alemanes fueron aplastadas por la fuerza. En casa, siguió una política similar para suprimir los ideales revolucionarios y liberales. Se emplearon los Decretos de Karlsbad de 1819, en los cuales se aplica estricta censura en la educación, la prensa y la expresión para reprimir conceptos revolucionarios y liberales. Metternich también utiliza una red de espionaje de amplio alcance para desalentar el malestar.

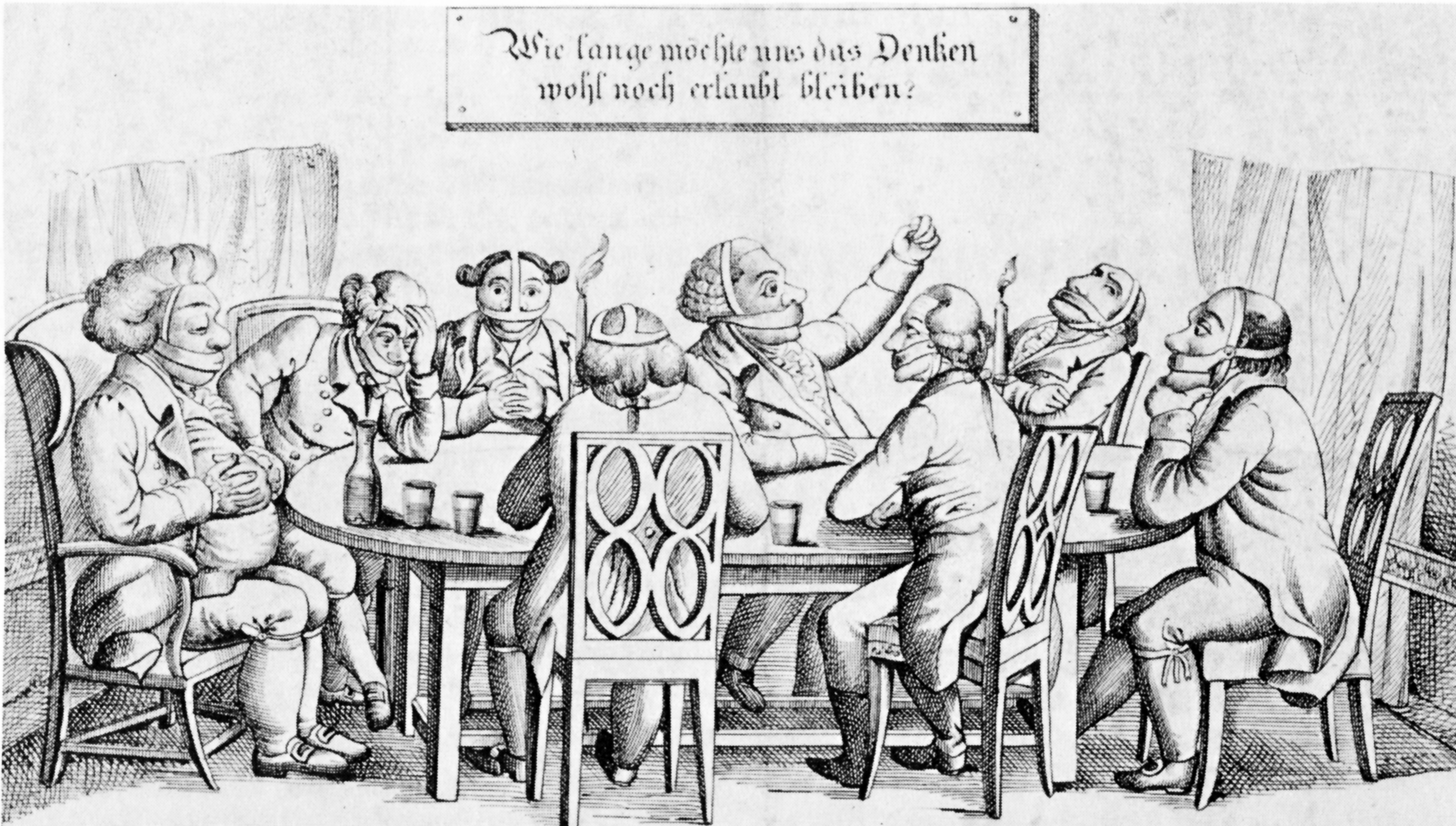
Caricatura satírica alusiva a los Decretos de Karlsbad

El ministro tuvo una amplia libertad en política exterior bajo el reinado de Francisco I. Francisco murió en 1835. Esta fecha marca el declive de la influencia de Metternich en el Imperio austriaco. El heredero de Francisco fue su hijo Fernando I, pero este sufría de una enfermedad mental que le impedía gobernar. La dirección del imperio austriaco se transfirió a un Consejo de estado que lo compone Metternich, el hermano de Francisco I, el archiduque Luis, y el conde Franz Anton Kolowrat, que más tarde se convirtió en el primer ministro-presidente del Imperio austríaco. Las revoluciones de 1848 en el Imperio austriaco obligaron la renuncia de Metternich. Metternich es recordado por su éxito en mantener el statu quo y la influencia de los Habsburgo en los asuntos internacionales.
Los historiadores a menudo recuerdan la era Metternich como un período de estancamiento: El Imperio austriaco no luchó guerras exteriores, ni tampoco se sometió a ninguna reforma interna radical. Sin embargo, también se considera como un período de crecimiento económico y de prosperidad en el Imperio austriaco. La población de Austria se elevó a 37,5 millones en 1843. La expansión urbana también se produjo y la población de Viena llegó a 400 000. Durante la era de Metternich, el Imperio austriaco también mantuvo una economía estable y alcanzó un presupuesto casi equilibrado, a pesar de tener un déficit importante después de las guerras napoleónicas.

### Revoluciones de 1848

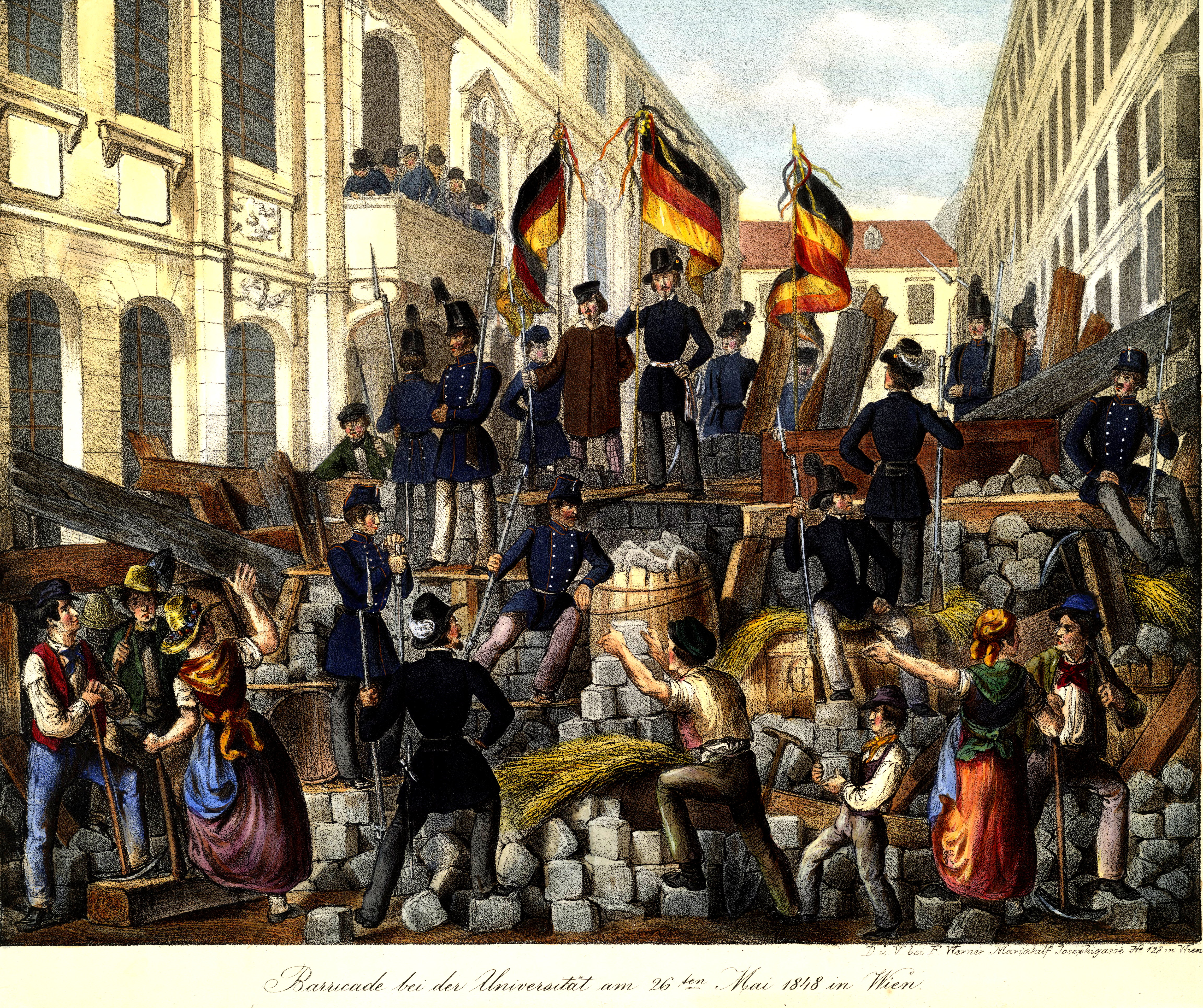
Barricada en Viena

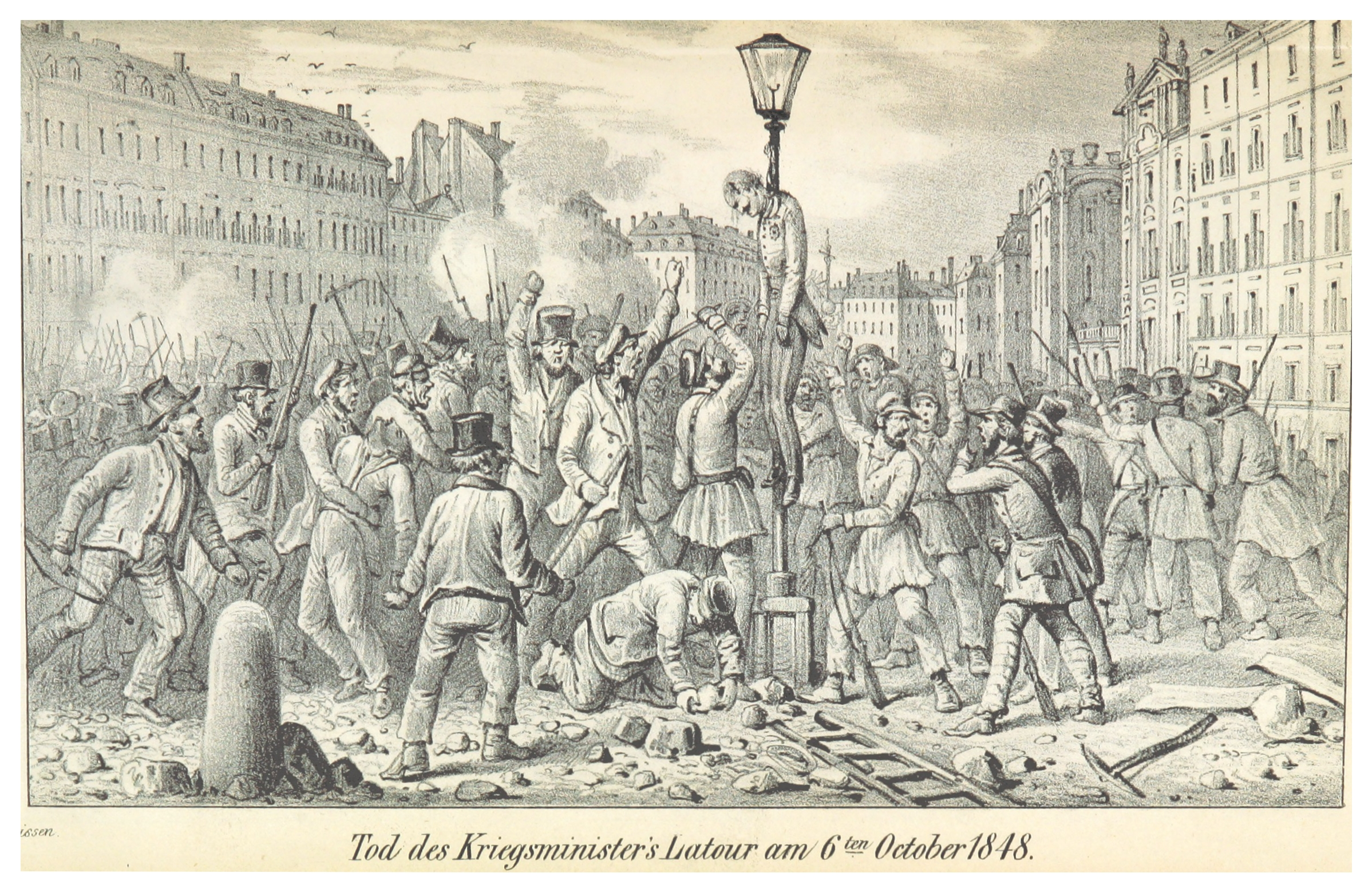
Linchamiento del ministro de guerra Theodor Franz

A partir de marzo de 1848 a noviembre de 1849, de forma simultánea al ciclo revolucionario europeo, iniciado en Francia y conocido historiográficamente como la revolución de 1848, el Imperio se vio amenazado por los movimientos revolucionarios, la mayoría de los cuales eran de carácter nacionalista. Además de eso, las corrientes liberales e incluso socialistas resistieron el conservadurismo de larga data del imperio.
Además de su condición ideológica liberal, que cuestionaba frontalmente los principios absolutistas del sistema político, la actividad revolucionaria tenía un fuerte carácter nacionalista, lo que era especialmente grave para un Estado multinacional, gobernado desde Viena pero compuesto por múltiples minorías étnicas en proceso de definición como naciones (alemanes, húngaros, rumanos, italianos, diferentes tipos de eslavos —polacos, checos, eslovacos, rutenos (ucranianos), eslovenos, croatas, bosnios, serbios—, etc.), cada una de ellas con distintas aspiraciones, incompatibles entre sí (autonomía, independencia o incluso imposición hegemónica sobre otras).

#### Revolución en el Reino de Hungría

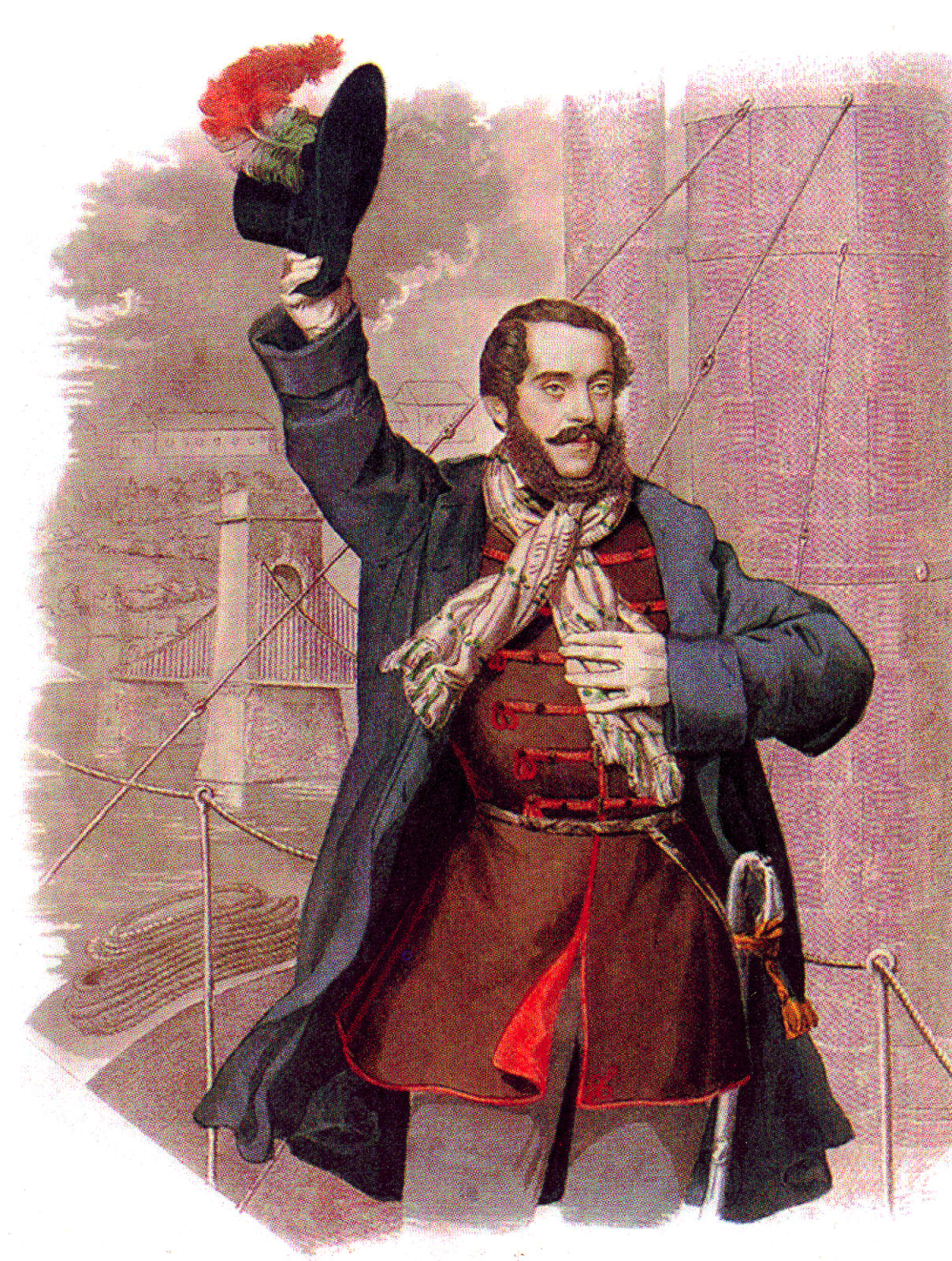
Luis Kossuth

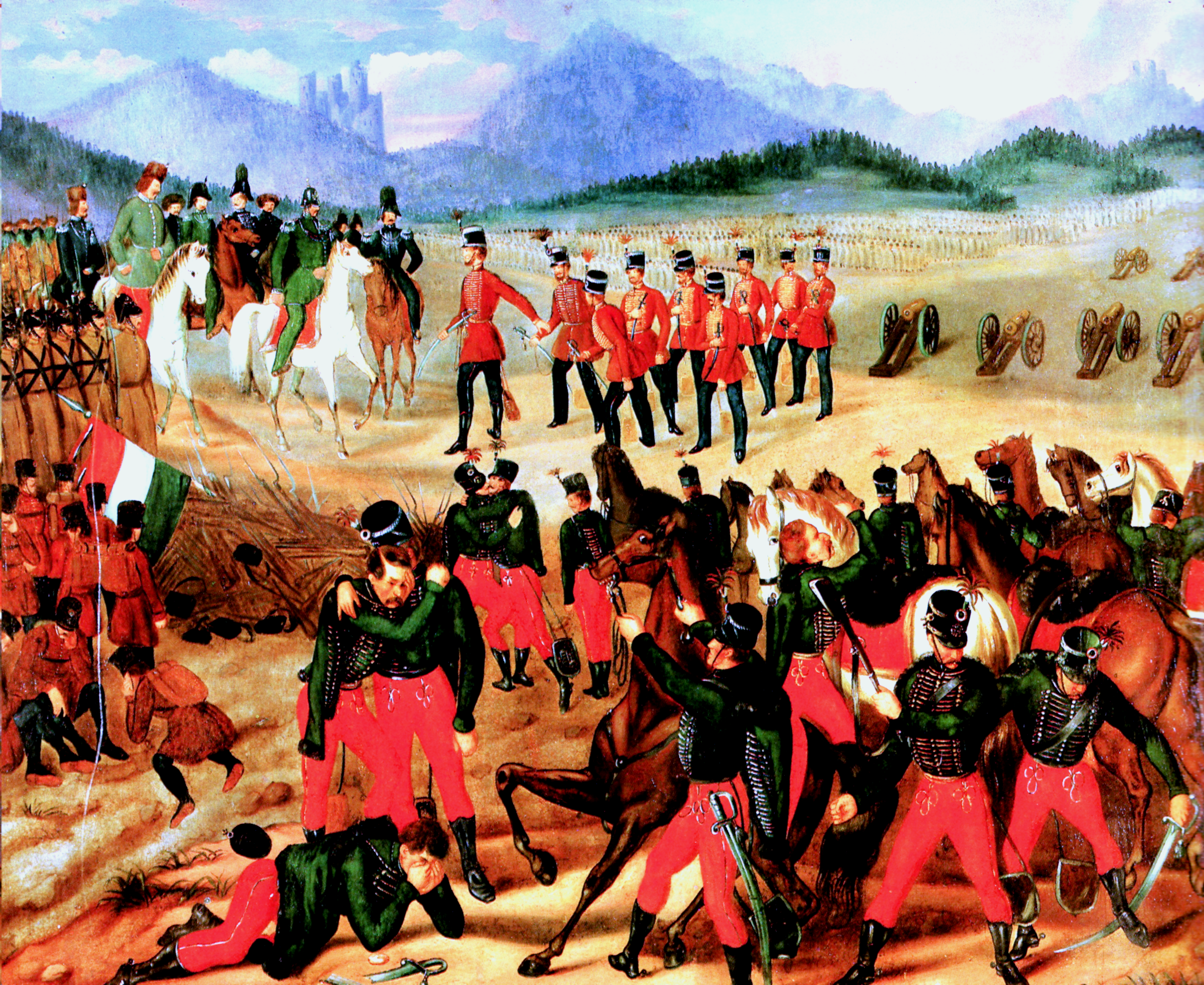
Capitulación del ejército húngaro en Világos.

A diferencia de las otras, la revolución en Hungría llegó a convertirse en una guerra por la independencia húngara del Imperio austriaco. La Revolución comenzó el 15 de marzo de 1848 con eventos poco violentos en Pest y Buda, seguidos por insurrecciones a lo largo del reino, que permitieron a los reformistas húngaros declarar la autonomía de Hungría dentro del Imperio Habsburgo. No obstante, luego de que la revolución fuera sofocada y de que Francisco José I sucediera en el trono a su tío  Fernando I como emperador, rehusó aceptar la independencia de Hungría. Durante la guerra civil subsecuente, los magiares junto con los revolucionarios extranjeros tuvieron que luchar contra el ejército austriaco, pero también contra los serbios, rumanos, croatas, eslovacos y alemanes que habitaban territorios del Reino de Hungría, quienes poseían sus propias ideologías nacionales y estaban en contra de aceptar un dominio de los magiares.
Inicialmente, las fuerzas húngaras (Honvédség) consiguieron varias victorias contra el ejército austriaco (en la batalla de Pákozd en septiembre de 1848 y en la batalla de Isaszeg en abril de 1849), con lo cual Hungría declaró su total independencia de Austria en 1849. Debido al triunfo de la resistencia hacia la revolución, Francisco José I tuvo que pedir ayuda al zar de Rusia, Nicolás I, y el ejército ruso invadió Hungría dando lugar a antagonismos entre las partes húngaras y rusas. Después de que Viena fuera recuperada por las fuerzas imperiales, el general Windisch-Graetz y 70 000 soldados fueron enviados a Hungría para acabar con la última amenaza para el Imperio austriaco. Para fines de diciembre, el gobierno húngaro evacuó Pest.
Julius Jacob von Haynau, el jefe del ejército austriaco que sucedió en el gobierno de Hungría por pocos meses, ordenó la ejecución de los caudillos húngaros del ejército en Arad y del primer ministro Batthyány en Pest. De esta forma, sucedió el evento conocido como la ejecución de los  13 Mártires de Arad  el 6 de octubre de 1849.

### Los años de Bach

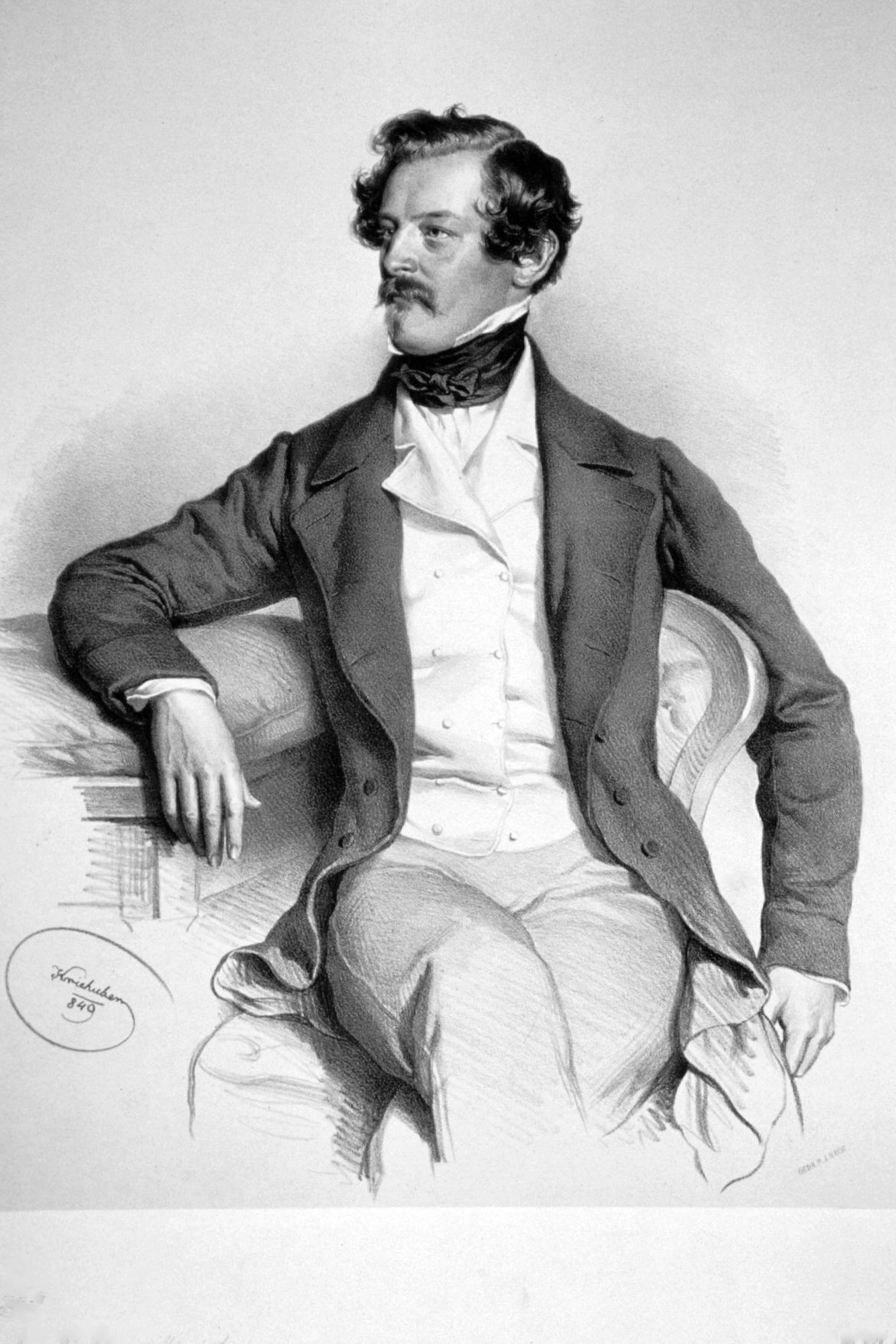
Alexander von Bach

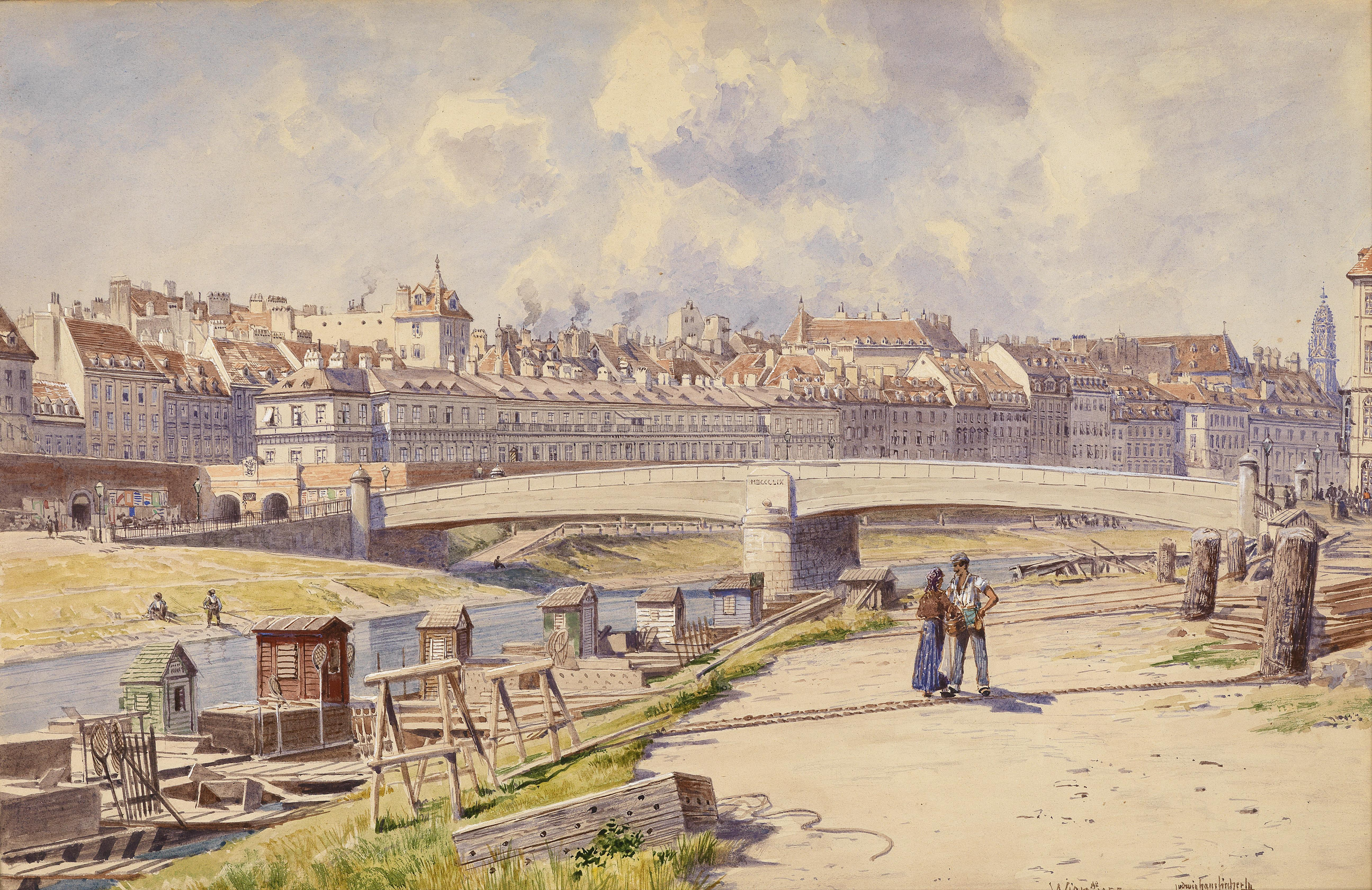
Viena en 1855.

Después de la muerte de Félix de Schwarzenberg en 1852, el ministro del Interior Alexander von Bach dicta en gran medida la política en Austria y Hungría. Bach centraliza la autoridad administrativa en el Imperio austriaco, pero también recibe la aprobación de políticas reaccionarias que redujeron la libertad de prensa y el abandono de los juicios públicos. Más tarde representó la dirección absolutista (o Klerikalabsolutist), que culminó en el concordato del mes de agosto de 1855 que dio a la Iglesia católica control sobre la educación y la vida familiar. Este período en la historia del Imperio austriaco se conocería como la era del neo-absolutismo o el absolutismo de Bach.
Durante este periodo las cárceles permanecen llenas de presos políticos: por ejemplo durante su administración, el periodista y escritor nacionalista checo Karel Havlíček Borovský fue expatriado por la fuerza (1851-1855) a Brixen. Este exilio socavo la salud de Borovský y murió poco después. Este asunto ganó a Bach una muy mala reputación entre los checos que posteriormente llevó al fortalecimiento del movimiento nacional Checo.
Sin embargo sus puntos de vista ideológicos relajados (aparte de la de preservar la monarquía) condujeron a un gran aumento en la década de 1850 de la libertad económica. Bajo su gobierno se suprimirán los derechos internos de aduanas, y los campesinos se emanciparan de sus obligaciones feudales.
En el contexto internacional, Austria en su calidad de líder de la Confederación Alemana, participó en la primera guerra de Schleswig (1848-1850). Los ducados de Holstein, Sajonia-Lauenburg y Schleswig eran tres feudos principalmente agrícolas, cuyo señor era el rey de Dinamarca, pero la mayoría de su población era alemana. Así, los dos primeros formaban parte de la Confederación Germánica, mientras que Schleswig, no. El 20 de enero de 1848, poco después de su ascenso al trono, Federico VII publicó una nueva constitución para Dinamarca que preveía la anexión de los tres ducados. Esto no dejó indiferente al ministro de asuntos exteriores prusiano Armin-Suckow que presiona al rey de Prusia a intervenir. El imperio austriaco, preocupado por el creciente papel de Prusia en los asuntos de la Confederación Alemana, creyó que un éxito de Prusia en Dinamarca habría sido capaz de aumentar aún más su influencia, lo que llevó al imperio a sumarse a la guerra contra Dinamarca. Finalmente la intervención de la grandes potencias concretamente Gran Bretaña y Rusia, hacen que la guerra termine con una victoria para Dinamarca.

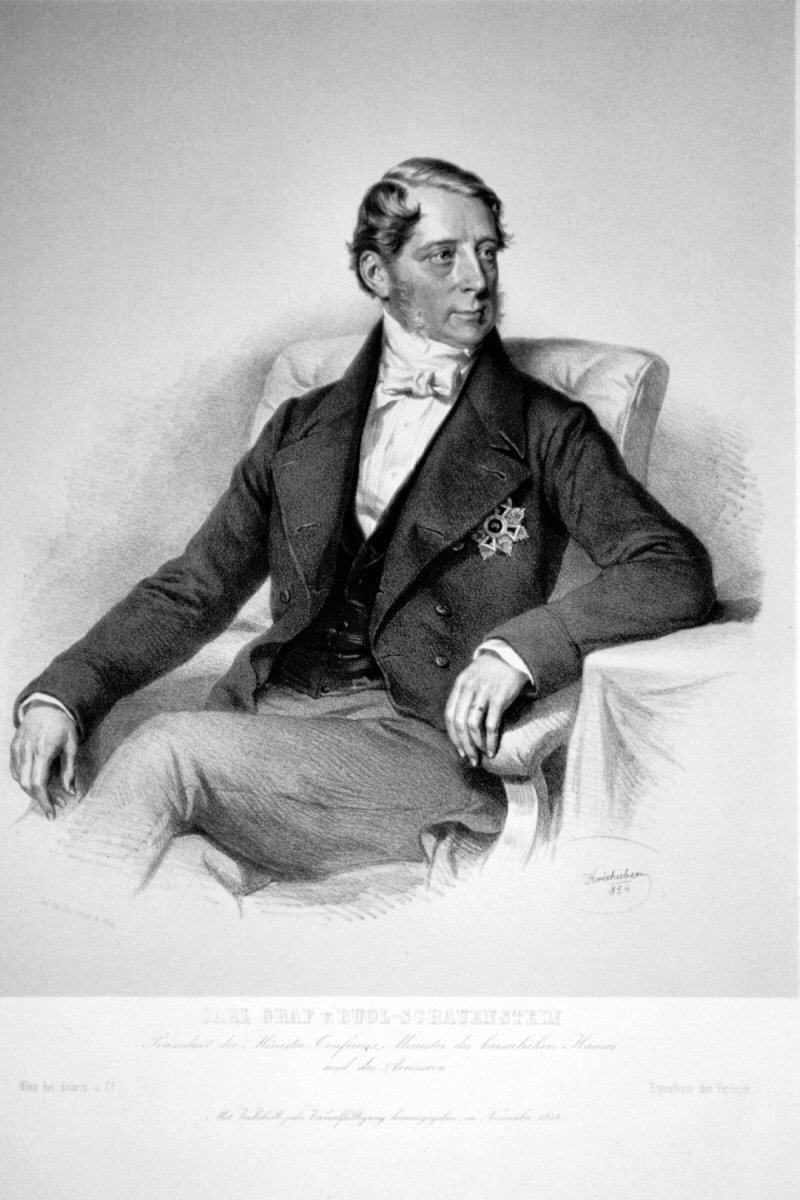
Karl Ferdinand von Buol, ministro de asuntos exteriores

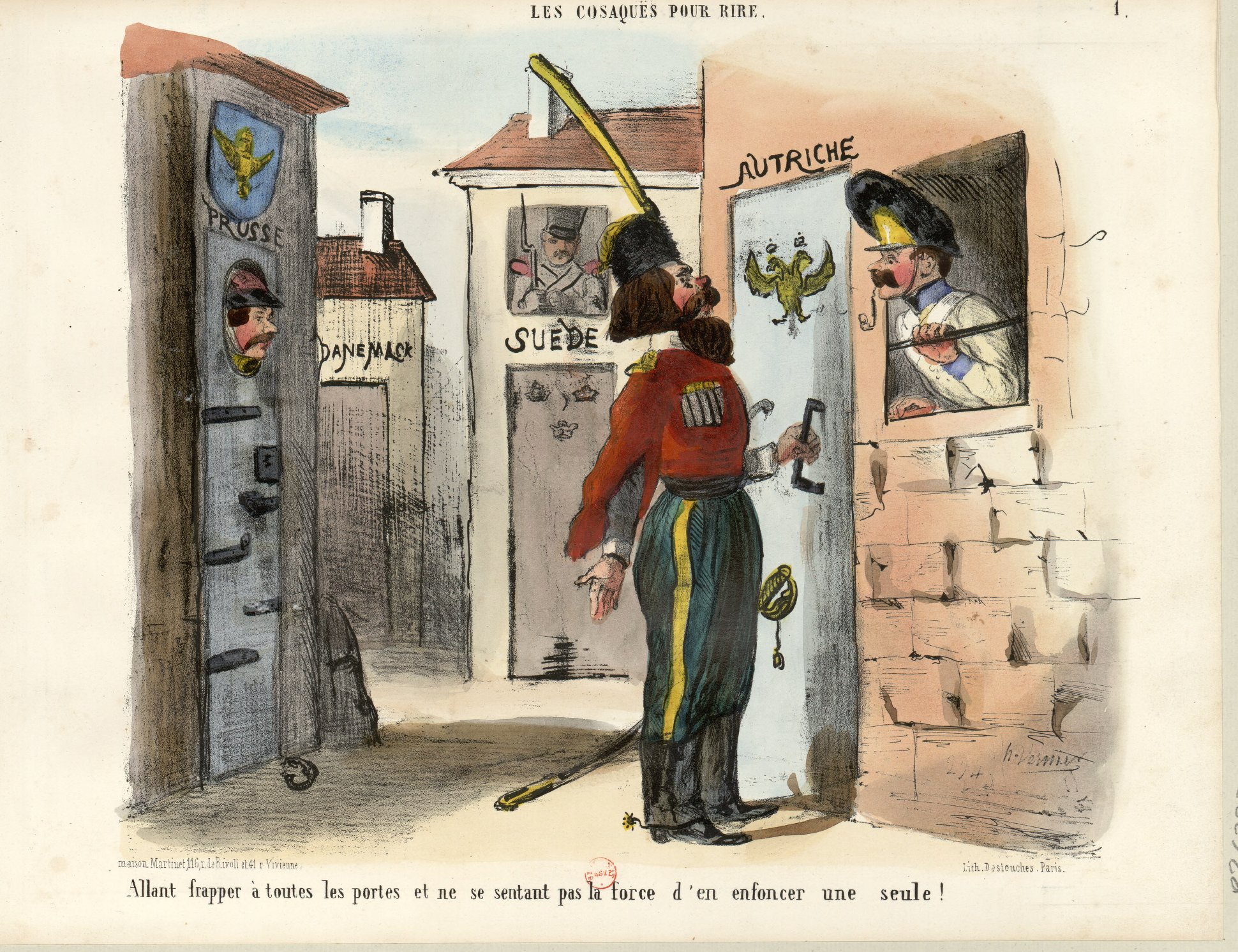
Caricatura satírica en la que se muestra al Imperio ruso buscando apoyo de otras naciones durante la guerra de Crimea

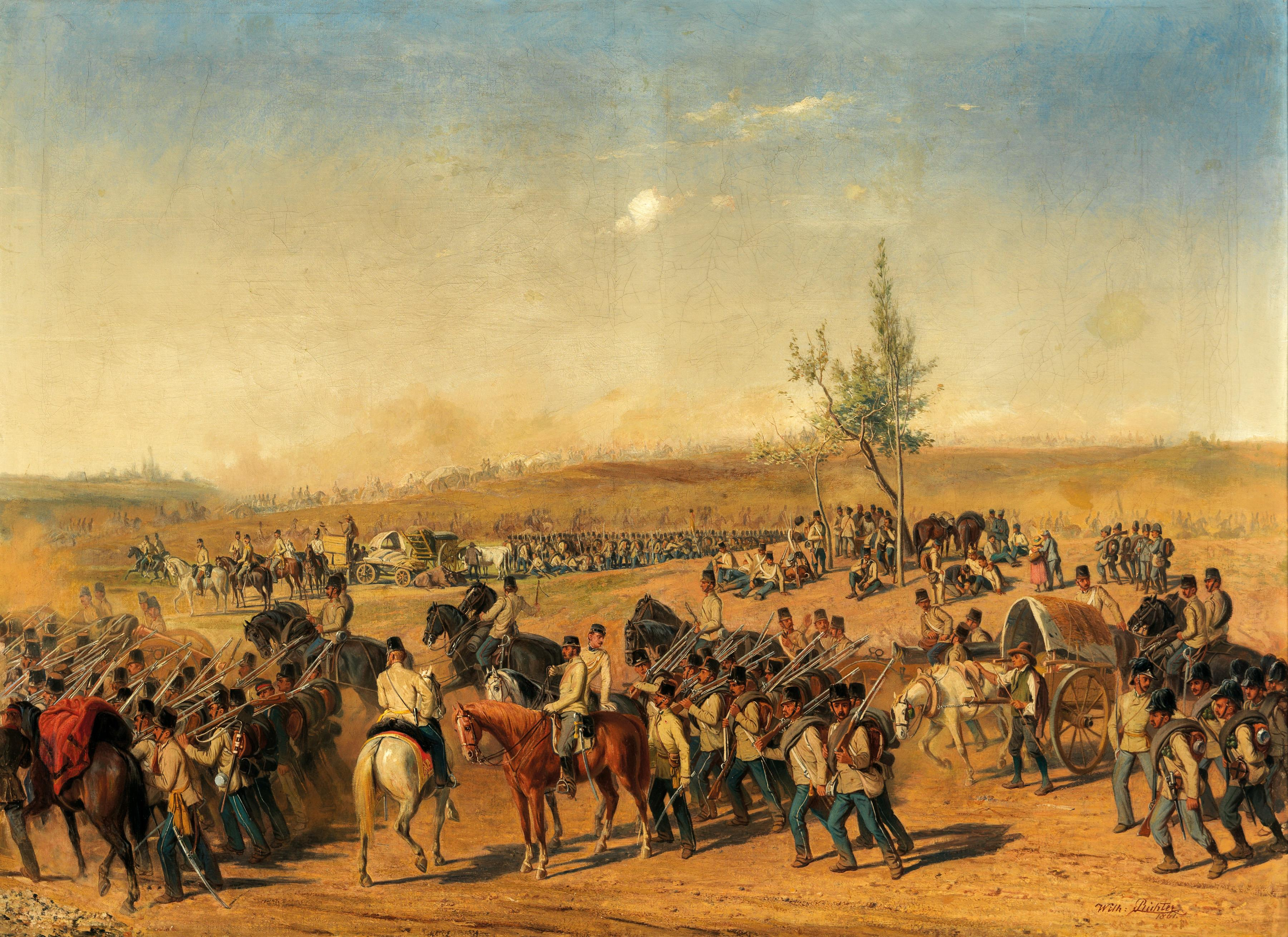
Escena de la Campaña italiana 1859

En 1853 estalló la guerra de Crimea, el canciller de Austria, conde Karl Ferdinand von Buol pronto tuvo que hacer frente a la crisis de Oriente. En esta crisis, la posición de Austria era tenue. La intervención de Rusia para reprimir la revolución húngara de 1848, y su posterior intervención en nombre de Austria contra Prusia en el tratado de Olmütz en 1850, puso a los austriacos sustancialmente en deuda con el zar Nicolás I. Por otro lado, el control permanente de Rusia de los principados del Danubio pondría en peligro en gran medida la posición estratégica de Austria, y los austriacos estuvieron, generalmente en oposición a cualquier expansión de la influencia rusa en los Balcanes. Un ultimátum fue enviado a Rusia para exigir que evacue los Principados. Los rusos estuvieron de acuerdo, y Austria ocupó los Principados durante el resto de la guerra. A medida que el conflicto se prolongó en 1855, Buol envió otro ultimátum a Rusia, esta vez exigiendo que se adhiera a los términos franceses y británicos, o se enfrentara a una guerra con Austria. La política de Buol en la guerra de Crimea había logrado mantener Austria fuera de la guerra, pero la había aislado, enemistada con Rusia y sin poder impresionar a Francia e Inglaterra.
Las consecuencias de esto fueron a hacerse evidente en 1859. Camillo Benso, el primer ministro de Cerdeña-Piamonte, ansioso de incitar a los austriacos a una guerra en la que sabía que tendría el apoyo de Francia, realiza una serie de provocaciones contra la posición de Austria en Italia. El Piamonte procedió a provocar a Viena con una serie de maniobras militares, lo que provocó con éxito un ultimátum hacia Turín el 23 de abril. Su rechazo fue seguido por una invasión de Austria, y se precipitó la guerra con Francia (segunda guerra italiana de la Independencia 1859). Austria esperaba erróneamente apoyo y no recibió ninguno, y el país no estaba preparado para la guerra. Tras una serie de derrotas austriacas finalmente la paz se firmó en Zúrich entre el 10 y el 11 de noviembre. Los Habsburgo cedieron la Lombardía a Francia, que, a su vez, la cedió al Piamonte.

### Después de 1859

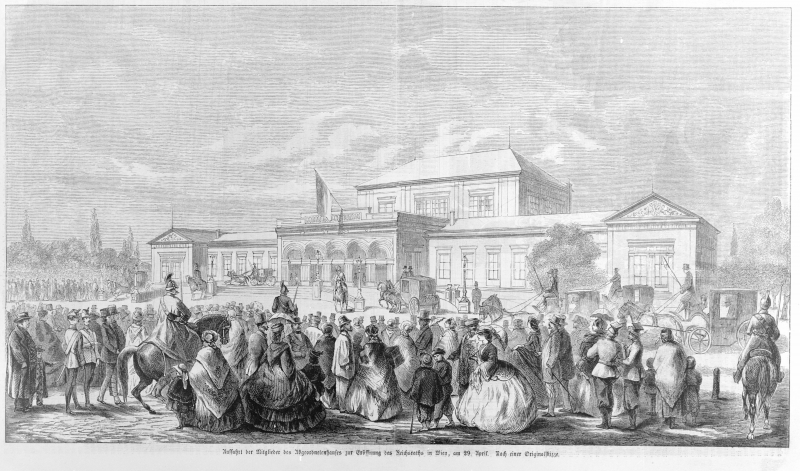
Abgeordnetenhaus 1861

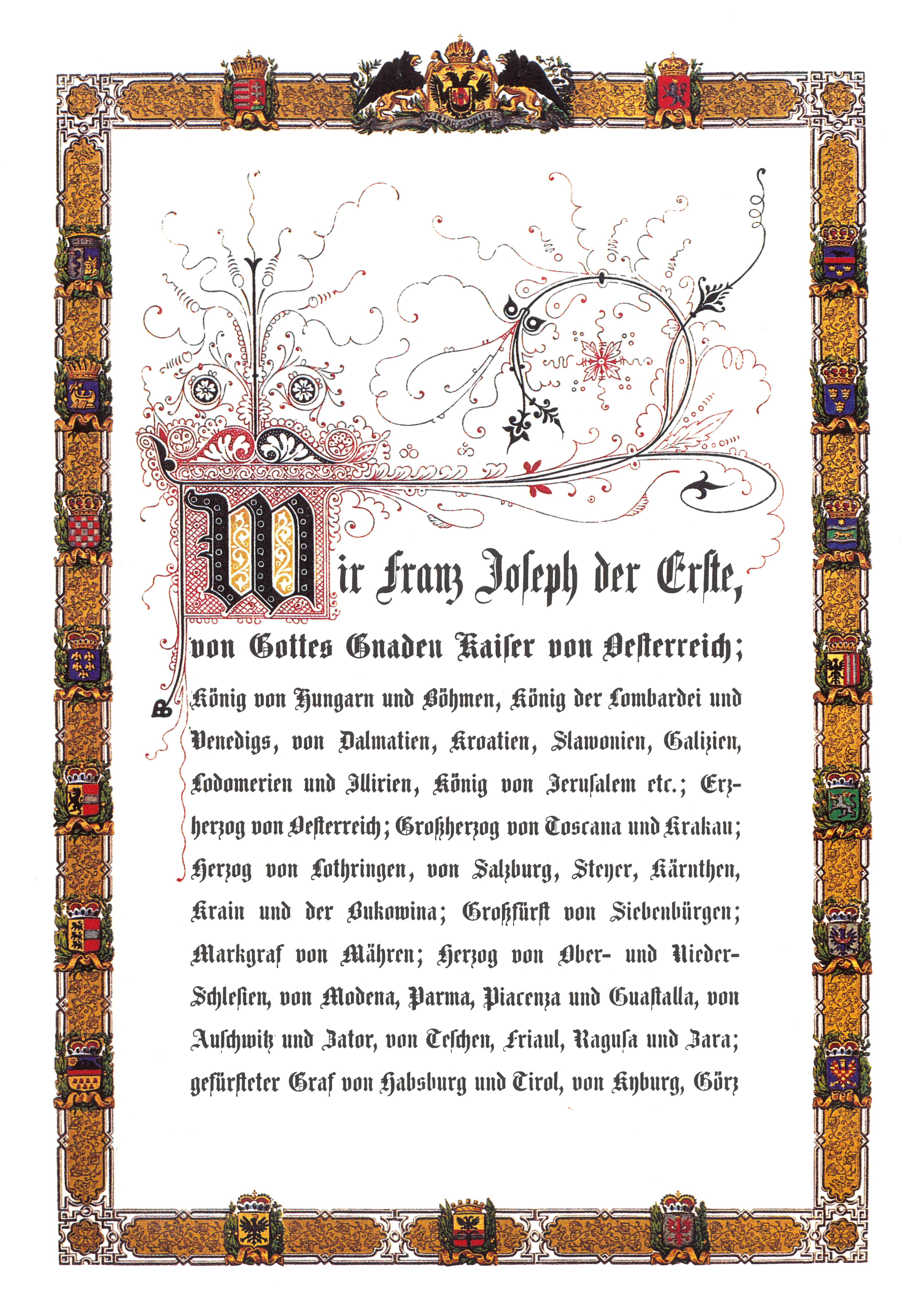
Patente de febrero

Los acontecimientos internacionales debilitaron gravemente la posición del emperador. En 1860, Francisco José y el Imperio austríaco fueron "amenazados con una crisis de existencia". Las Políticas absolutistas del gobierno no eran populares y estos contratiempos llevaron al malestar interno, el secesionismo de Hungría, la crítica del gobierno de Austria y la alegación de corrupción. Se intentó entonces una solución federalista para los problemas generados por las minorías nacionales, el Diploma de Octubre de 1860, que confería el poder legislativo a un Reichsrat y a una serie de Dietas regionales. Casi inmediatamente después de la aprobación del Diploma, se hizo evidente que no iba a durar mucho tiempo. Las finanzas del imperio continuaron fallando, mostrando además las debilidades de la administración. A pesar de ello, los historiadores han argumentado que el Diploma de octubre comenzó el período "constitucional" del imperio. En consecuencia, el Diploma de octubre (Oktoberdiplom) fue sustituido por la patente de febrero (Februarpatent), la Constitución de 1861 creó un cuerpo legislativo bicameral, el Reichsrat, con la Cámara de los Lores (Herrenhaus) y una Cámara de Diputados (Abgeordnetenhaus). La cámara alta consistió en posiciones designadas y hereditarias, mientras que la cámara baja, la Cámara de Diputados fue designada por las dietas provinciales. Pero la mayoría de las nacionalidades de la monarquía quedaron insatisfechas. El Reichsrat estaba dominado por los liberales, que iban a ser la fuerza política dominante por las próximas dos décadas.
La segunda guerra con Dinamarca en 1864, surgida como consecuencia de la guerra anterior, terminó con la victoria de las fuerzas austro-prusianas. La Convención de Gastein resolvió el control de los nuevos territorios, Holstein queda bajo administración austriaca, Schleswig y Lauenburg bajo la administración de Prusia; sin embargo, esto hizo poco para aliviar la rivalidad entre Austria-Prusia sobre la cuestión alemana.

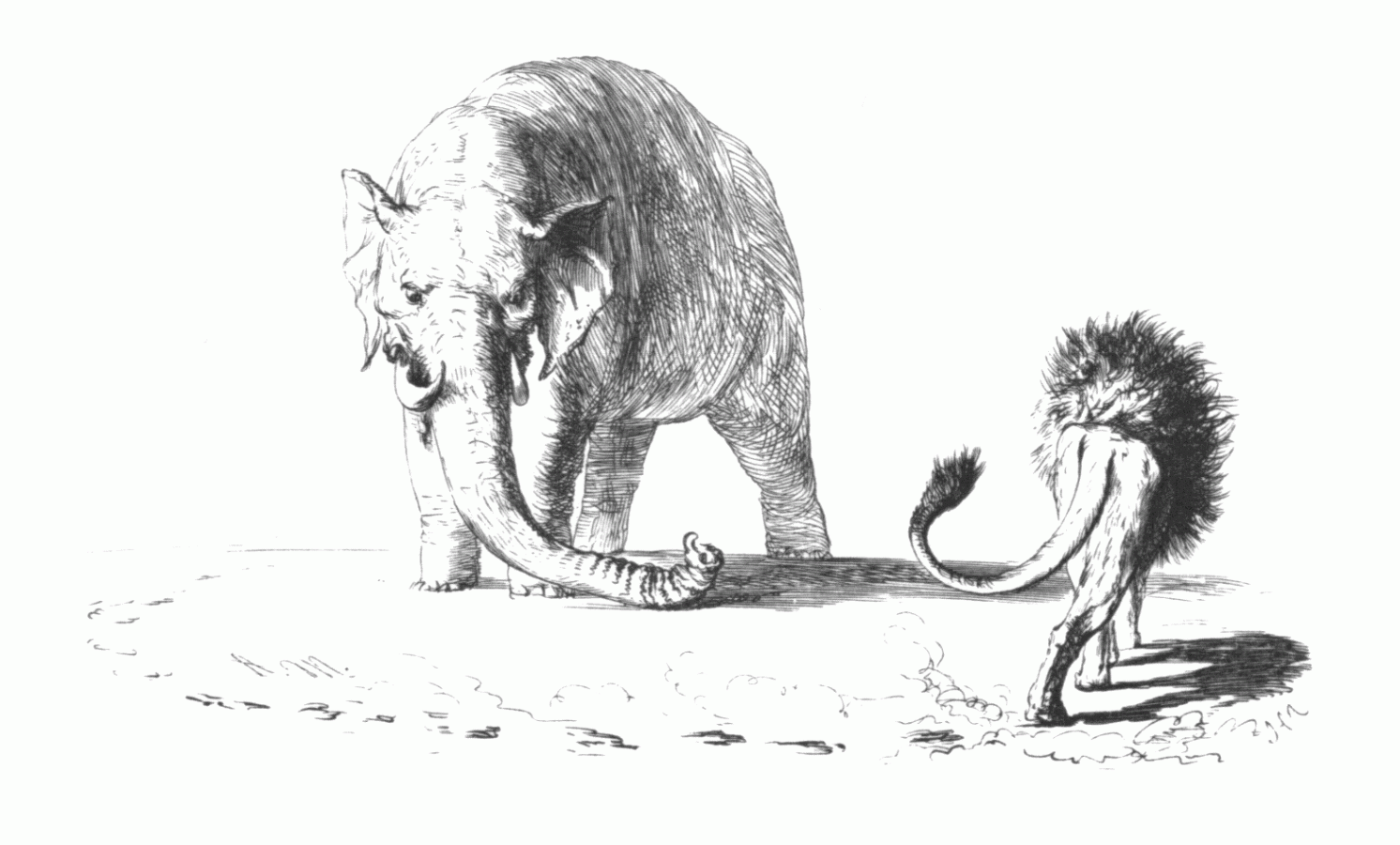
El león prusiano circunda al elefante austriaco (en referencia al dualismo alemán)

Pero las dificultades internas continuaron. Las dietas sustituyen al parlamento en 17 provincias, los húngaros presionan por la autonomía, y Venecia se sentía atraída por la Italia unificada.
Aunque Austria y Prusia estuvieron aliadas en la guerra de los Ducados, ninguno de los dos países quedó satisfecho con los acuerdos. Prusia declaró nula la convención de Gastein, invadiendo Holstein. Cuando la dieta alemana respondió votando por una movilización parcial contra Prusia, Bismarck declaró que la Confederación Alemana se había terminado. Austria declaró la guerra al Reino de Prusia el 14 de junio de 1866, dando inicio a la guerra austro-prusiana. Tres días más tarde Italia declaró la guerra a Austria dando comienzo a la tercera guerra de la Independencia italiana, estando aliada con Prusia. Aunque los austriacos infligieron graves derrotas a los italianos, ante los prusianos se derrumbaron. Las tropas prusianas consiguieron derrotar decisivamente al ejército austriaco el 3 de julio en la batalla de Sadowa. Tras esta victoria, las tropas prusianas avanzaron hacia el sur y entraron a Eslovaquia el 19 de julio, sin gran oposición y el 22 de julio se enfrentaron a los austriacos en las cercanías de Presburgo, en la batalla de Lámacs, obteniendo otra victoria. Ese mismo día Austria solicitó un armisticio a Prusia.
El 23 de agosto de 1866, con la Paz de Praga quedó disuelta la Confederación Germánica. Prusia se anexó Hannover, Hesse-Kassel, Nassau y Fráncfort; Austria cedió Holstein a Prusia, pagó indemnización de guerra y entregó el Véneto al Reino de Italia. En Austria las consecuencias de la derrota fueron una debilitación del Estado frente a los movimientos nacionalistas de los distintos pueblos que formaban el Imperio, en especial de los húngaros que ya habían protagonizado diversas revoluciones contra el centralismo de los Habsburgo.

### Creación de la Monarquía Dual

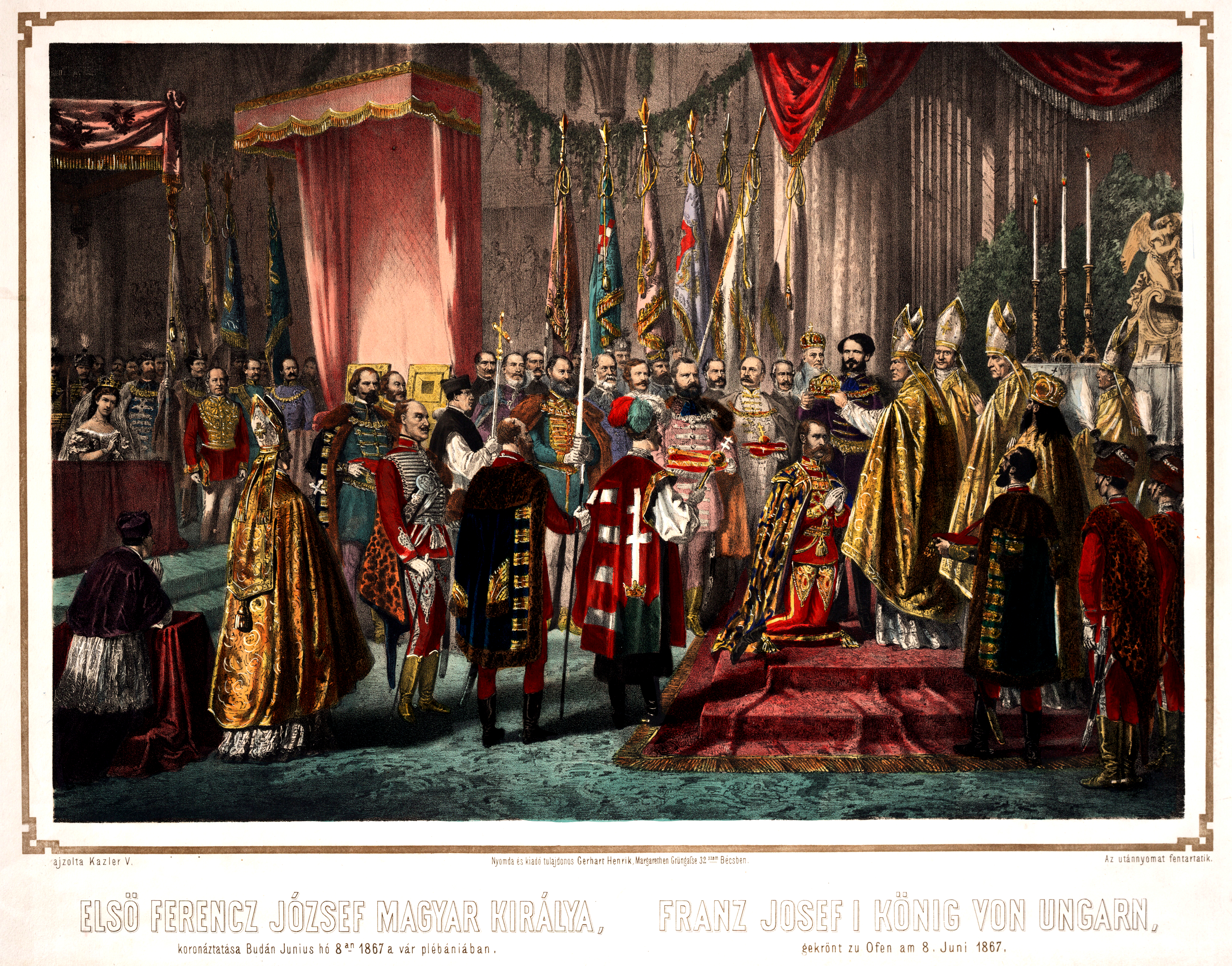
Coronación de Francisco José I en Budapest

El acuerdo surgió tras una serie de derrotas austríacas: contra Cerdeña en 1859 y Prusia e Italia en 1866 (guerra austro-prusiana). Para fortalecer el debilitado imperio y ante las exigencias húngaras que reclamaban una mayor participación en los asuntos de Estado, Francisco José I tuvo una serie de reuniones con miembros de la nobleza de este país que tendrían como resultado la creación de un estado federal dual, tras el compromiso de febrero de 1867, donde Hungría sería un Reino que administraría el territorio histórico de la Corona de San Esteban de forma autónoma. En la práctica dos de las nacionalidades del Estado, alemanes y magiares, se repartían el poder, aliándose los unos con los polacos y los otros con los croatas (a cambio de una amplia autonomía) para mantenerlo frente al resto. Los eslavos, que al principio presentaron un frente común contra el acuerdo, pronto se dividieron ante las concesiones de control de la Galicia y la rusofilia de los checos y eslavos del sur, ajena a los polacos.
El acuerdo fue en la práctica un pacto entre los nacionalistas magiares y la corona, aceptado por conveniencia por los alemanes y, en menor medida, por polacos y croatas. Los magiares obtuvieron el poder de influir en la política de la otra mitad del país y la ejercieron evitando, por ejemplo, una reforma federal.
De este modo nacería la doble monarquía o K.u.K. (kaiserlich und königlich; imperial y real), conocido como el Imperio austrohúngaro, que mantendría el peso político de Austria hasta su derrota en la Primera Guerra Mundial en 1918.

## Política interna

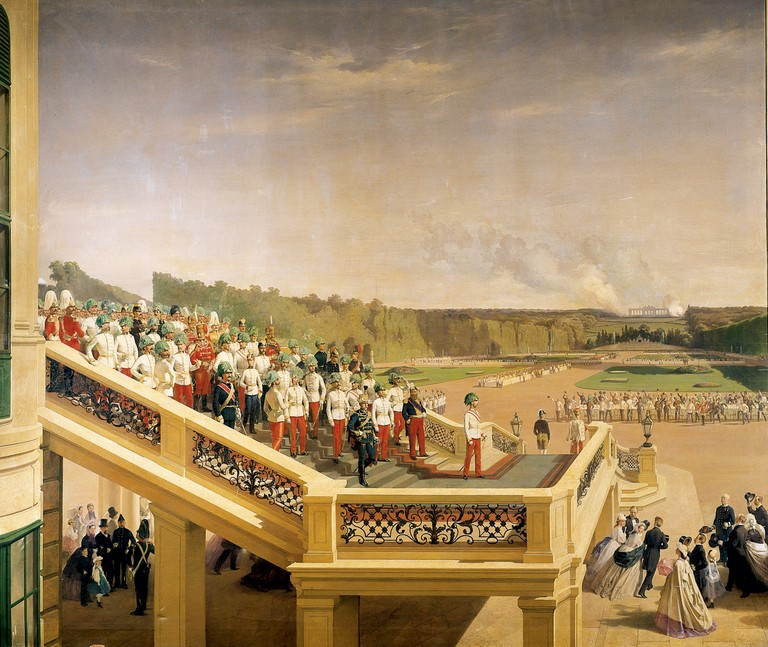
El emperador Francisco José I en el palacio de Schönbrunn

Desde de su creación como consecuencias de las guerras napoleónicas y la destrucción del antiguo imperio germánico, el imperio austriaco era una monarquía absolutista opuesta radicalmente a las ideas de la revolución francesa. El emperador Francisco, que era un convencido reaccionario, asentó su poder sobre medidas de represión policíaca y censura, para conjurar la amenaza del liberalismo. En esa tarea contó con la ayuda inestimable de Metternich, con quien llegó a identificarse plenamente en los años finales del reinado. Con el advenimiento del fin de las guerras napoleónicas y el inicio de la Europa de la restauración, Austria y los demás estados europeos mantendrán su firme actitud conservadora durante la grandes revoluciones liberales que habrá en la Europa del siglo XIX. La revolución de 1848 hizo tambalearse al imperio, con las ideas liberales y nacionales en confrontación contra el absolutismo centralista del país, en medio de estas revueltas cae el canciller Metternich, el cual se exilia y el emperador Fernando I de Austria no tardaría en abdicar.
Tras esto el príncipe Schwarzenberg clausuró la Dieta Constituyente, instauró la dictadura y convenció a Fernando para que abdicara (2 de diciembre de 1848) en favor de Francisco José, que de este modo fue proclamado emperador a los 18 años de edad. Tras un período de reacción contrarrevolucionaria la constitución absolutista fue abolida en 1851. Se impuso una burocracia centralista y se cedió ante la Santa Sede la jurisdicción sobre las leyes civiles (especialmente las matrimoniales) y educativas, que a partir de entonces pasaron a estar controladas por la Iglesia católica. La insuficiencia de los ingresos dio al traste con la política arancelaria, obligando al gobierno a subirlos para poder mantener el equilibrio presupuestario, lo cual supuso la oposición de los liberales. Durante el reinado de Francisco José se instaurara el Ausgleich o compromiso de febrero de 1867, Austria y Hungría se convertían en dos entidades con gobiernos y dietas propios, unidas bajo una misma monarquía.

### Monarcas
La familia reinante en Austria era la casa de Habsburgo.

Estandarte del emperador (1815-finales del)

| Imagen | Nombre                      | Reinado   | Notas |
| ------ | --------------------------- | --------- | --- |
|        | Francisco I                 | 1804-1835 | En 1804, para mantener su título imperial, elevó a Austria de la categoría de archiducado a la de imperio, como estado sucesor del Sacro Imperio Romano Germánico. |
|        | Fernando I                  | 1835-1848 | Hijo del anterior, padeció de debilidad mental. Durante las revoluciones de 1848 se le obligó a abdicar.                                                           |
|        | Francisco José I de Austria | 1848-1916 | Sobrino del anterior. Durante su reinado se formará la monarquía dual, dando paso al Imperio austrohúngaro, del cual será gobernante hasta su muerte, en 1916.     |

## La política exterior

### Guerras napoleónicas

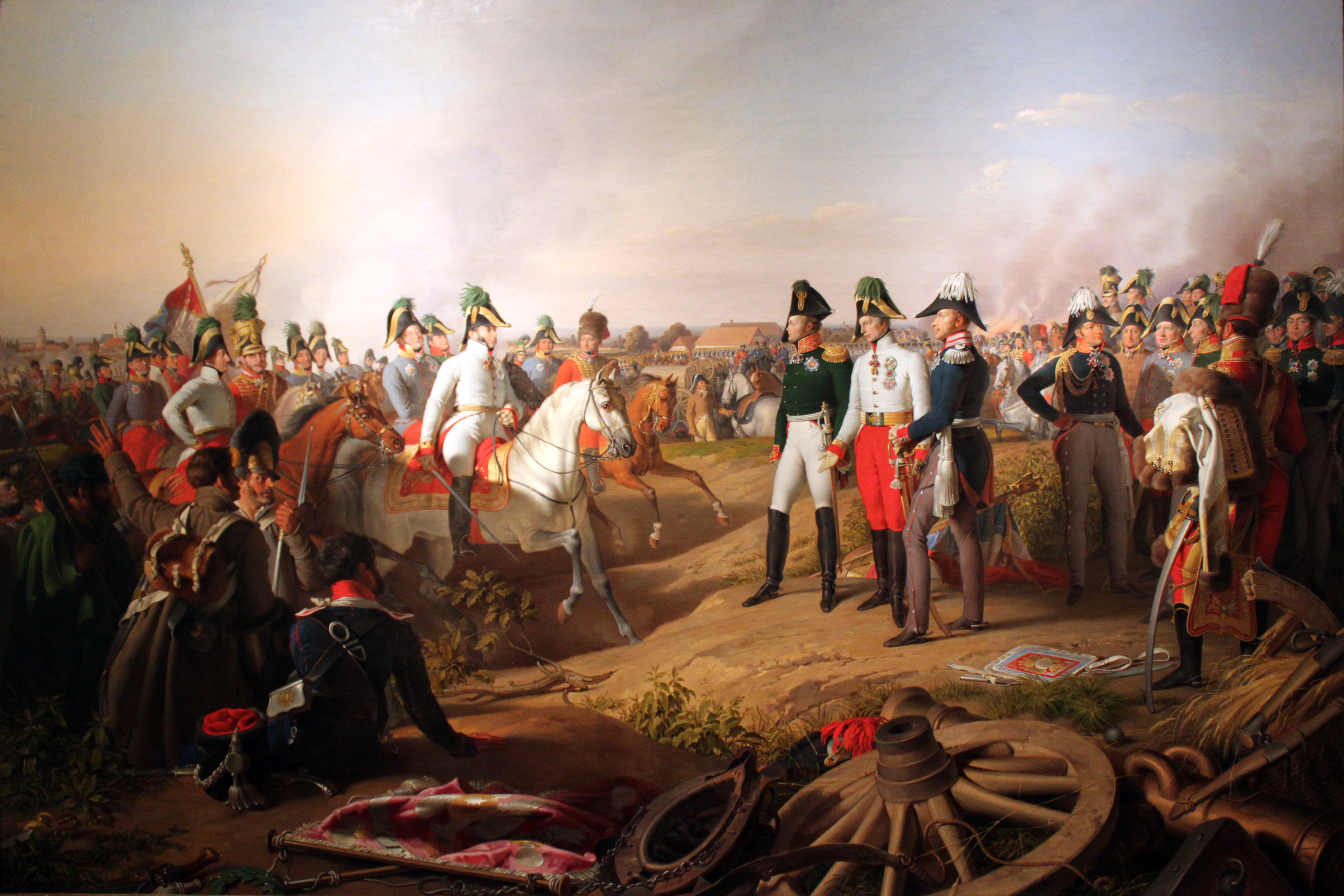
Declaración de la victoria después de la batalla de Leipzig, 1813

Entre los años 1804-1815 la política exterior de Austria fue determinada de manera significativa por las guerras napoleónicas. Después de que Prusia firmara un tratado de paz con Francia el 5 de abril de 1795, Austria se vio obligada a llevar la carga principal de la guerra contra la República Francesa durante casi diez años. Esta situación llevó a una distorsión de la economía austriaca que contribuyó a que los austriacos vieran esta guerra de una manera altamente impopular. En cuanto al estado de ánimo mencionado, el emperador Francisco II se negó a participar en la siguiente guerra contra la Francia napoleónica durante mucho tiempo. Por otra parte, Francisco II no abandonó la posibilidad de vengarse de Francia y por lo tanto entró en un acuerdo militar secreto con el Imperio ruso, en noviembre de 1804. Este convenio fue para asegurar la cooperación mutua entre Austria y Rusia en el caso de una nueva guerra contra Francia.
Una aparente falta de voluntad de Austria para unirse a la Tercera Coalición fue superada por los subsidios británicos. Una derrota decisiva en la batalla de Austerlitz puso fin a la presencia austriaca en la Tercera Coalición. Aunque el presupuesto de Austria sufrió por los gastos de la guerra y su posición internacional se debilitó considerablemente, el humillante Tratado de Presburgo dio tiempo para fortalecer el ejército y la economía. Por otra parte, un ambicioso archiduque Carlos, junto con Johann Philipp von Stadion, llevaron a cabo una nueva guerra contra Francia.
El archiduque Carlos de Austria ejerció como jefe del Consejo de Guerra y comandante en jefe del Ejército austriaco; dotado de las competencias ampliadas, reformó el ejército austriaco en la preparación para otra guerra. Johann Philipp von Stadion, el ministro de Relaciones Exteriores, personalmente odiaba a Napoleón, debido a la experiencia personal de la confiscación de sus posesiones en Francia. Además, la tercera esposa de Francisco II, María Luisa de Austria-Este, estuvo de acuerdo con los esfuerzos de iniciar una nueva guerra. La derrota del ejército francés en la batalla de Bailén en España el 27 de julio de 1808 desencadenó la guerra. El 9 de abril de 1809, un ejército austriaco de 170 000 hombres atacó Baviera.
A pesar de las derrotas militares, especialmente de gran magnitud, como las de las batallas de Marengo, Ulm, Austerlitz y Wagram, y por tanto la pérdida de territorio a lo largo de la Revolución Francesa y las guerras napoleónicas (el Tratado de Campo Formio en 1797, Presburgo en 1806, y de Schönbrunn en 1809), Austria desempeñó un papel decisivo en la derrota de Napoleón en las campañas de 1813-1814.
En el último periodo de las guerras napoleónicas, Metternich gozó de gran influencia sobre la política exterior en el Imperio austriaco, una cuestión nominalmente decidida por el emperador. Metternich inicialmente apoyó una alianza con Francia, la organización de la boda entre Napoleón y la hija de Francisco II, María Luisa, pero para la campaña de 1812, se había dado cuenta de la inevitabilidad de la caída de Napoleón y se llevó a Austria a la guerra contra Francia. La influencia de Metternich en el Congreso de Viena fue notable, aunque no se convirtió en un estadista de primera clase en Europa, sino el virtual gobernante del Imperio hasta 1848, el año de las revoluciones, y el surgimiento del liberalismo, que provocaron su caída política.

### Unificación de Italia

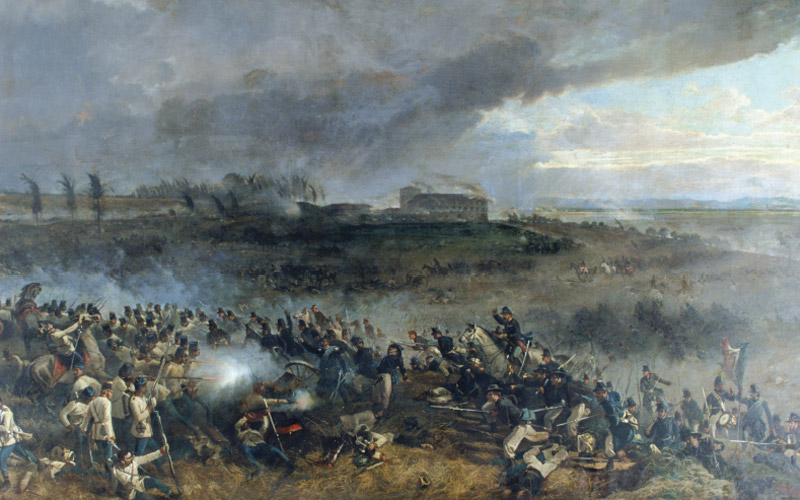
Batalla de Solferino

Tras el congreso de Viena, el Imperio austríaco se anexionó Lombardía y el Véneto y además colocó a príncipes austríacos en el trono de Parma, Módena y Toscana. El Reino de Piamonte deseaba expulsar a los austríacos y unificar Italia bajo la casa de Saboya. A esto se suman las revoluciones liberales que planeaban crear una Italia unida. En cualquier caso, el proceso fue encauzado finalmente por la casa de Saboya, reinante en el Piamonte (destacadamente por el primer ministro conde de Cavour), en perjuicio de otras intervenciones «republicanas» de personajes notables (Mazzini, Garibaldi) a lo largo de complicadas vicisitudes ligadas al equilibrio europeo (intervenciones de Francia y el Imperio de Austria), que culminaron con la incorporación del último reducto de los Estados Pontificios en 1870.
Después de una serie de guerras el Piamonte con ayuda francesa logra expulsar a los austriacos del norte de Italia y completar la ansiada unidad. Sin embargo todavía quedarían cosas pendientes, el nuevo Reino de Italia continuó la reivindicación de territorios fronterizos, con el Imperio austrohúngaro (Trieste/Istria/Dalmacia y el Trentino), que se solventaron parcialmente en 1919 tras la Primera Guerra Mundial.

### Unificación Alemana

Batalla de Sadowa o de Königgrätz

Con la creación de la Confederación Germánica, Austria trató de mantener su supremacía en los estados Alemanes. Al igual que en el caso de Italia en Alemania crecía el movimiento nacionalista que abogaba por la unión de los diferentes estados en una sola nación. La Revolución de 1848 lo demuestra.
Metternich consideraba que el nacionalismo alemán no solo podía repudiar el dominio austríaco sobre la Confederación, sino también estimular el sentimiento nacionalista dentro del mismo Imperio austriaco. En un Estado políglota multinacional, en el que eslavos y magiares superaban en número a los alemanes, la perspectiva de un creciente sentimiento nacionalista de checos, eslovacos, húngaros, polacos, serbios y croatas, junto con el creciente liberalismo entre la clase media, era ciertamente espeluznante.
Sin embargo el Reino de Prusia quería la unificación bajo su predominio, por lo que después de la guerra austro-prusiana, Austria es expulsada y se forma la Kleindeutschland o pequeña Alemania.

## Territorios del Imperio austríaco

El Imperio austríaco, entre 1816 y 1867: 1. Reino de Bohemia, 2. Ducado de Bucovina, 3. Ducado de Carintia, 4. Ducado de Carniola, 5. Reino de Dalmacia, 6. Reino de Galitzia y Lodomeria, 7. Reino de Iliria, 8. Baja Austria (Archiducado de Austria), 9. Margraviato de Moravia, 10. Ducado de Salzburgo, 11. Ducado de Silesia, 12. Ducado de Estiria, 13. Condado del Tirol, 14. Alta Austria (Archiducado de Austria), 15. Estado de Vorarlberg, 16. Reino de Hungría, 17. Reino de Croacia y Eslavonia, 18. Transilvania, 19. Reino lombardo-véneto y 20. Marca de la Voivodina y del Banato.

Las tierras de la corona del Imperio austriaco después del Congreso de Viena de 1815, incluidas las reorganizaciones del gobierno local derivadas de las Revoluciones de 1848 hasta el  Diploma de Octubre de 1860 (el n.º entre paréntesis se refiere al mapa adjunto):
Archiducado de Austria y países vecinos
- Archiducado de Austria (Erzherzogtum Österreich)
  - (8) Baja Austria (Erzherzogtum Österreich unter der Enns)
  - (14) Alta Austria  (Erzherzogtum Österreich ob der Enns)
- (10) Ducado de Salzburgo  (Herzogtum Salzburg), 1815-1850 distrito de Salzach  (Salzachkreis) de Alta Austria
- (12) Ducado de Estiria  (Herzogtum Steiermark)
- (13) Condado príncipesco de Tirol con (15) Vorarlberg  (Gefürstete Grafschaft Tirol mit dem Lande Vorarlberg), subdividido en 1861
- (7) Reino de Iliria  (Königreich Illyrien), subdividido en 1849/1850:
  - (3) Ducado de Carintia  (Herzogtum Kärnten)
  - (4) Ducado de Carniola  (Herzogtum Krain)
  - Litoral  (Küstenland)
    - Condado príncipesco de Gorizia y Gradisca  (Gefürstete Grafschaft Görz und Gradisca)
    - Ciudad Imperial Libre de Trieste  (Triest)
    - Margraviato de Istria  (Markgrafschaft Istrien)

Tierras de la Corona de Bohemia
- (1) Reino de Bohemia  (Königreich Böhmen)
- (9) Margraviato de Moravia  (Markgrafschaft Mähren)
- (11) Ducado de Silesia  (Herzogtum Schlesien)

- (6) Reino de Galitzia y Lodomeria  (Königreich Galizien und Lodomerien) con
  - (2) Ducado de Bucovina  (Herzogtum Bukowina), dividido en 1850

Hungría y países vecinos
- (16) Reino de Hungría  (Königreich Ungarn)  (hasta 1867)  con:
  - (17 parte) Reino de Croacia  (Königreich Kroatien)  (hasta 1867)
  - (17 parte) Reino de Eslavonia  (Königreich Slawonien)  (hasta 1867)

Otros países y territorios
- (5) Reino de Dalmacia  (Königreich Dalmatien)
- (19) Reino de Lombardía-Venecia  (Lombardo-Venezianisches Königreich), perdido en 1859/1866
- (18) Gran Principado de Transilvania  (Großfürstentum Siebenbürgen)  (hasta 1867)
- Voivodato de Serbia y Banato de Tamis  (Woiwodschaft Serbien und Temescher Banat), desde 1849, fusionada en Hungría y Eslavonia en 1860
  - (20 parte) Voivodina serbia, de facto entidad autónoma 1848/49, sin reconocimiento oficial
  - (20 parte) Banato
- Frontera Militar (Militärgrenze)
  - Frontera Militar Croata (Kroatische Militärgrenze)
  - Frontera Militar Eslavonica (Slawonische Militärgrenze)
  - Frontera Militar del Banato (Banater Militärgrenze)
  - Frontera Militar Transilvana (Siebenbürger Militärgrenze) fusionado con Transilvania en 1853

Las antiguas posesiones de los Habsburgo de la Austria Anterior (en la actual Francia, Alemania y Suiza) ya se habían perdido en la Paz de Presburgo de 1805. A partir de 1850, el reino de Croacia, el reino de Eslavonia y la Frontera Militar constituyen una única tierra con una administración y representación provincial y militar desagregada.

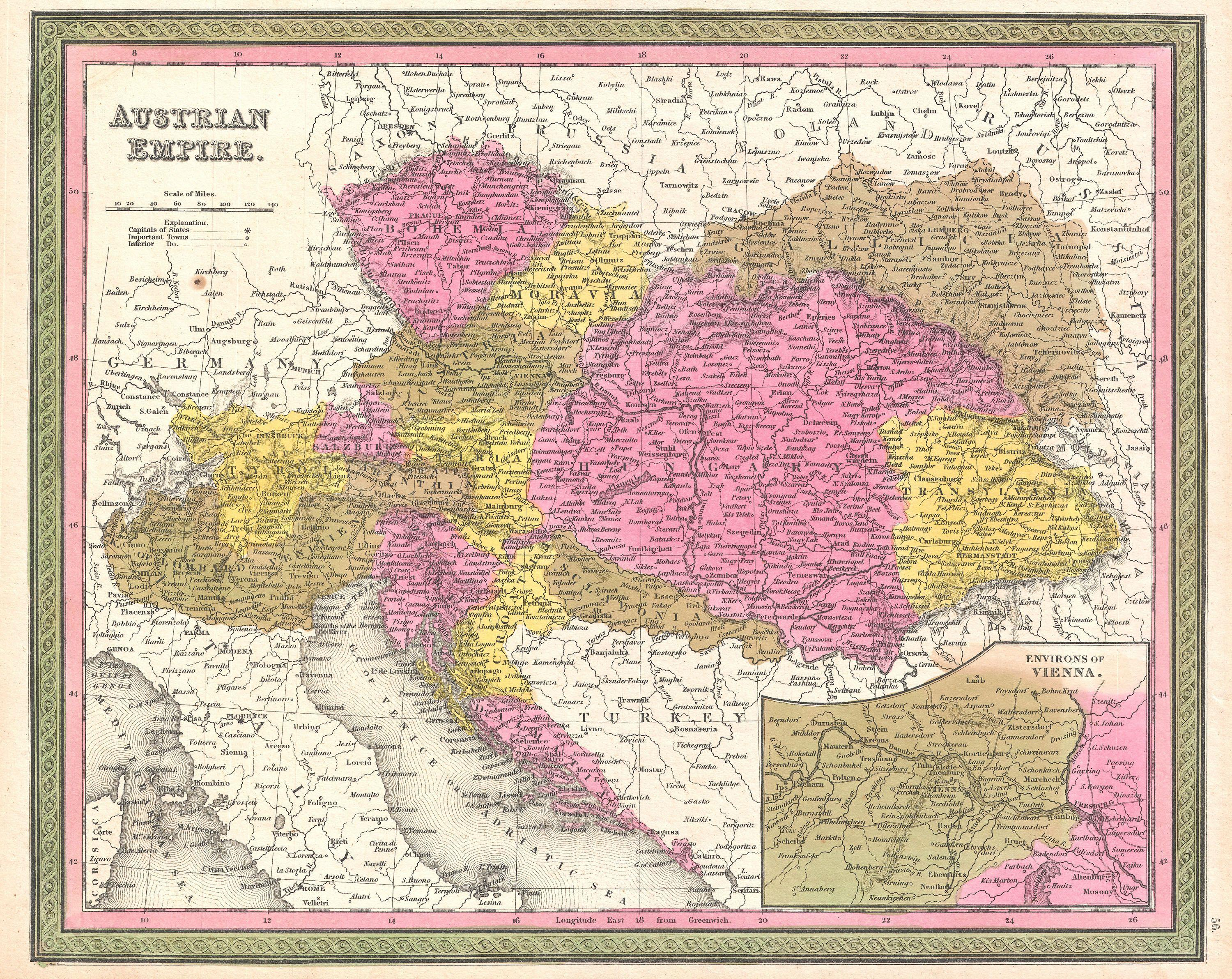
Mapa del imperio de 1848.
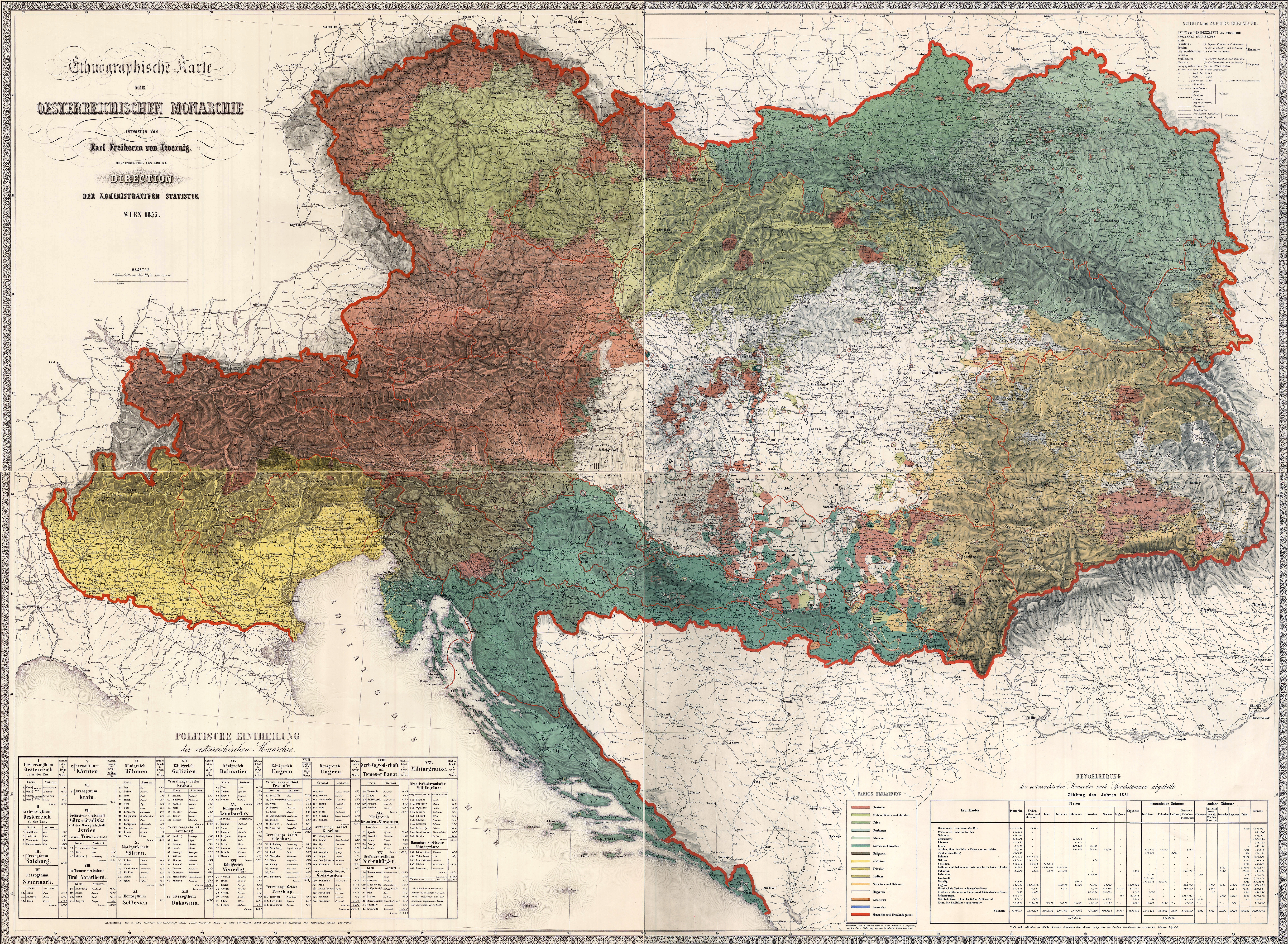
Mapa del imperio de 1850.
- Mapa etnografico del imperio de 1855.

## Religión

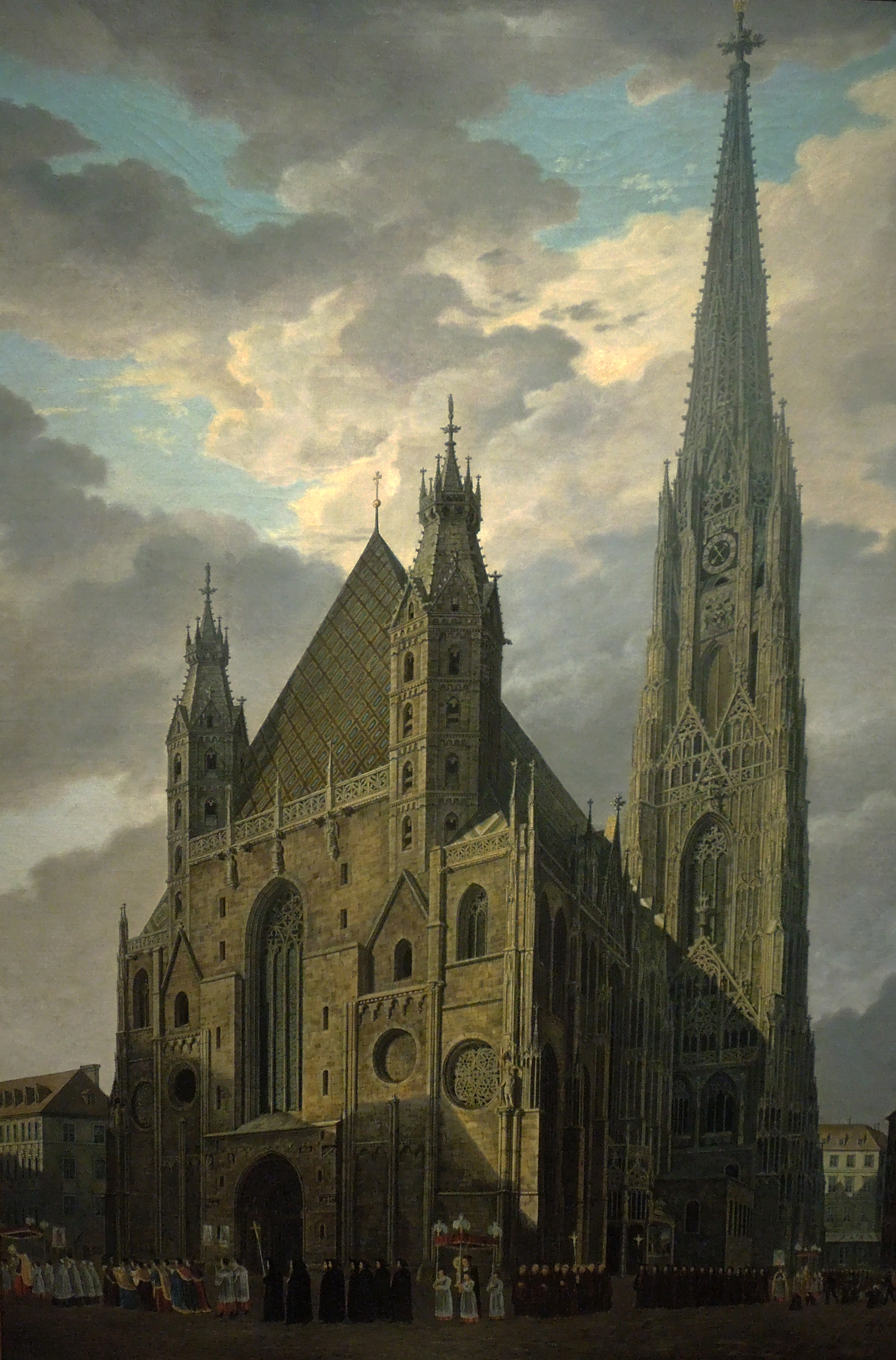
Catedral de San Esteban de Viena, 1828

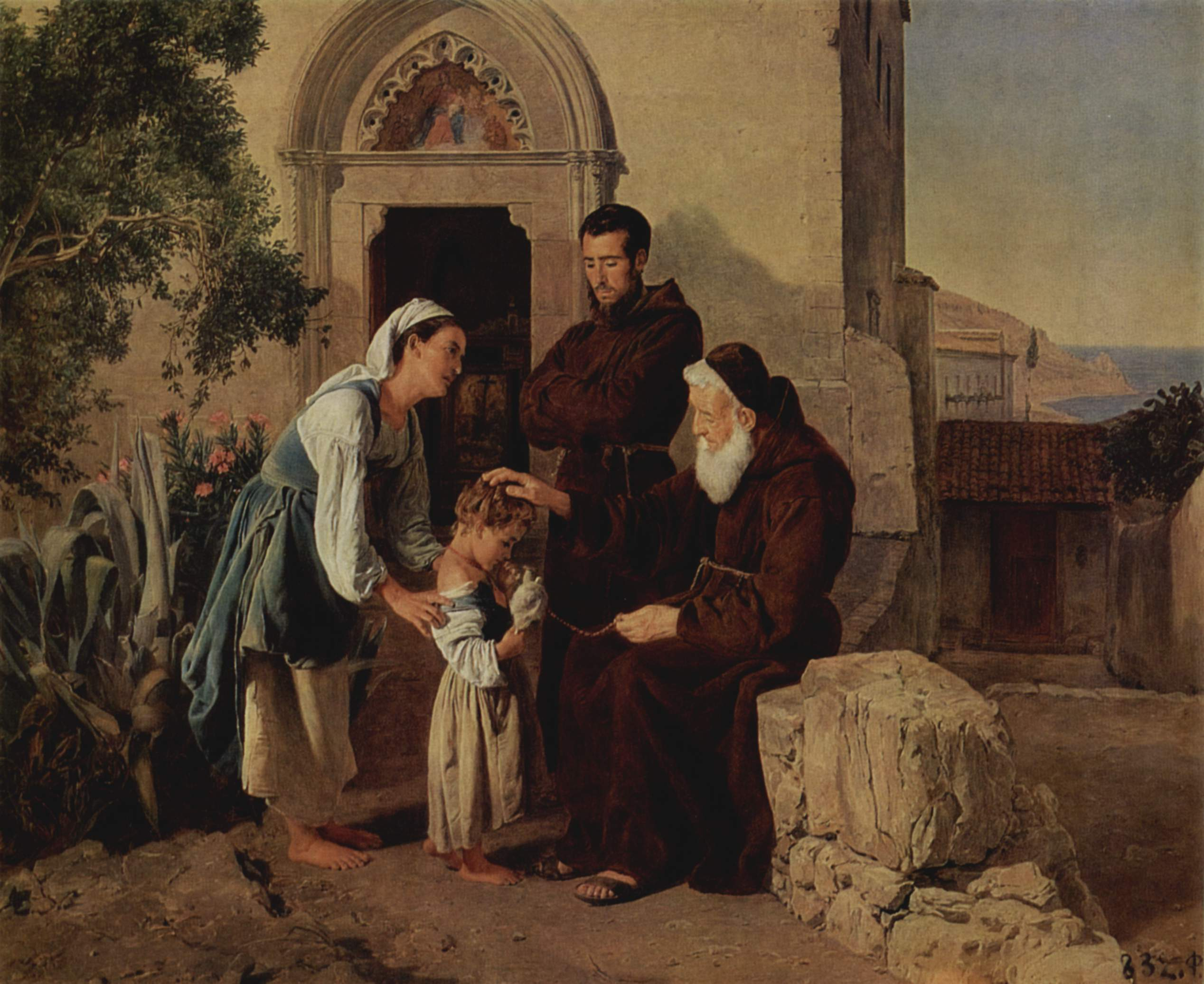
En la puerta del monasterio óleo de Ferdinand Georg Waldmüller

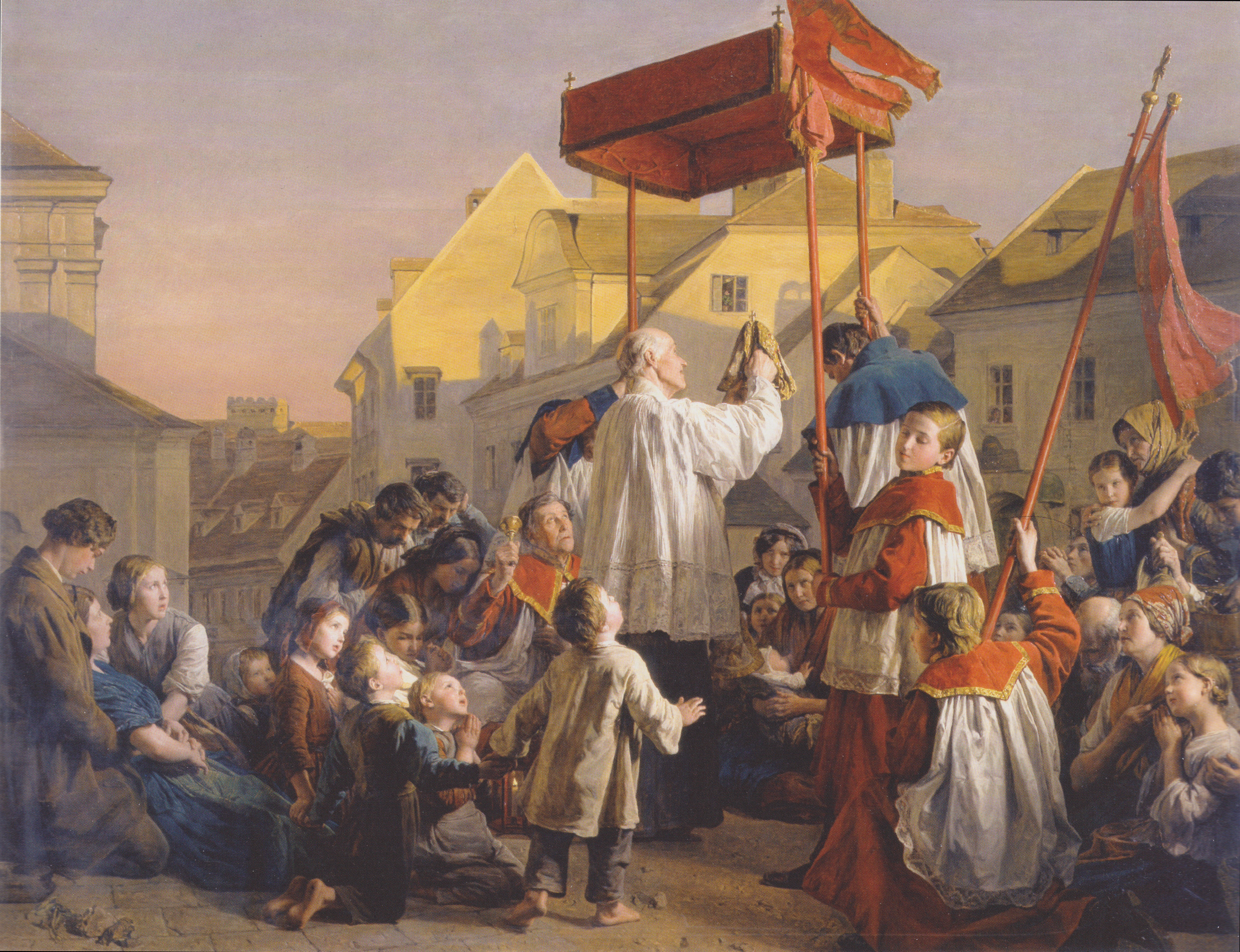
Bendición, óleo de Ferdinand Georg Waldmüller

La religión predominante en el Imperio austriaco era el catolicismo. Los Habsburgo, que habían gobernado desde finales del siglo XIII, apoyaron el dominio de la Iglesia católica y las comunidades religiosas alternativas fueron perseguidas, por lo tanto no pudieron desarrollarse durante siglos.
Cuando en el siglo XVI ocurrió la reforma protestante en el Sacro Imperio Romano Germánico, los estados de los Habsburgo se mantuvieron fieles al papado. El emperador Rodolfo II comenzó a partir de 1580, con la Contrarreforma en los territorios austriacos. La contrarreforma se intensificó durante el reinado del emperador Fernando II, la supresión del protestantismo en sus territorios precipitó los eventos que llevaron a la guerra de los Treinta Años. Tras el final de la guerra de treinta años Austria era predominantemente católica.
Durante el siglo XVIII, la Ilustración y el absolutismo conducen a una interferencia cada vez mayor por parte del estado en los asuntos de la iglesia. Las primeras reformas respecto a la Iglesia católica se implantaron durante el reinado de María Teresa, sin embargo sería durante el reinado de José II donde se verían importantes reformas e el ámbito religioso. El josefinismo, fue una teoría política introducida durante el reinado de José II. Conforme a esta visión, la Iglesia únicamente tenía potestades sobre el campo dogmático-moral de sus fieles; en consecuencia, los asuntos de carácter secular en territorio austríaco (incluida la administración de la propia Iglesia con sus cuantiosos bienes y rentas) debían quedar sujetos a las leyes y autoridades del Estado. También se suprimieron las exenciones y dispensas otorgadas por el papa en territorio austríaco, porque se consideraba que afectaban la soberanía del monarca. Este sistema de gobierno se mostró muy tolerante con el resto de confesiones, lo que se plasmó en sus patentes de tolerancia que permitieron a ortodoxos griegos, protestantes (1781) y judíos (1782) hacer prácticas religiosas privadas, con restricciones.
Como opositor de la Ilustración, Clemente María Hofbauer trabajó desde 1808 en Viena. Buscó una renovación religiosa y ejerció una gran influencia en eruditos, artistas, poetas y diplomáticos, que reunió a su alrededor en el círculo de Hofbauer. Ejerció una profunda influencia en la vida religiosa de la época, como representante de la reacción religiosa romántica que se dio en el primer tercio del siglo XIX, como respuesta al anticlericalismo anterior. Contribuyó a que el josefinismo, movimiento político en el Imperio austríaco que quería someter la Iglesia al poder político, no se impusiera definitivamente.
Desde 1848 ha hubo varias iniciativas legales para la libertad de creencia y conciencia y el fin de la iglesia estatal. En 1849, el Ministerio del Interior convocó por primera vez una Conferencia Episcopal de Austria y una Asamblea de la Iglesia evangélica. El arzobispo vienés Joseph Othmar Ritter von Rauscher jugó un papel decisivo en la conclusión de un concordato con la Santa Sede en 1855. Las iglesias protestantes recibieron total autonomía por la patente protestante en 1861.
La ley del Estado Liberal de 1867 anuló parcialmente el Concordato.

## Educación

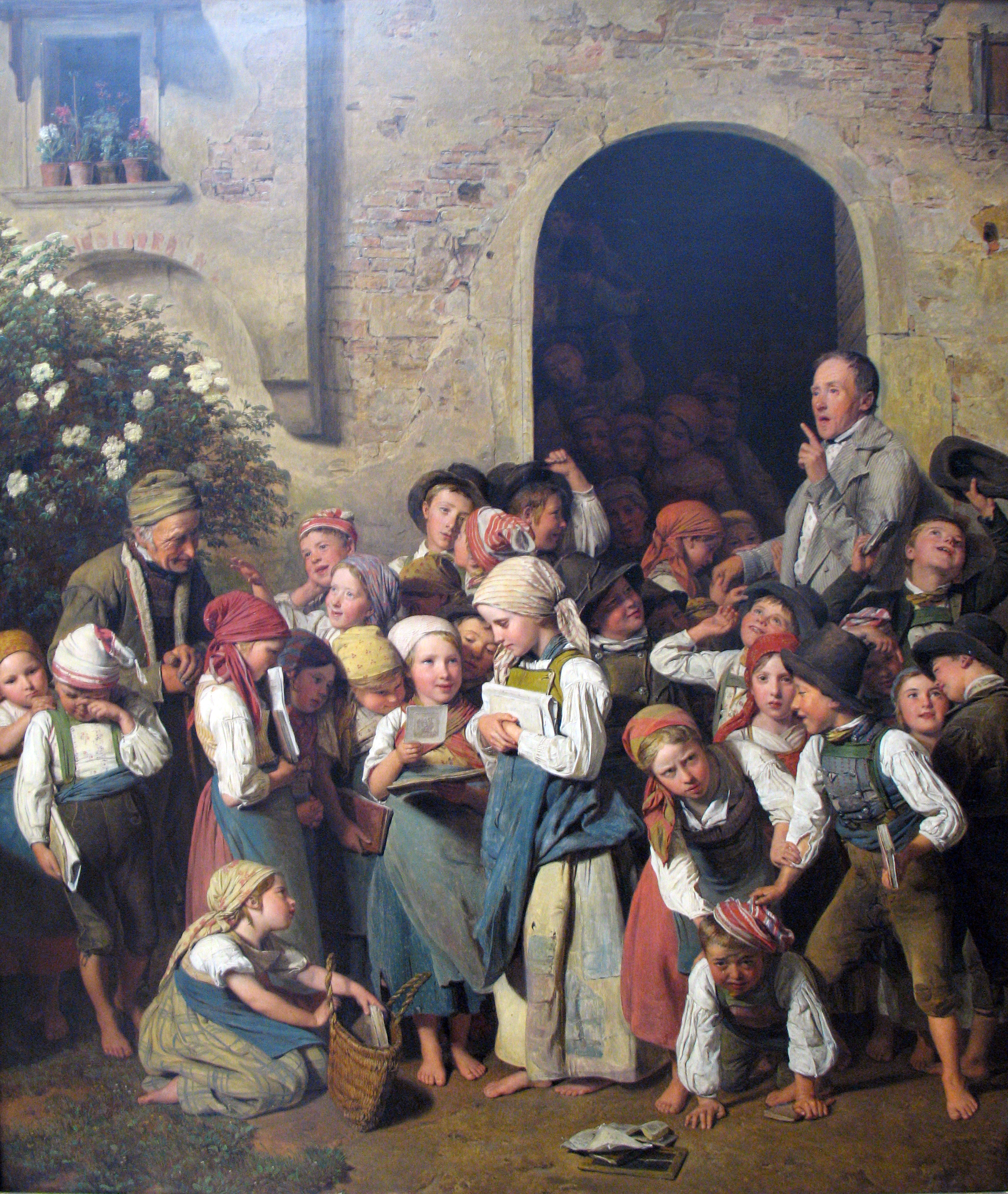
Después del colegio, oleó de Ferdinand Georg Waldmüller

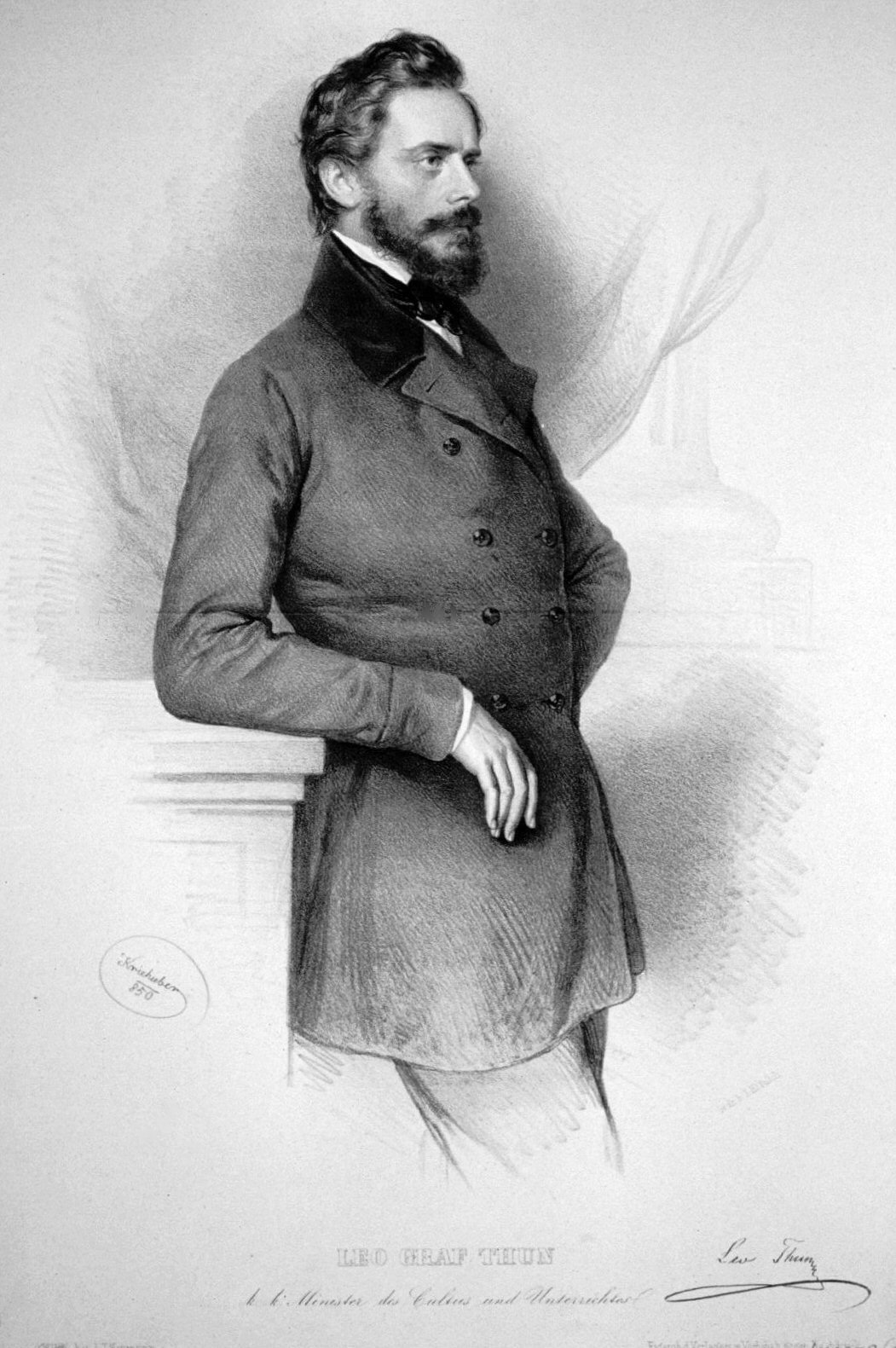
Leo von Thun-Hohenstein, ministro de educación y culto entre 1849 y 1860

Antes de 1774, la educación en las tierras hereditarias de Austria estaba reservada para las clases altas de la sociedad. Era sobre todo la tarea de la iglesia, las escuelas monásticas eran las únicas instituciones educativas. Como las tasas escolares generalmente debían pagarse en estas instituciones, los siervos rurales en particular y los estratos urbanos más pobres de la población siguieron sin educación y generalmente no podían leer ni escribir.
La emperatriz María Teresa de Austria (1740-1780) introdujo la educación primaria obligatoria , obligando en 1775 a que todos los niños de ambos sexos de entre seis y doce años tuvieran que asistir a la escuela. Además, se unificaron los libros de texto y se reglamentó la formación docente. Aunque la escolarización se volvió obligatoria tanto para niñas como para niños durante un período de seis años, las niñas no podían asistir a escuelas profesionales o secundarias. La tasa de alfabetización de Austria se convirtió en una de las más altas en el Imperio de los Habsburgo durante el comienzo del siglo XIX debido al desarrollo general.
El heredero al trono de María Teresa, José II , reformó la educación y, sobre todo, construyó escuelas. Se introdujo un sistema escolar tripartito, basado en la escuela primaria nacional.
En 1804 se fundó el imperio austriaco, durante el primer periodo no hubo avances en materia educacional por parte del estado debido primero a las guerras napoleónicas y después al periodo reaccionario de la era Metternich. En el año revolucionario de 1848, se creó un ministerio separado para la educación pública; el primer ministro de Educación por breve periodo de tiempo fue Franz Freiherr von Sommaruga. El ministerio fue designado bajo el emperador Francisco José I desde 1849 como el Ministerio de Culto y Enseñanza (Ministerium für Cultus und Unterricht). Durante el periodo ministerial de Leo von Thun y Hohenstein (1849-1860) se reformó el sistema educativo austríaco. La base de esto fueron las propuestas de Franz Serafin Exner. Introdujo la autonomía universitaria en Austria y reestructuró la Academia de Ciencias de Viena. Su política educativa estuvo marcada por la tolerancia. Los científicos de la denominación protestante o judía recibieron permiso de enseñanza en las universidades y se nombró a reconocidos académicos extranjeros para el país. El Instituto Teológico Protestante recibió el estatus de una facultad, y el Instituto de Investigación Histórica de Austria se transformó en una institución educativa moderna inspirada en la École nationale des chartes. Aunque Thun también fue uno de los padres del Concordato de 1855. El periodo ministerial y reformativo de Thun terminó en 1860. Desde 1868 en adelante, la educación fue una competencia separada de las dos entidades del imperio (Cisleitania y Transleitania), en Austria siguió administrada por el Ministerio de Educación y Culto.

## Fuerzas Armadas

### Ejército
El ejército imperial (en alemán : Kaiserliche Armee ) era la rama de las fuerzas armadas de la monarquía de los Habsburgo en los territorios de la corona de Austria, surgido como consecuencia de las guerras napoleónicas.
Este organismo militar se vio reformado en el 1867 con la constitución de la monarquía dual que llevó a una formal independencia del Reino de Hungría bajo el gobierno del emperador Francisco José de Austria y para la formación de un ejército nacional.

### Armada
La Armada del imperio austríaco (en alemán: Österreichische Marine) era la rama naval de sus fuerzas armadas. Tuvo su origen en la flotilla del danubio del siglo XVI y desde finales del siglo XVIII en la flota del mediterráneo. Con el compromiso de 1867, la marina se reforma dando paso a la armada austrohúngara o Marina de Guerra Imperial y Real.

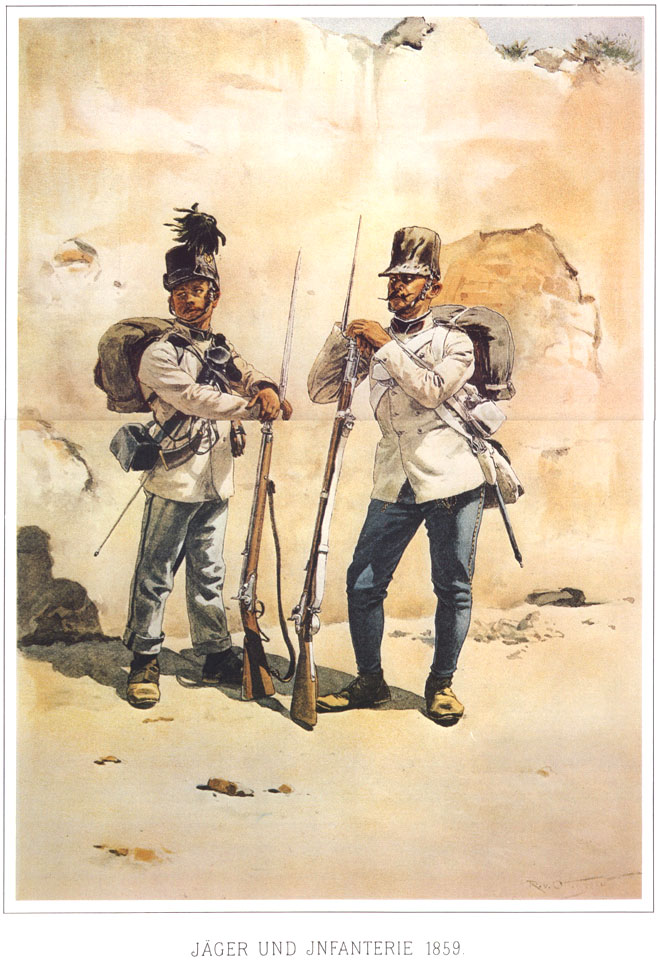
Infantería 1859
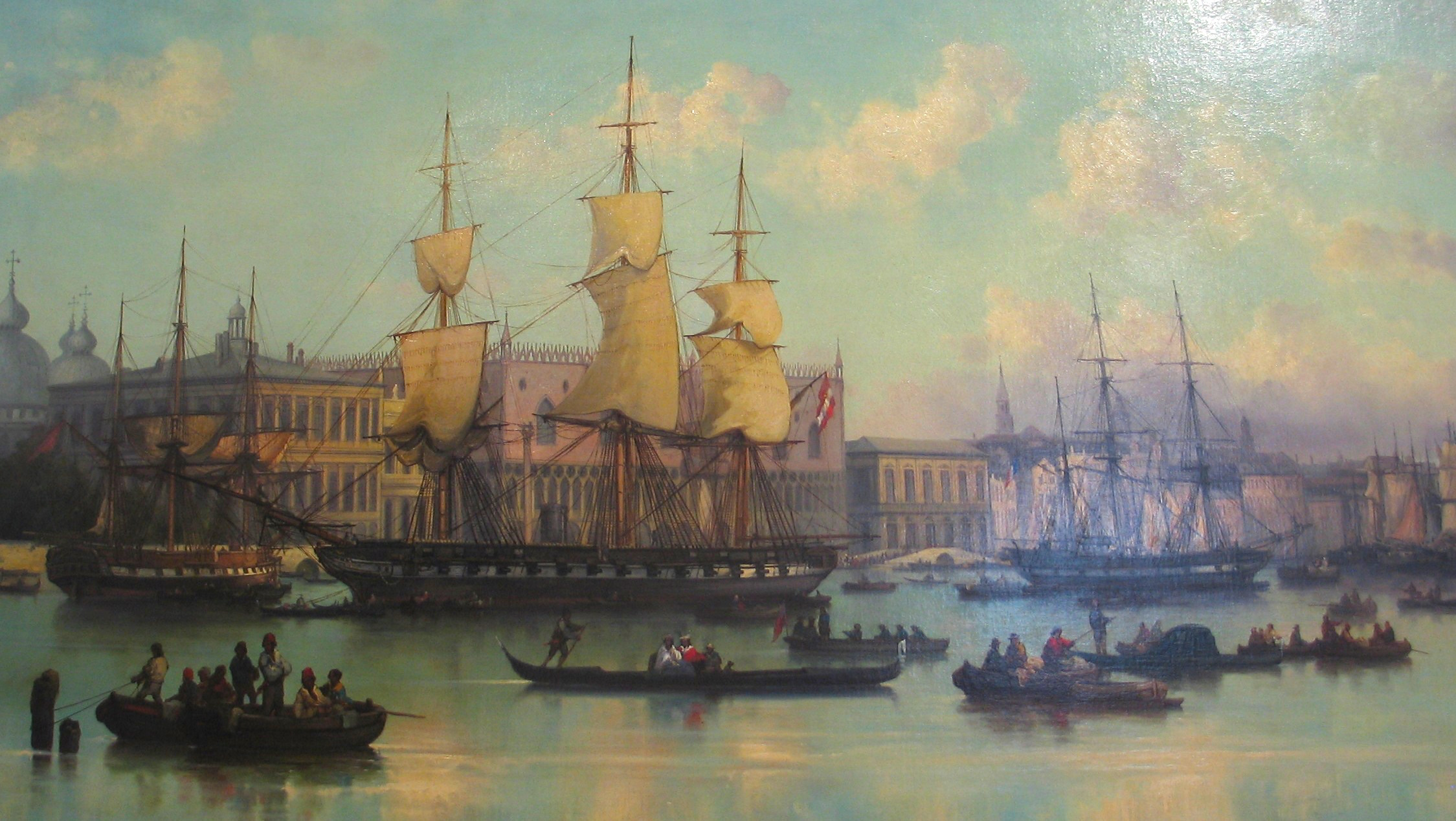
Fragata SMS Novara en Venecia

## Economía

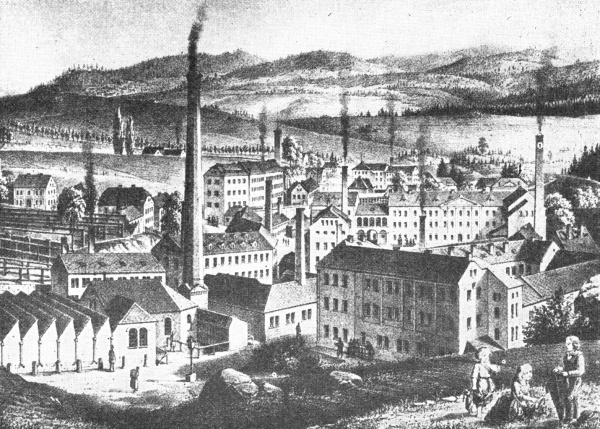
Fábrica textil de Liberec a mediados del

La economía del imperio austriaco se basa en el comercio que fluía a lo largo del Danubio, en la floreciente agricultura de las llanuras húngaras, el valle del Po y el valle del Danubio, y las principales industrias que se concentran en su mayor parte en las grandes ciudades. La agricultura seguía siendo la principal actividad de todo el Imperio, y fue la columna vertebral de la que dependía el suministro del ejército. Las zonas agrícolas más grandes del estado de los Habsburgo estaban en el valle del Danubio y la gran llanura húngara. En las montañas y las colinas se practicaba la ganadería y el pastoreo, por parte de los locales.

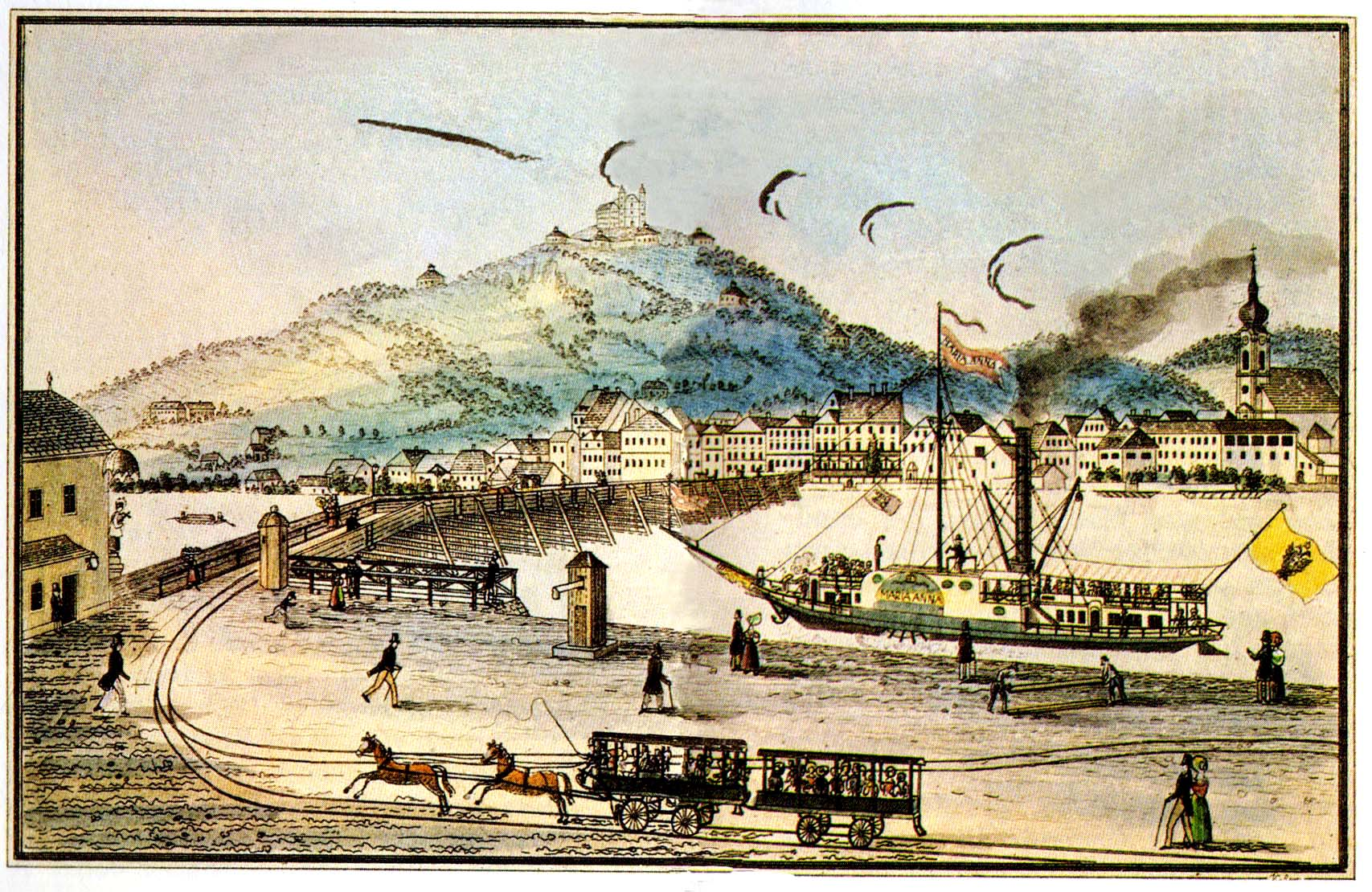
El tranvía de caballos en Linz, alrededor de 1840

En las zonas occidentales del imperio, los primeros signos de un crecimiento económico moderno pueden ser identificados a partir de la segunda mitad del siglo XVIII: en Austria y Bohemia hubo una fuerte industria textil con las labores de trabajo en los domicilios (lino y lana, y desde 1763 embriones de la industria del algodón); hubo asentamientos siderúrgicos y manufactureros y fábricas para la producción de vidrio y papel. Los primeros intentos de mecanización, se concentraron en el sector textil y en la industria siderúrgica, datan de entre 1830 y 1847.

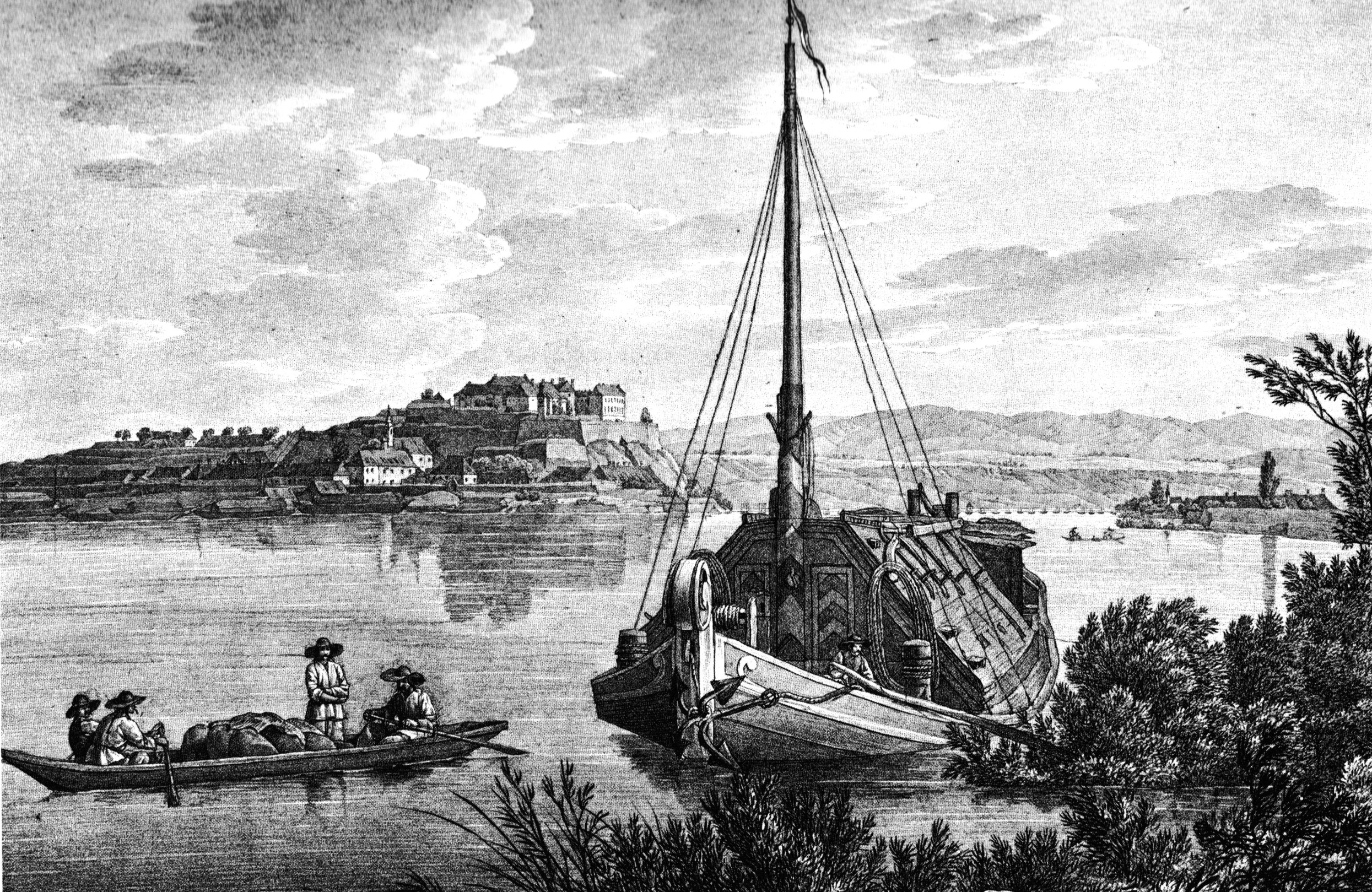
Litografía que muestra un barco en el danubio en la ciudad de Novi Sad, 1821

El Danubio era y todavía es uno de los activos económicos más importantes de Austria; el Imperio austriaco controlaba casi la totalidad, y esto hizo posible un tráfico de comercio fluvial próspero. Desde el Danubio se hizo un comercio con los principados alemanes, Suiza y los estados de los Balcanes, que luego fueron fuertemente influenciados por el Imperio. Aunque en una escala más pequeña, había un comercio floreciente que fluía a lo largo de las principales arterias del Danubio. El conde István Széchenyi (con la ayuda de la compañía austriaca de barcos Erste Donaudampfschiffahrtsgesellschaft (DDSG), compañía naviera fundada en 1829 por el gobierno austríaco para el transporte de pasajeros y carga en el Danubio), estableció en Hungría el astillero Óbuda en la isla Hajógyári en 1835, que fue la primera compañía de construcción naval a vapor en el imperio de los Habsburgo.
La industrialización del Imperio de los Habsburgo se puede describir como un proceso "laborioso": la presencia de numerosos obstáculos naturales e institucionales que requerían un esfuerzo adicional, ralentizó el tiempo de desarrollo. Hasta la construcción de la red ferroviaria (1840-1850), el transporte terrestre, dada la naturaleza del país predominantemente montañoso, era caro y las redes fluviales eran inexistentes en las regiones montañosas. La red de canales se reducen al curso del Danubio y otros ríos principales (Drava, el Tisza...) que conducen hacia el sur y el este, en dirección opuesta a los mercados y centros industriales.

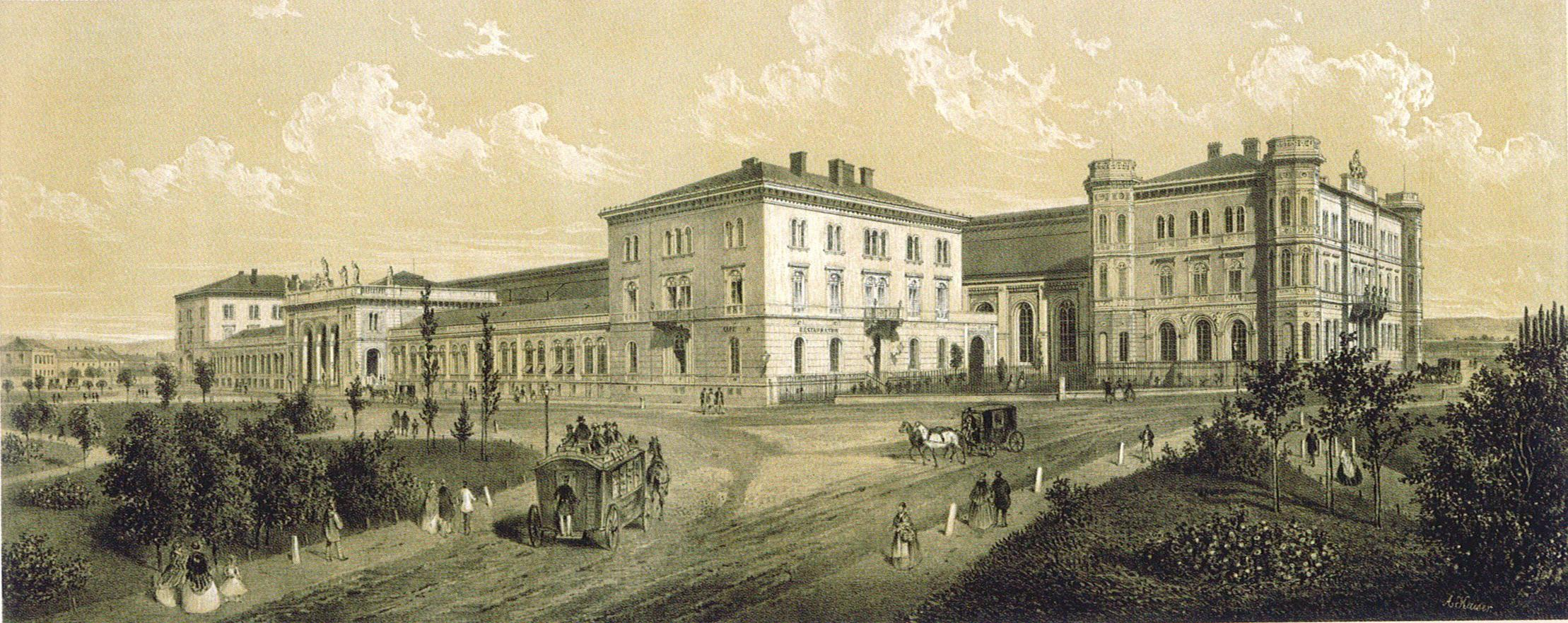
Estación de trenes del oeste de Viena (Wiener Westbahnhof) en 1860

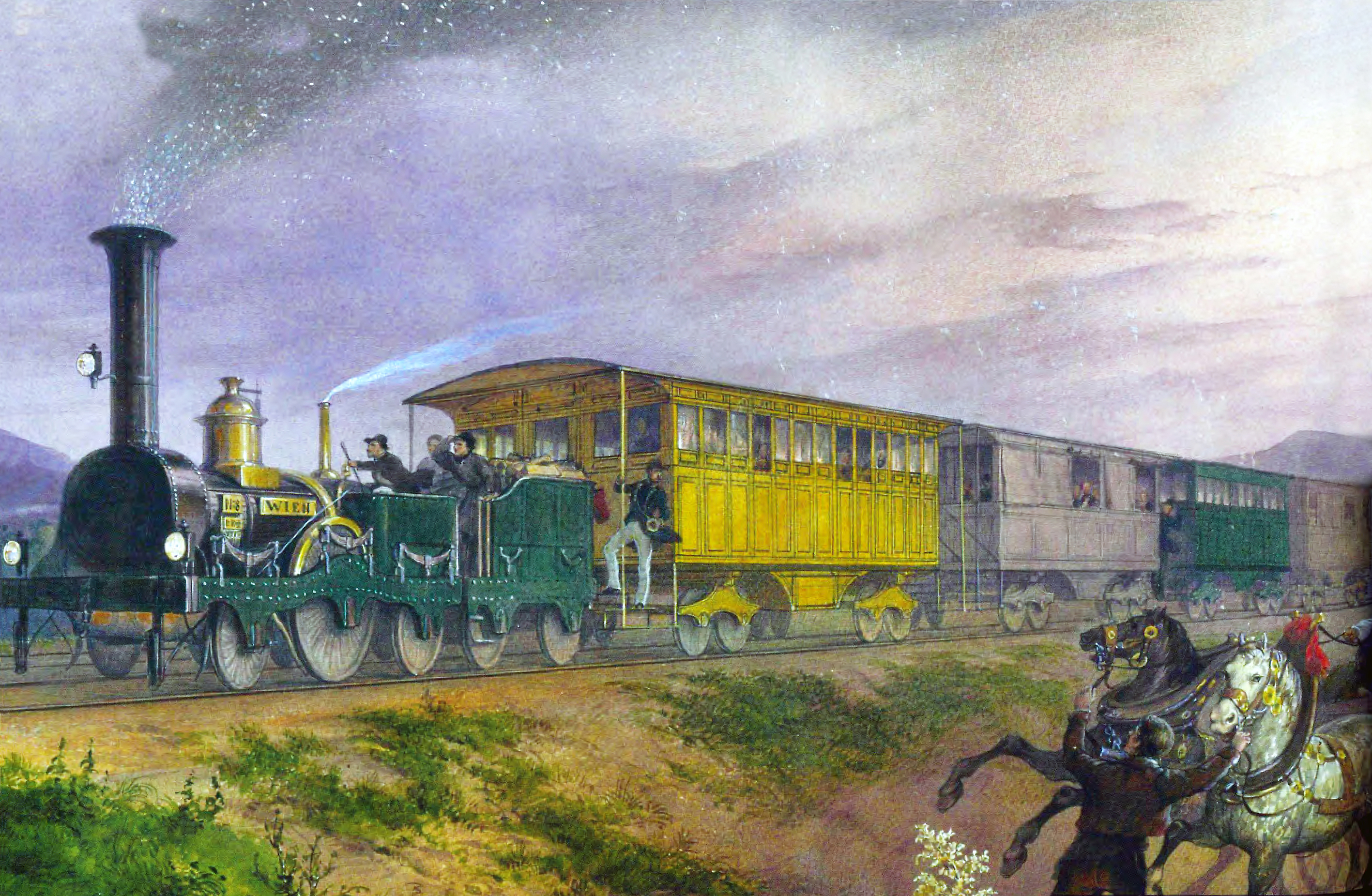
Ferrocarril de la línea sur (Südbahn) cerca de Baden, 1847

Donde el Estado tuvo más éxito fue en la construcción de la red ferroviaria (144 km en 1850, 6112 en 1870 y 42981 en 1913): esto además de generar un considerable influjo, favoreció la división geográfica del trabajo dentro del Imperio. En 1810 se abrió un ferrocarril tirado por caballos (22 km) en Estiria para el transporte de hierro. En 1832 se abrió una vía férrea, también de caballos, entre Linz y Ceske Budejovice (Budweis), con una longitud de 128,8 kilómetros, fue el primer ferrocarril interurbano en Europa. La primera sección de la vía férrea entre Viena y Cracovia (Kaiser Ferdinands Wien) se abrió en 1837. En 1854 Austria disponía ya de 2000 km de vías férreas de las que un 70 % eran propiedad del Estado. Después de 1854, debido a la crisis financiera del Imperio, la parte austriaca de los ferrocarriles fueron vendidos a precios de ganga, especialmente a inversores franceses. Desde 1854 hasta 1879 la iniciativa privada se ocupó de la construcción de nuevas vías.
Las fábricas de locomotoras (máquinas de vapor y vagones, puentes y estructuras de hierro) se instalaron en Viena (fábrica de locomotoras de la compañía ferroviaria estatal, fundada en 1839), en Wiener Neustadt (Wiener Neustädter Lokomotivfabrik, fundada en 1841) y en Floridsdorf (Lokomotivfabrik Floridsdorf, fundada en 1869).

### Situación en Hungría
Hasta la revolución de 1848 los únicos propietarios de la tierra eran los nobles. La reforma agraria de 1852-1853 por parte de la corona trató de crear una nueva clase social de campesinos propietarios en la que apoyarse frente a la nobleza magiar. La reforma fue, sin embargo, un fracaso. Las nuevas posesiones eran, en general, demasiado pequeñas para sustentar al campesinado que, sin experiencia en el mercado, sin crédito accesible y debido a la depresión agrícola de finales del siglo XIX se vio abocada a vender sus propiedades a los terratenientes y volver a una situación de dependencia muy similar a la anterior a la reforma. Sin embargo, la emancipación de los campesinos fomentó la mecanización del campo, aunque la falta de financiación dificultó está fuera de las haciendas de los terratenientes. Los métodos agrícolas de los labradores continuaron siendo bastante primitivos, aunque se produjeron ciertos avances técnicos en los medios de producción.
La agricultura húngara del periodo inmediatamente anterior al Compromiso se benefició de la extensión de las comunicaciones ferroviarias que conectaban ya la capital imperial a través de Pest con el oriente húngaro, la región cerealista de Szeged y la ganadera de Debrecen. La prosperidad del campo y el aumento de los precios agrícolas, que había comenzado a mediados de la década de 1830, continuaron hasta mediados de la de 1870.

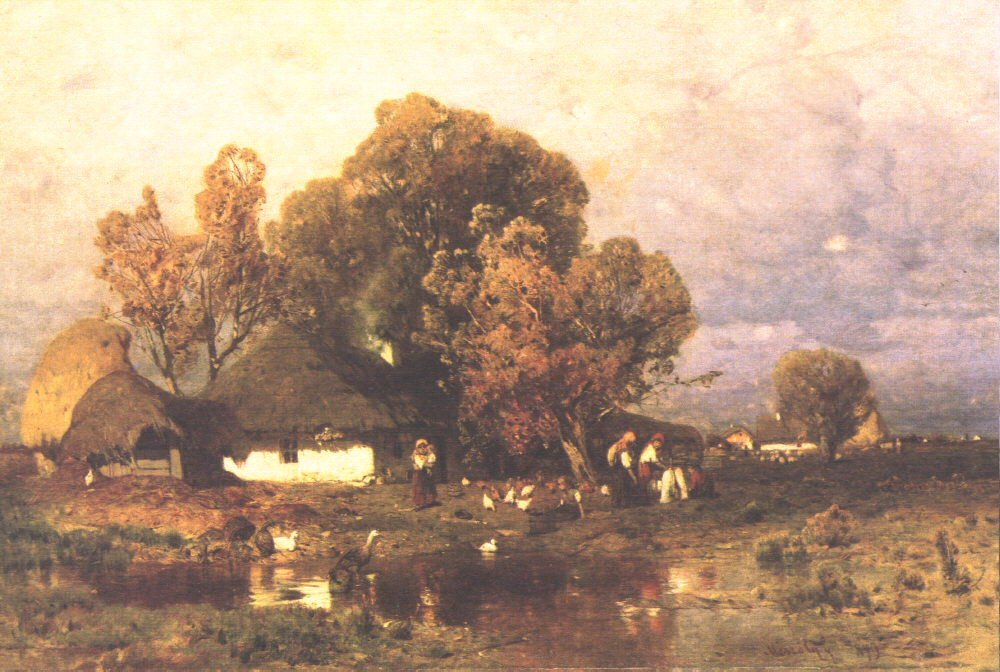
Una granja en la gran llanura húngara, durante el, por Géza Mészöly.

El desarrollo del ferrocarril fomentó el aumento de la producción de carbón y hierro; el ferrocarril concentró además gran parte de la producción de maquinaria. El desarrollo industrial entre 1848 y 1867 había sido lento. La primera línea ferroviaria húngara de locomotoras de vapor se abrió el 15 de julio de 1846 entre Pest y Vác. La eliminación de las fronteras internas en 1850 favoreció, no obstante, la aceleración del proceso, tanto por el desarrollo agrícola como por el de las comunicaciones (las líneas férreas crecieron de 178 km en 1850 a 2200 en 1867).
La extensión de los ferrocarriles animó el aumento de la producción de carbón. La producción de hierro creció también en parte por la expansión de los ferrocarriles, pero también por la industrialización de Cisleitania. En 1860 Hungría producía 480 000 toneladas de carbón y, en 1865, 100 000 t de hierro. La evolución del aumento de la producción de hierro fue igual a la del carbón, con un crecimiento sostenido que solo se frenó en la crisis de la década de 1873.
Pese al notable crecimiento de la industria húngara durante el periodo del Compromiso, la región siguió siendo principalmente agrícola. La industria dependía grandemente del crédito austriaco. La agricultura aportaba el 80 % del producto interior bruto en 1850 y aún el 64 % en 1911-1913; la industria por su parte, aumentó del 12 % al 25,9 % en el mismo periodo.

### Comercio marítimo

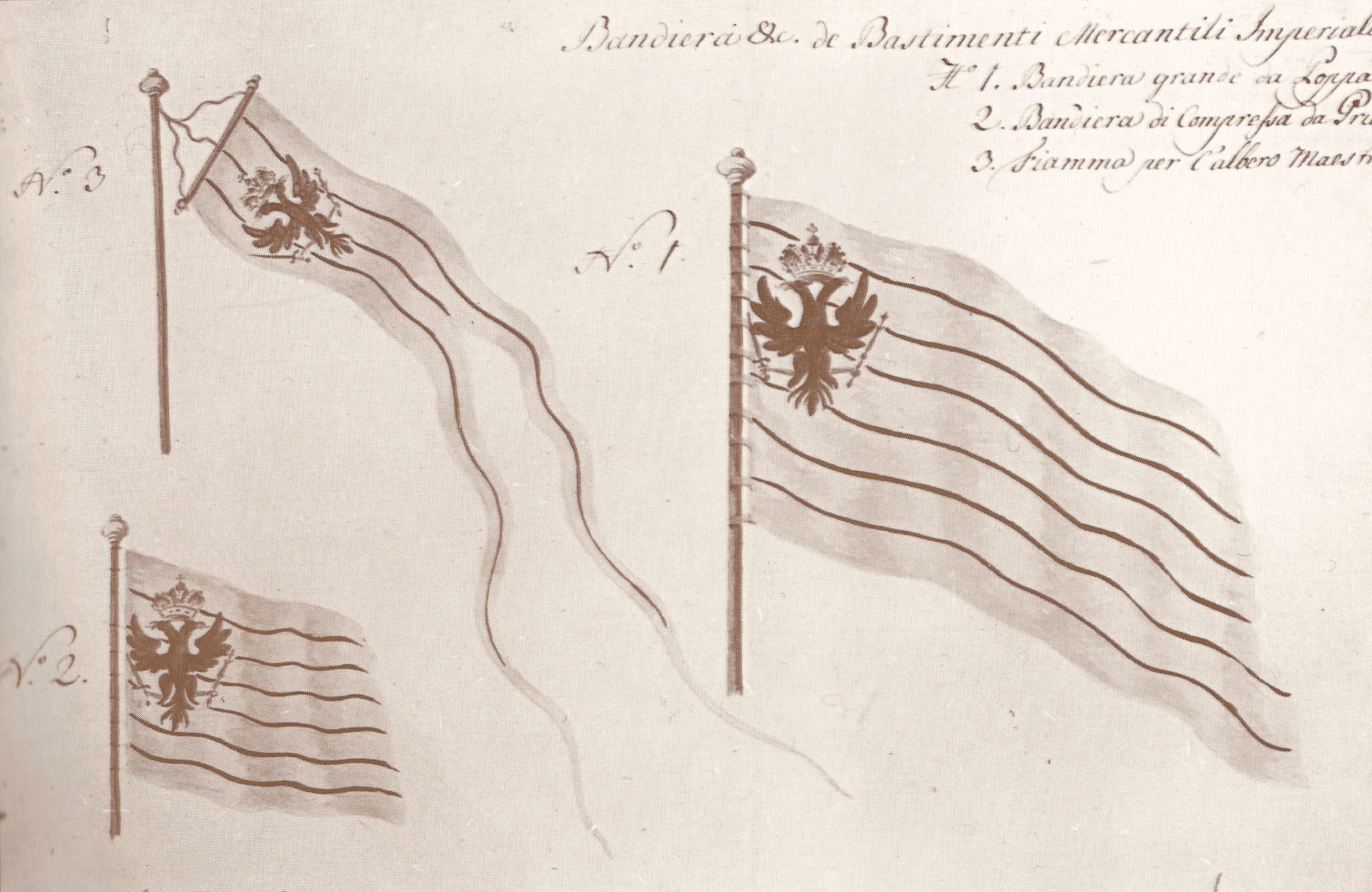
La bandera mercante amarilla con franjas negras, fue establecida oficialmente en 1749 para los barcos austriacos. En 1786 fue reemplazada por la bandera roja, blanca y roja.

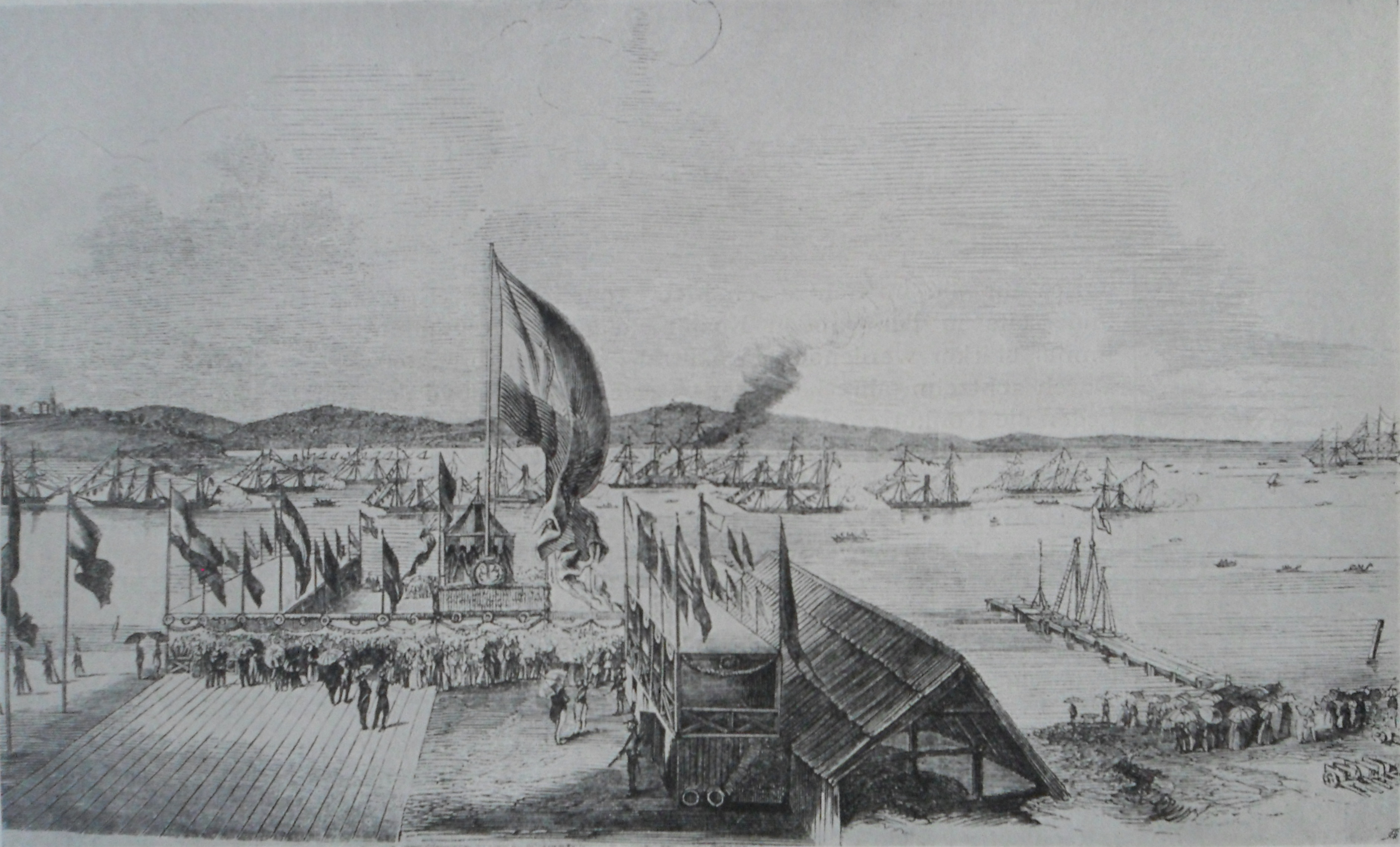
Arsenal de la compañía naviera Österreichischer Lloyd en 1853.

Originalmente, la República de Venecia dominaba el comercio marítimo en el Adriático y el Mediterráneo. A pesar de esta circunstancia, a mediados del siglo XV también se establecieron compañías navieras en el puerto austriaco de Trieste. En el Küstenland o litoral austríaco, en la época de los Habsburgo, se desarrolló un negocio de transporte costero debido a la falta de carreteras y líneas ferroviarias eficientes, que transportaban diversos bienes y productos alimenticios entre las ciudades portuarias.
Un edicto del emperador Carlos VI proclamado el 2 de junio de 1717, amenazó con castigar cualquier hostigamiento infligido en las naves de sus súbditos. Venecia aceptó, y esto trajo para la navegación del Adriático el tráfico comercial libre. En otra patente fechada el 18 de marzo de 1719, Carlos VI declaró los Puertos de Trieste y Fiume (ahora Rijeka en croata) como puertos libres.
En 1749 se introdujo la obligación de llevar documentos de embarque. Una introducción importante fue el "Edicto de navegación" de 1774. Contenía una lista precisa de los derechos y obligaciones de los capitanes de puerto, los barqueros y la tripulación.
En 1832, se fundó en Trieste la compañía naviera Österreichischer Lloyd, la que sería la mayor empresa carguera en Austria-Hungría y el mar Mediterráneo. En 1836, se lanzó la sección de buques de vapor. El emperador Fernando I y la emperatriz María Ana visitaron Trieste en 1844 y realizaron un viaje en esta ocasión con el vapor más nuevo de Lloyd, el "Imperator".
Para la marina mercante en general y para la ciudad de Trieste en particular, la colocación de la primera piedra para la Südbahnhof (estación de ferrocarril de la línea sur) el 18 de marzo de 1850 por el emperador Francisco José I fue importante para la línea ferroviaria, que desde el 12 de julio de 1857 en adelante, el tren podía viajar continuamente desde Viena a Trieste.
La suprema autoridad marítima comercial era el k.u.k Ministerio de Comercio.
Por el compromiso entre Austria y Hungría 1867/1868 también se dividió la zona costera y, por lo tanto, la administración. Trieste quedó bajo administración austriaca y Fiume bajo administración húngara.

### Comunicaciones
- Telégrafos:

En 1847, la primera conexión telegráfica (Viena - Brno - Praga) comenzó a funcionar. La primera estación de telégrafos en territorio húngaro se abrió en diciembre de 1847 en Bratislava (en alemán Pressburg, en húngaro Pozsony). En 1848, durante la Revolución Húngara, se construyó otro centro de telégrafos en Buda para conectar los centros gubernamentales más importantes. La primera conexión telegráfica entre Viena y Pest-Buda (más tarde Budapest) se construyó en 1850, y la línea Viena-Zagreb (capital del Reino de Croacia) también en 1850.

### Moneda
El gulden o florín era la moneda del Imperio austriaco entre 1754 y 1892. El nombre gulden fue impreso en los billetes de banco de Austria en alemán, mientras que las monedas fueron acuñadas utilizando el término florín. El nombre de florín se utilizó en monedas y billetes de banco en húngaro.
- Billetes:

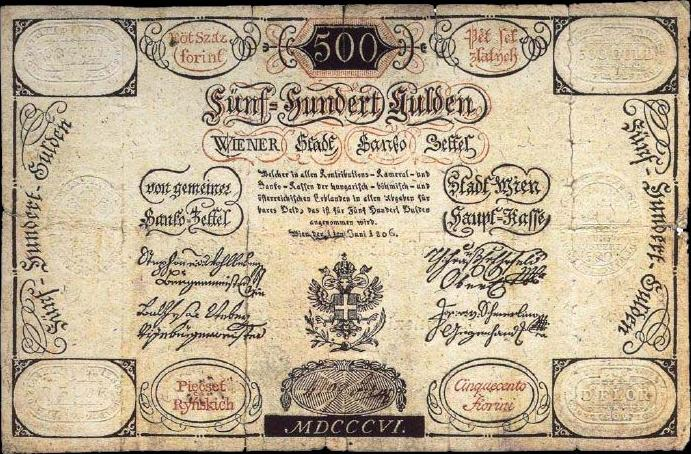
Gulden Austriaco de 1806
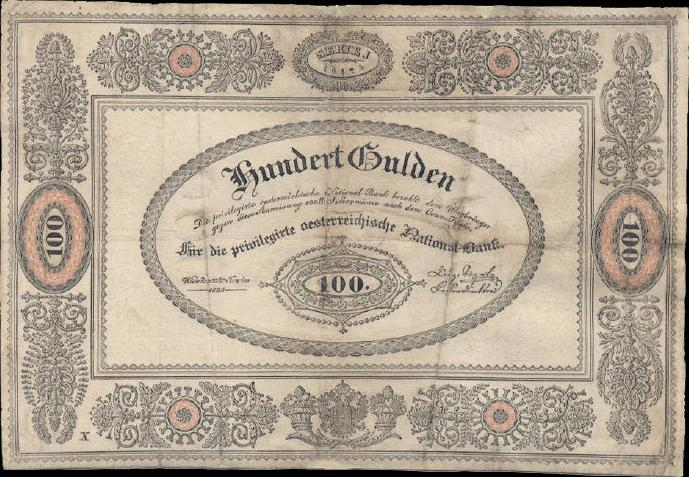
Gulden Austriaco de 1825
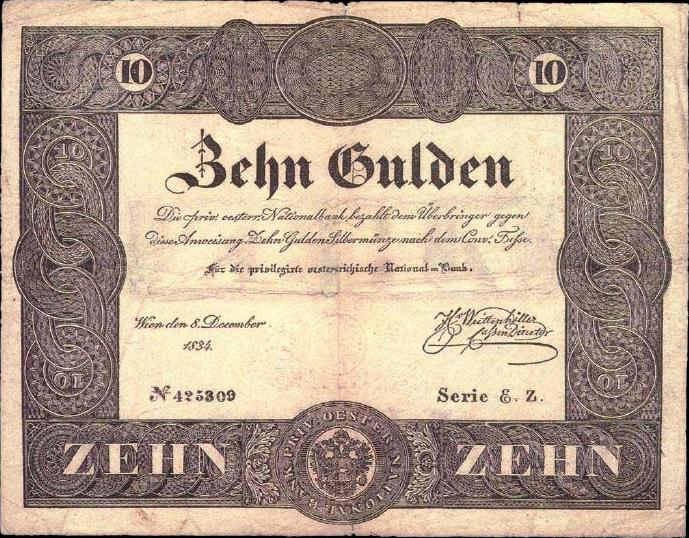
Gulden Austriaco de 1834
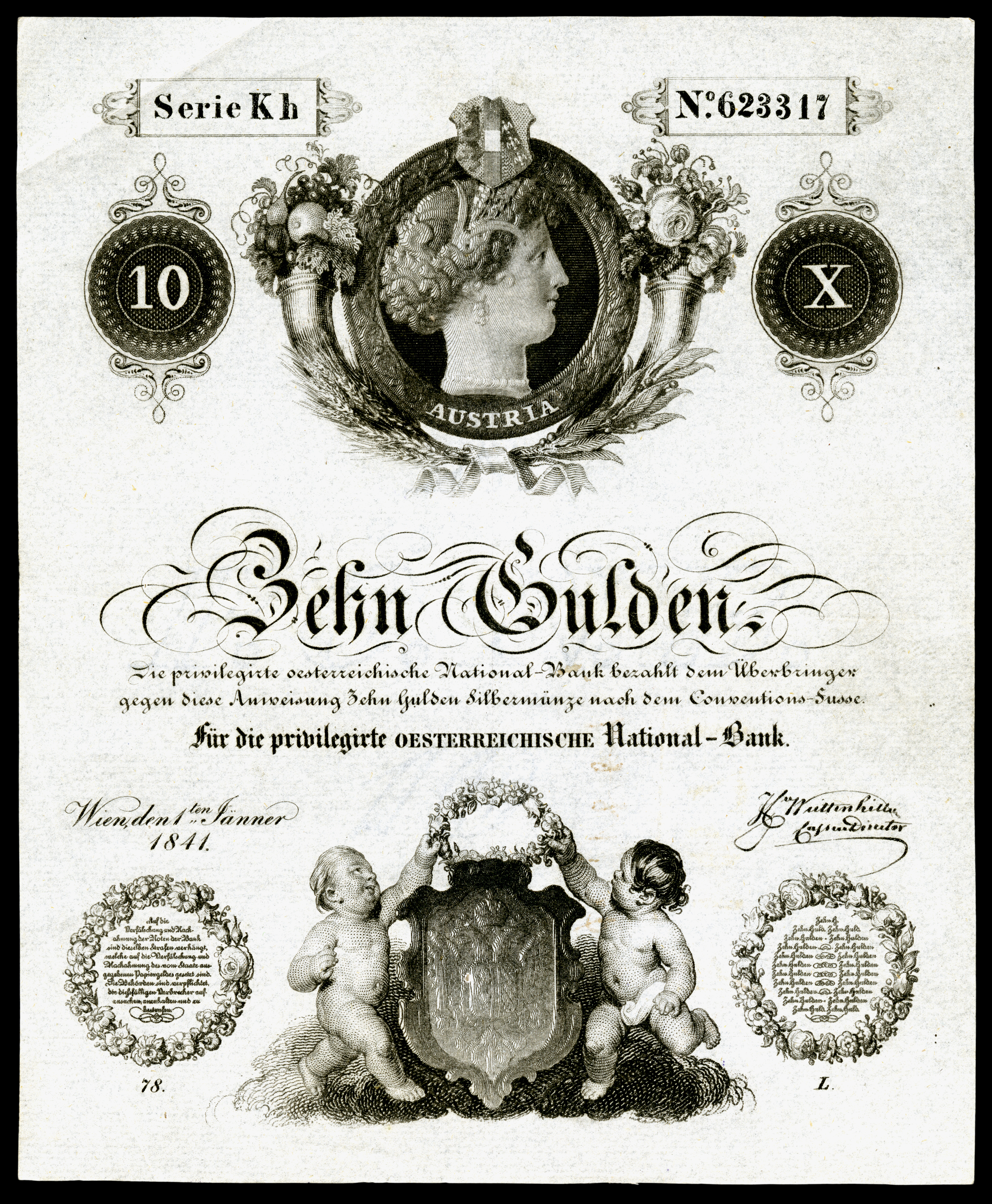
Gulden Austriaco de 1841
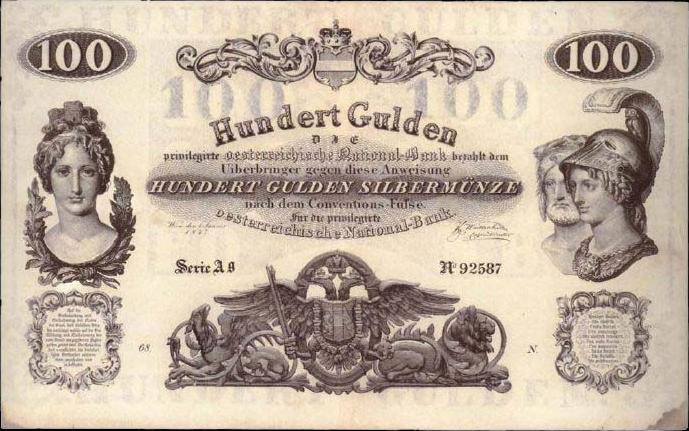
Gulden Austriaco de 1847
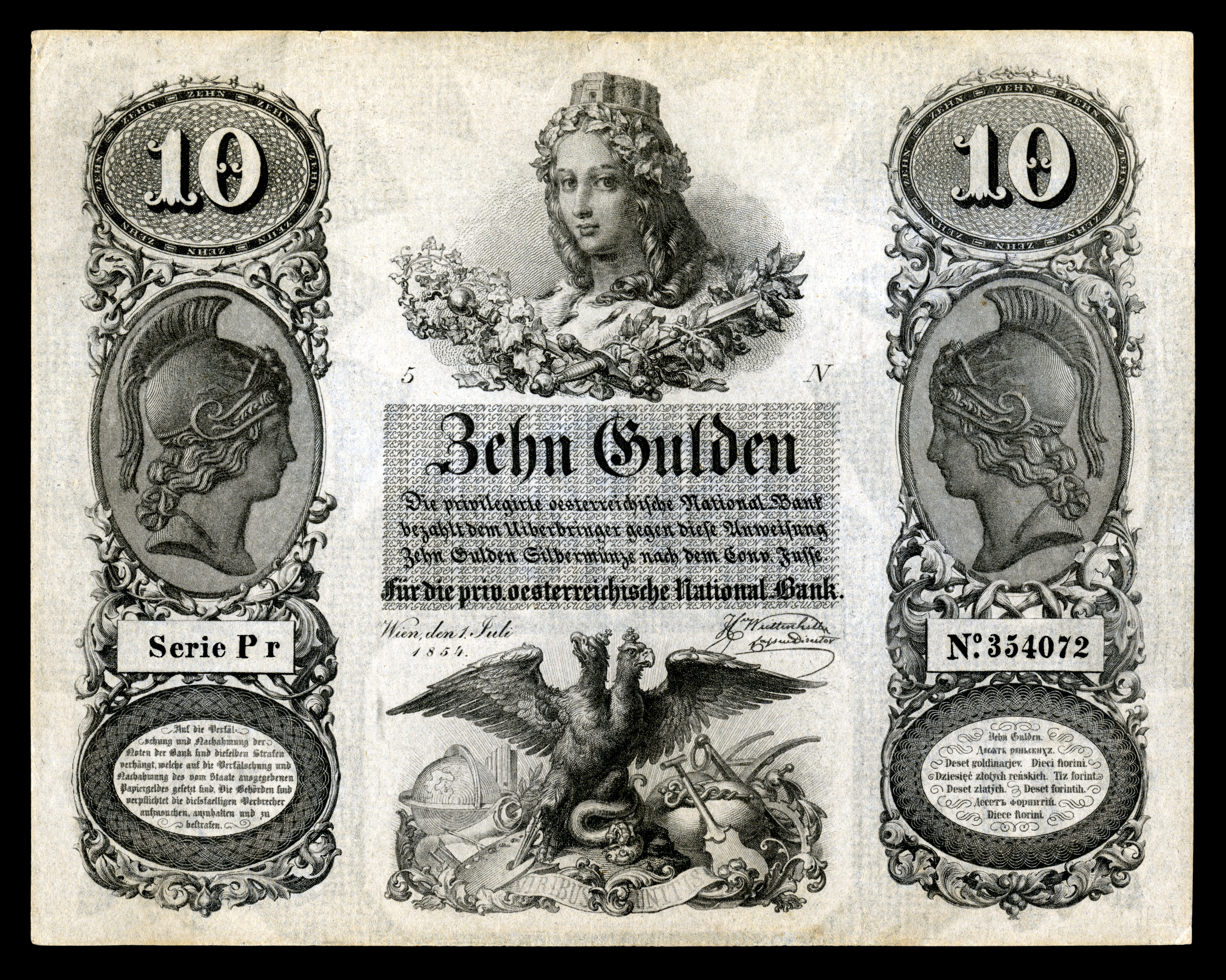
Gulden Austriaco de 1854
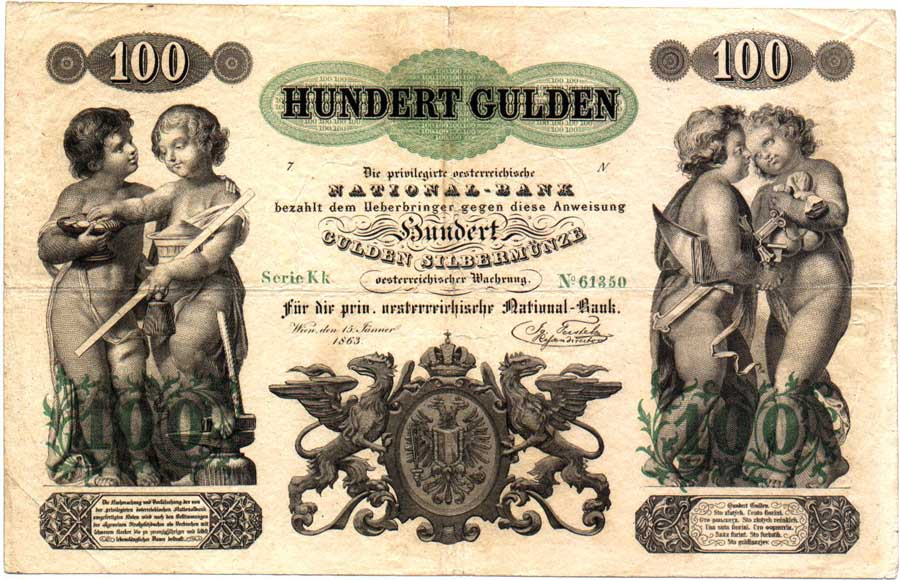
Gulden Austriaco de 1863

- Monedas:

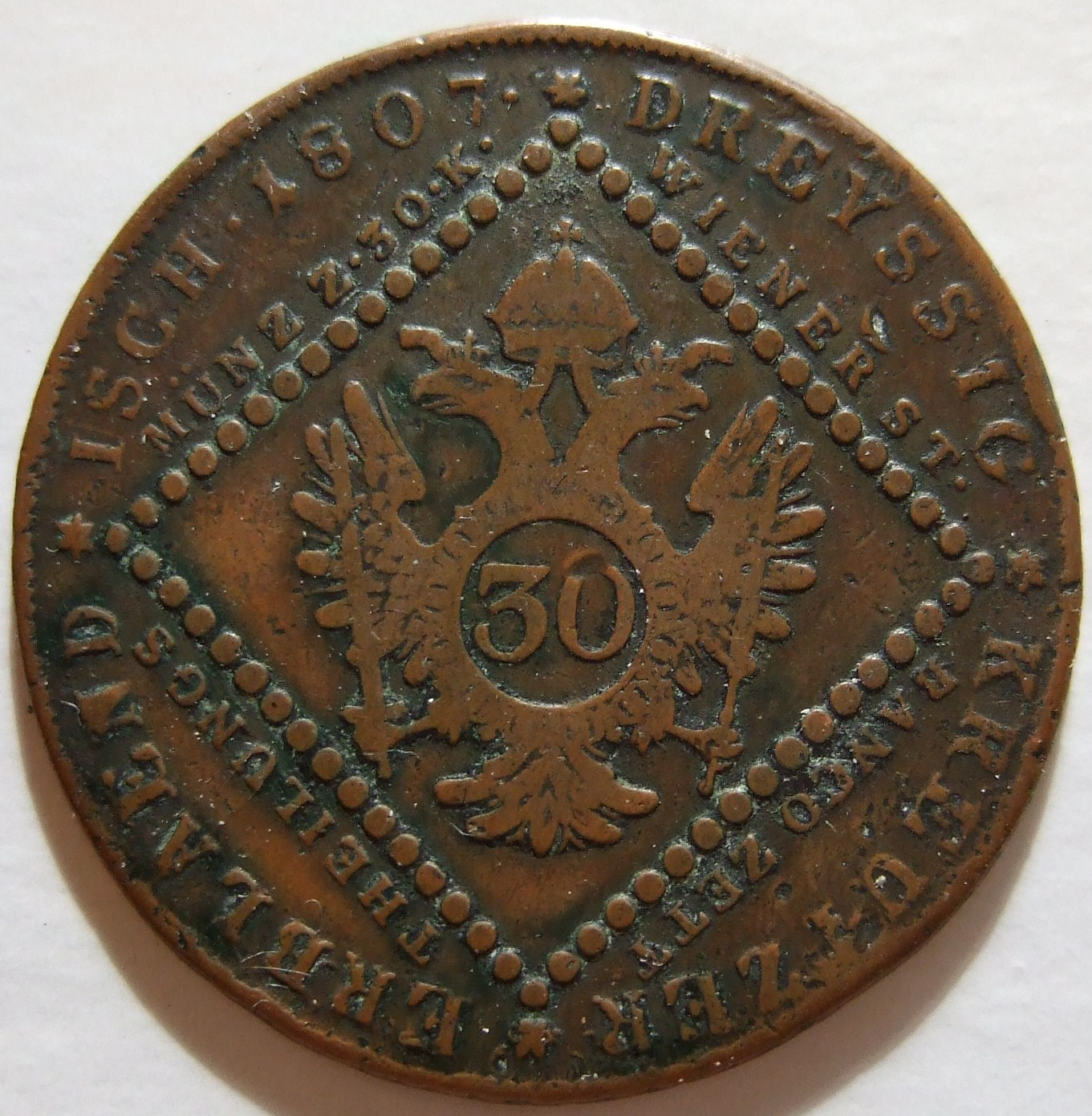
Moneda de 1807
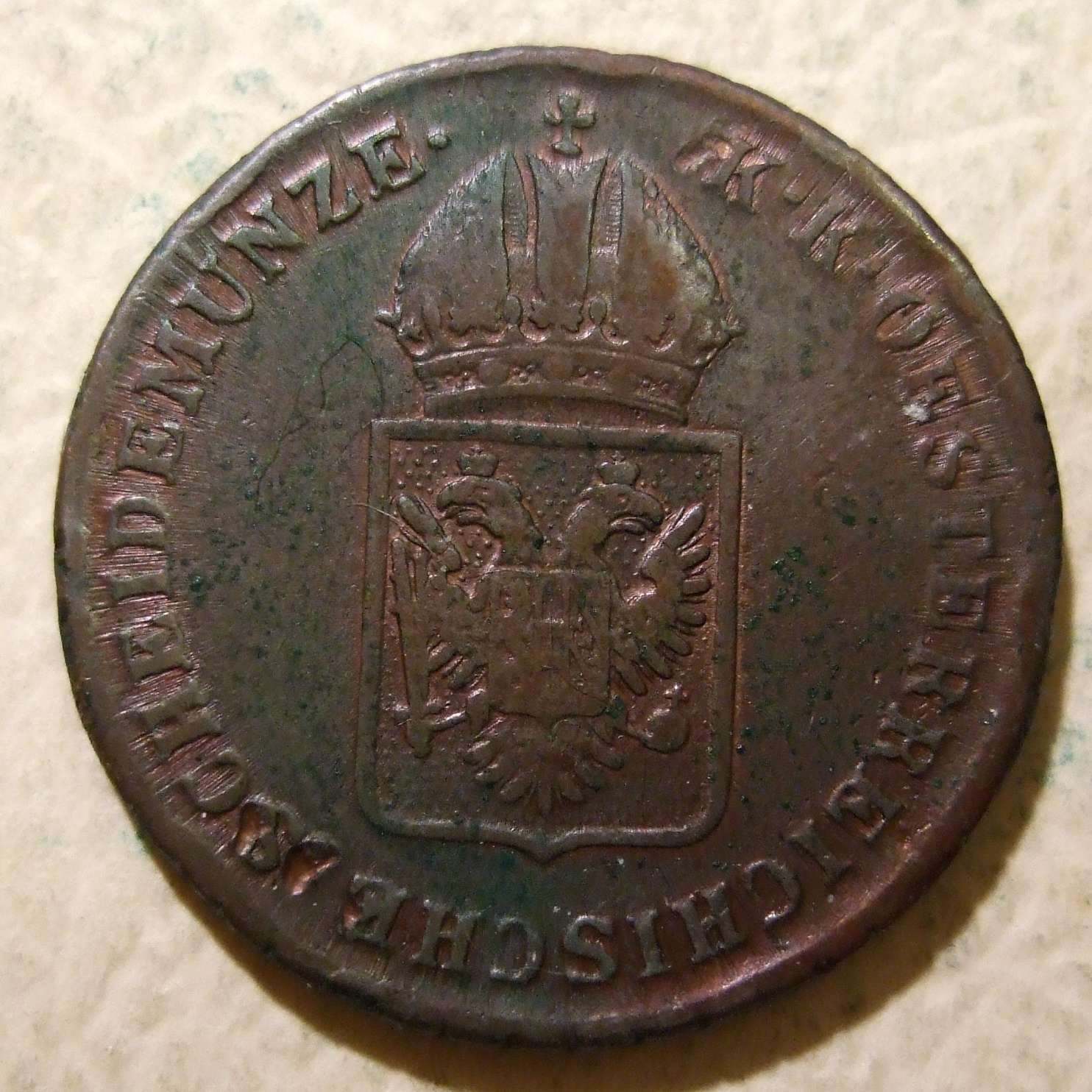
Moneda de 1816
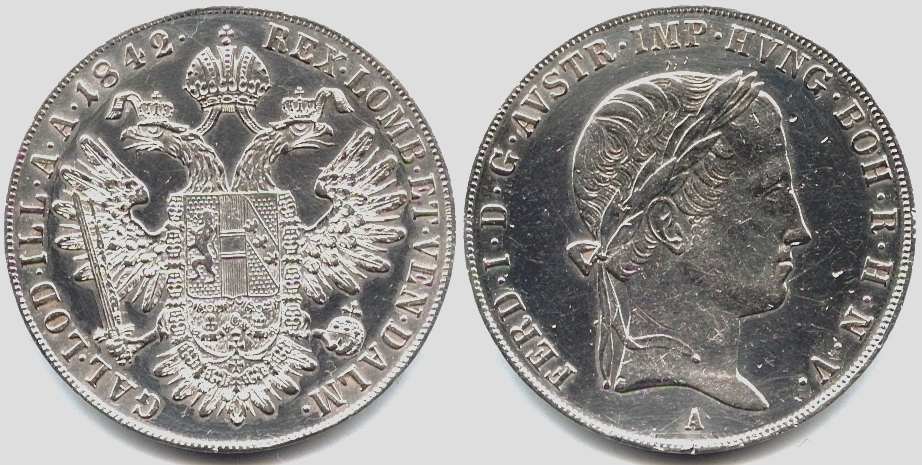
Moneda de 1842
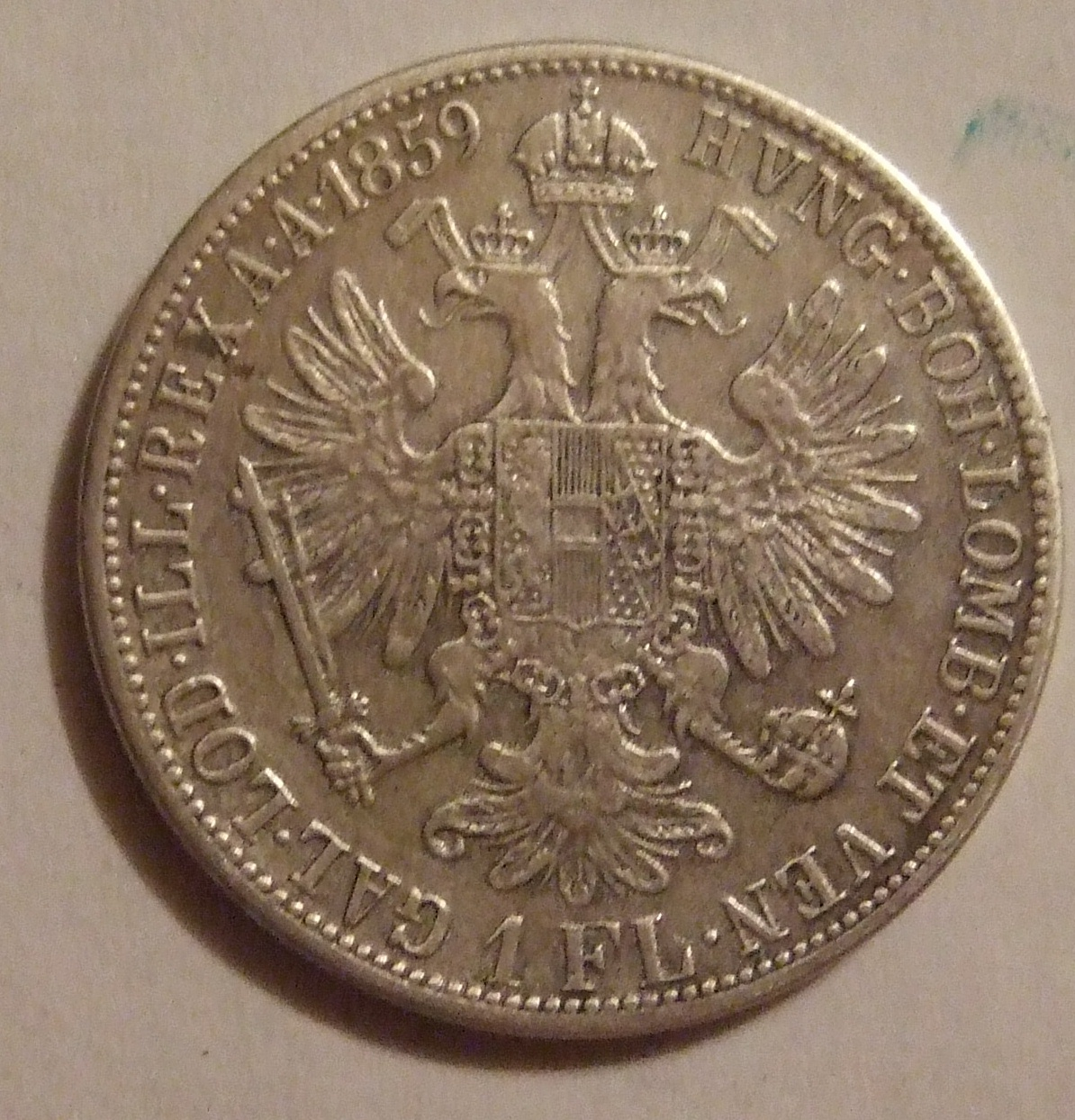
Moneda de 1859
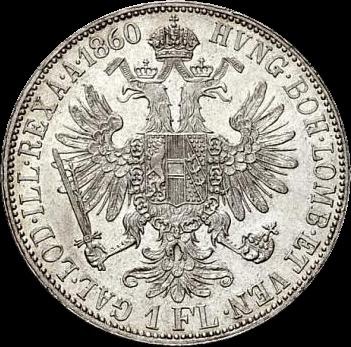
Moneda de 1860
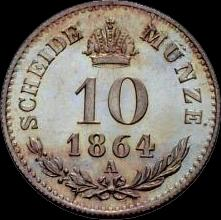
Moneda de 1864
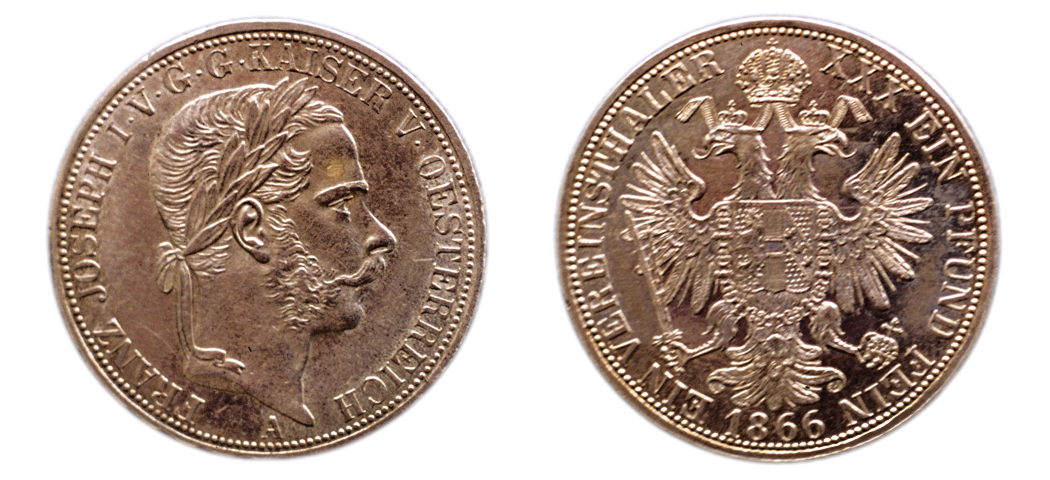
Moneda de 1866

## Palacios imperiales
- Palacios en Viena:

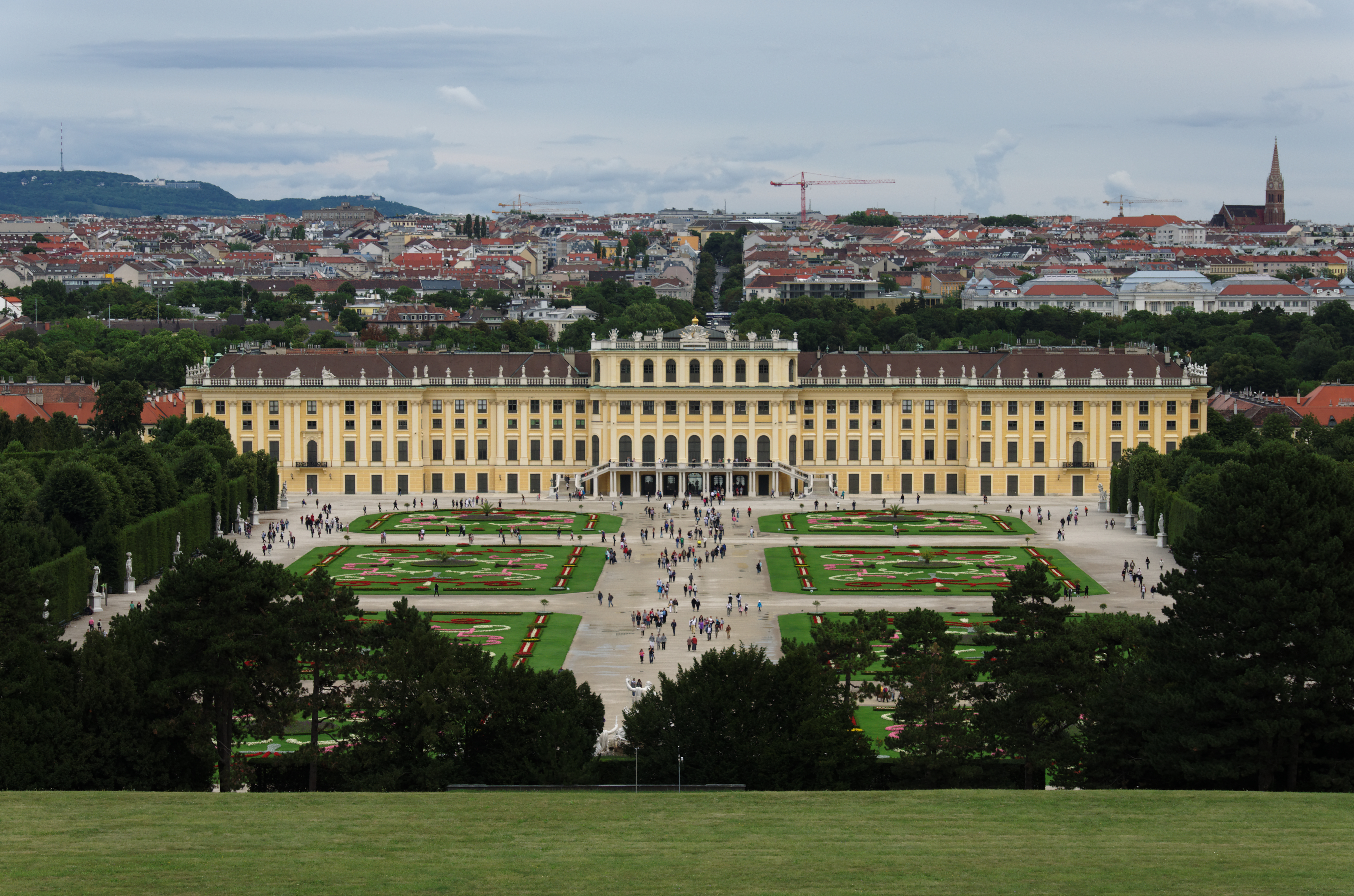
Palacio de Schönbrunn, antigua residencia imperial de verano.
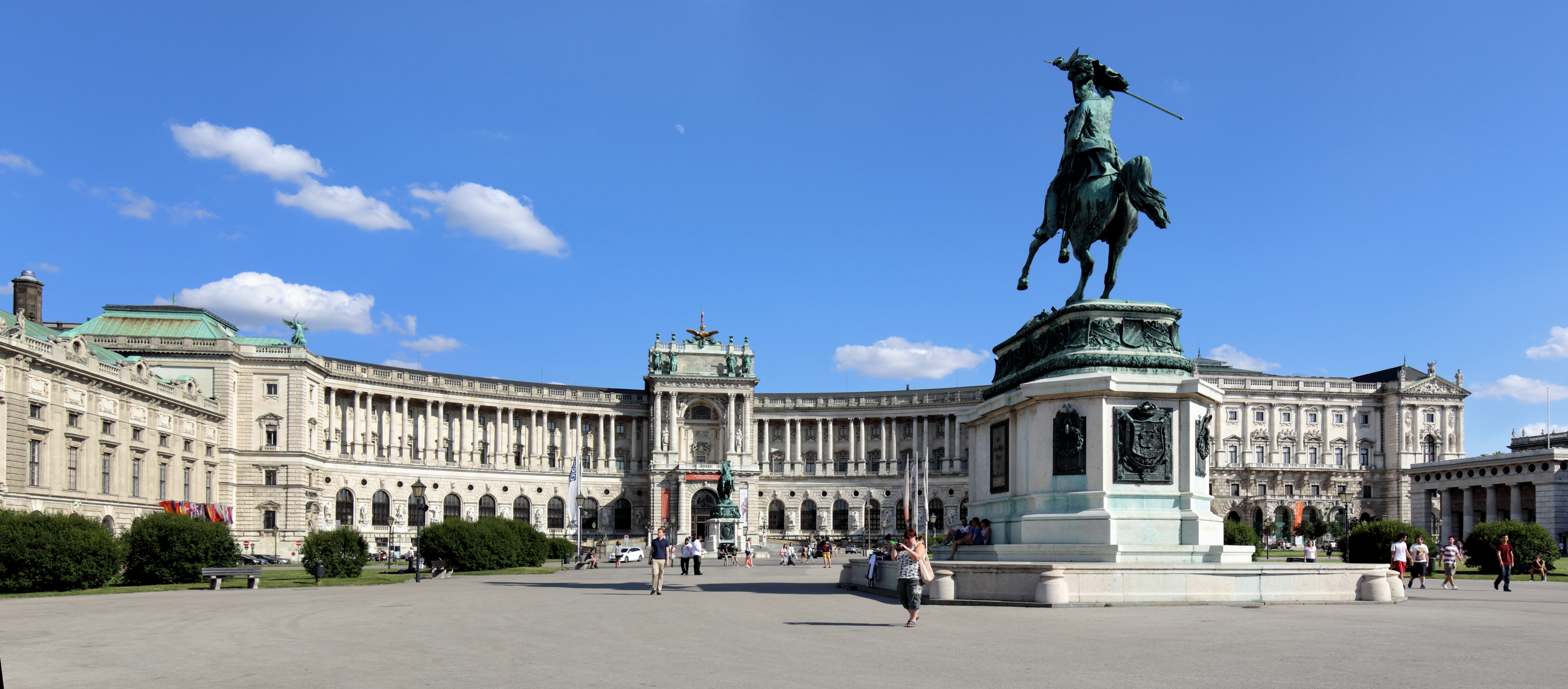
Palacio Imperial de Hofburg, residencia de invierno.
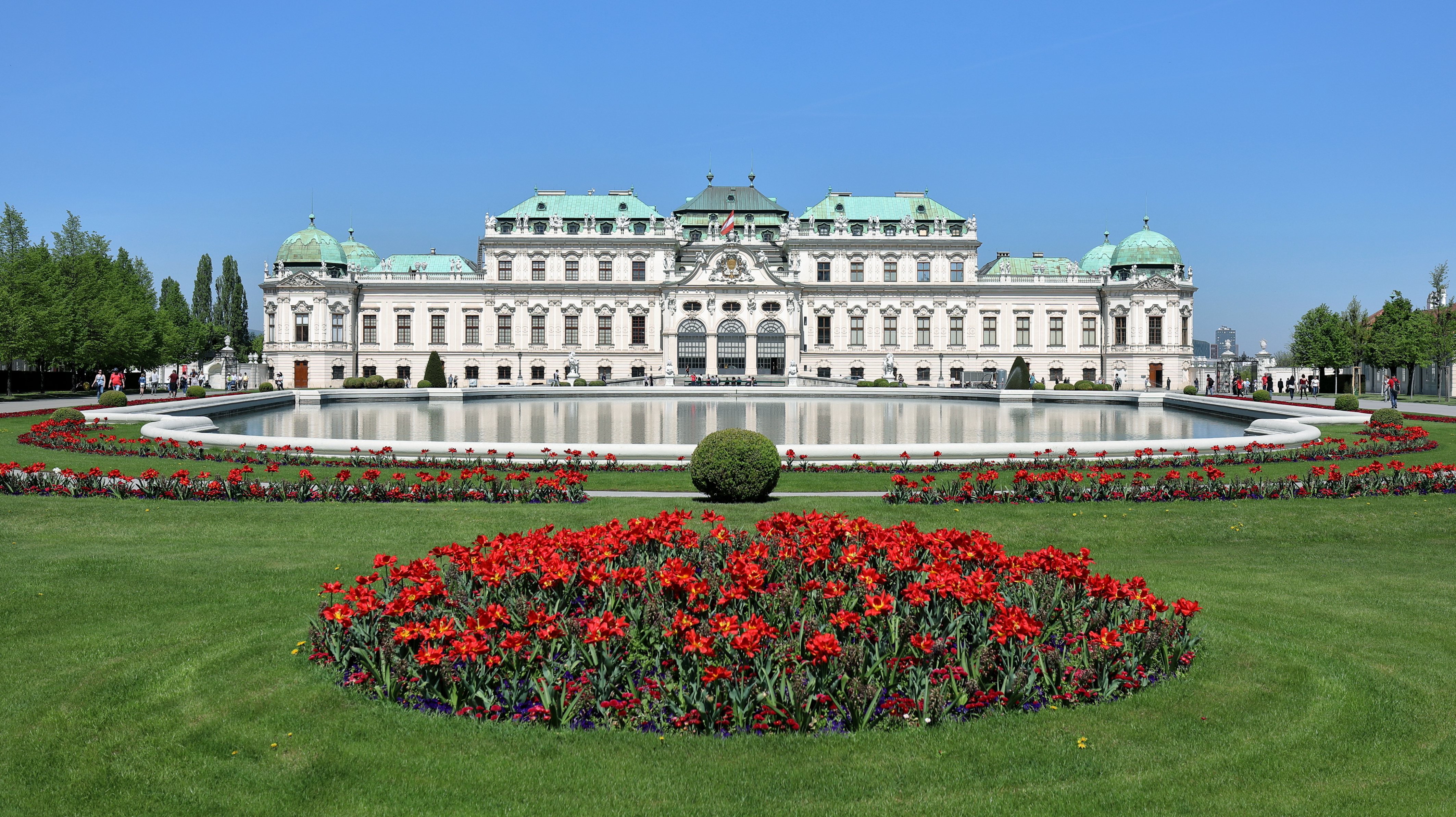
Palacio Belvedere
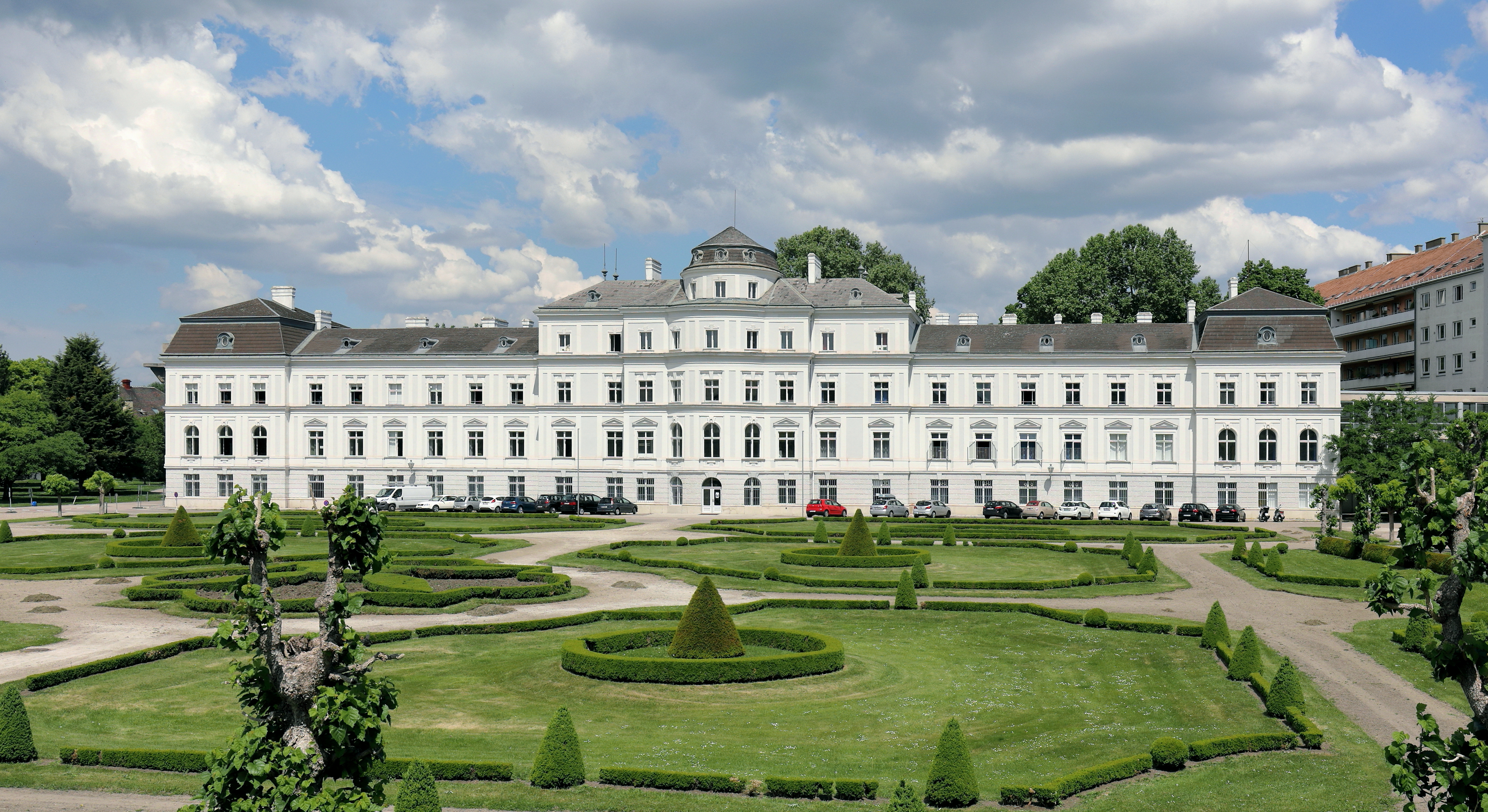
Palacio Augarten
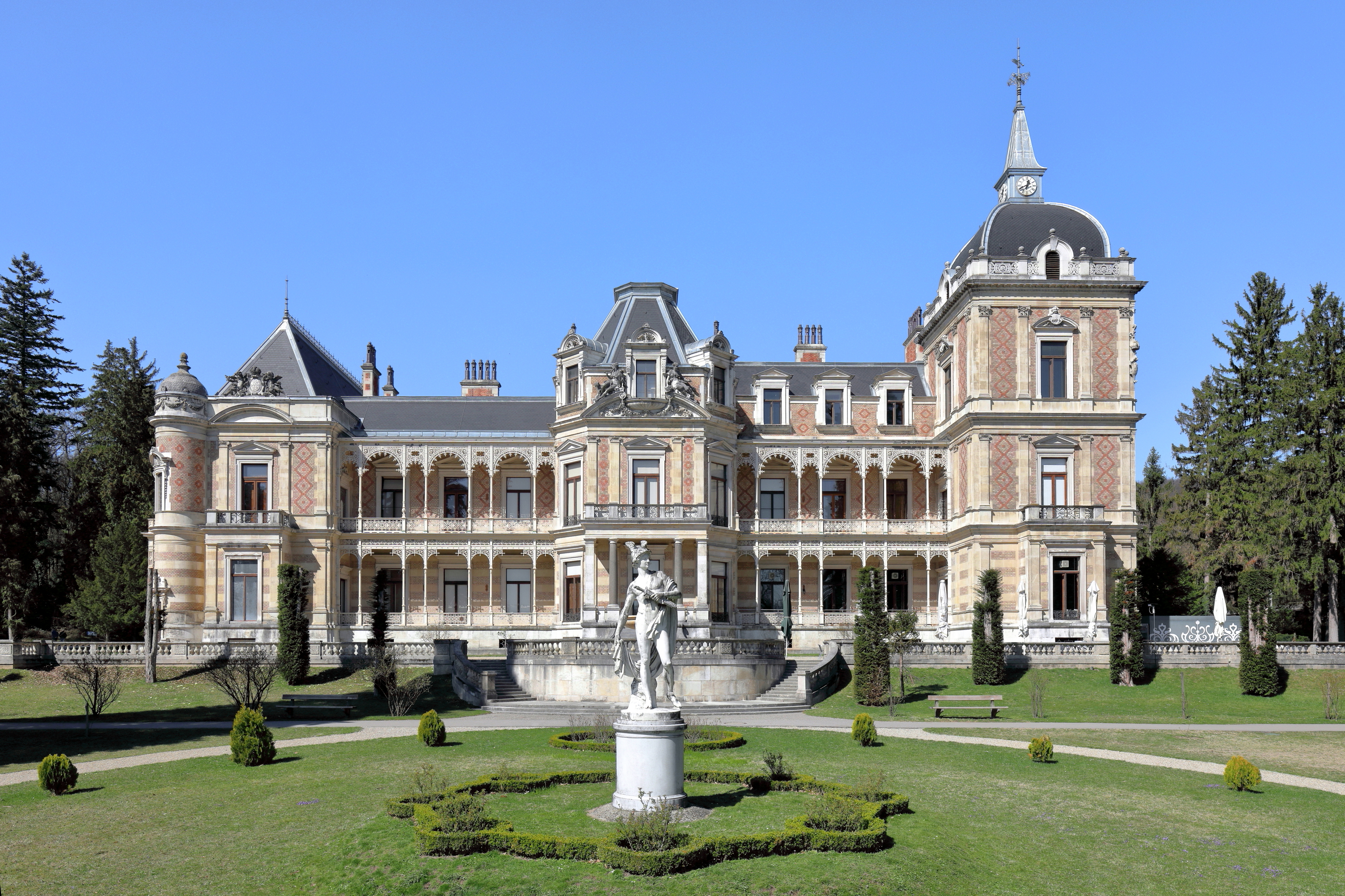
Hermesvilla